# Opel Astra
El Opel Astra es un automóvil del segmento C diseñado por el fabricante alemán de automóviles Opel y vendido en numerosos países bajo las marcas Vauxhall, Chevrolet y todas del grupo industrial estadounidense General Motors.
Existen seis generaciones del Astra, lanzadas en los años 1991, 1999, 2004, 2010, 2016 y la última en 2022, respectivamente. Hay dos formas de nombrar las generaciones mediante letras. El método que usa oficialmente Opel parte de la letra F, debido a que la última generación del predecesor del Astra, el Kadett, se denominaba E. El segundo sistema es comenzar por la letra A, al igual que se estila en el resto de los modelos de la marca.
Todos los Astra existen o existieron con carrocerías hatchback de tres y cinco puertas, sedán de cuatro puertas, familiar de cinco puertas ("Astra Caravan") y descapotable (inicialmente "Astra Cabrio", luego "Astra TwinTop"), y también cupé ("Astra Bertone") en la segunda generación. Todos tienen motor delantero transversal y tracción delantera.
El Astra se posiciona en la gama de Opel por encima del Opel Corsa y por debajo del Opel Vectra, luego renombrado a Opel Insignia. El Astra es uno de los cuatro modelos más vendidos de la marca, junto con el Corsa, el Kadett y el Vectra. La unidad número 10 millones se fabricó en Bochum, Alemania en mayo del año 2007.
Después de que General Motors vendiera Opel al Grupo PSA, el Astra K continuó produciéndose bajo licencia hasta que fue reemplazado por el Astra L. El Astra L se lanzó después de la fusión de las empresas para formar Stellantis.
The Astra nameplate originates from Vauxhall, which had manufactured and marketed earlier generations of the Opel Kadett (the Kadett D and Kadett E) as the Vauxhall Astra since March 1980. Subsequent GM Europe policy standardised model nomenclature in the early 1990s, whereby model names were the same in all markets regardless of the marque they were sold under.
Hasta 2021, se han producido seis generaciones del Astra (u once generaciones de la familia Kadett/Astra en su conjunto). Como es habitual en Opel, se designan con las letras siguientes del alfabeto latino. La convención oficial de Opel es que el Astra es una continuación lógica del linaje Kadett; por lo tanto, la primera generación del Opel Astra se convirtió en el Astra F en lugar del Astra A, ya que el último Opel Kadett fue el Kadett E. Los entusiastas a veces llaman Astra D y Astra E a los Vauxhall Astra Mk1 y Mk2 para marcar la continuidad con sus modelos hermanos.
Los modelos vendidos como Vauxhall, Holden o Chevrolet tienen diferentes designaciones de generación que reflejan la historia de esas marcas en sus mercados de origen y sus convenciones de nomenclatura.

## Astra F (1991-1999) (T91)
El Astra F debutó en septiembre de 1991. Con el sucesor del Kadett E, Opel adoptó la denominación Astra, que ya utilizaba Vauxhall para los Kadett D y E (véase Vauxhall Astra). Se ofreció en versiones hatchback de tres o cinco puertas, berlina y familiar, conocida como Caravan, disponible únicamente con cinco puertas, poniendo fin definitivamente a la tradición de los modelos familiares de tres puertas de Opel. El Caravan apareció en octubre de 1991, inmediatamente después del lanzamiento original, al igual que el deportivo modelo GSI de 16 válvulas con su agresivo kit de carrocería. Bertone también ofreció un descapotable, diseñado y construido en Italia, El cambio de nombre se debió a la estrategia comercial de General Motors de homogeneizar las gamas de sus filiales europeas Opel y Vauxhall.
En comparación con el Kadett, el Astra creció ligeramente en todas las dimensiones excepto en la distancia entre ejes. El parabrisas se adelantó 7,5 centímetros (3 plg), mientras que el techo se extendió la misma cantidad en la parte trasera, lo que significa un aumento significativo del volumen interior..
El Astra F recibió un lavado de cara cosmético en 1994, Acompañado de una mejor protección contra la oxidación. Esto incluía una nueva parrilla con un emblema Opel más grande, intermitentes delanteros transparentes, nuevos retrovisores exteriores (que sustituyen a los del Kadett E anterior al rediseño) y una apariencia general más suave. Si bien el Astra F finalizó su producción en Alemania en el año 2000, los Astra fabricados en Polonia siguieron ofreciéndose en Europa Central y Oriental, así como en Turquía, India y Asia, con el nombre Opel Astra Classic, de 1999 a 2003.
Se fabricó con carrocerías hatchback, familiar, sedán y descapotable, esta última diseñada por Bertone. Las potencias máximas de sus motores oscilaban entre los 60 y los 150 CV este último era un 2.0 litros 16V (C20XE) vendido únicamente con el nivel de equipamiento deportivo "Astra GSI" y carrocería hatchback de tres puertas. Debido a las restricciones de emisiones contaminantes Euro II, a finales de 1995 se modificó el motor y su potencia máxima bajó a 136 CV (X20XEV). El Astra GSi 8v tenía un motor de 2.0 litros catalizado de 115cv (C20NE). Dos años más tarde, en 1993, salió al mercado el Astra 1.8 litros GSi 16V de 125cv (C18XE).
En el tercer trimestre de 1994, Opel presentó para la línea 1995 una pequeña reestilización, cambiándole el color de las luces intermitentes de naranja a transparente (blanco), cosa que ya tenían los GSi, un cambio de espejos laterales, oscurecimiento de luces traseras, cambio del logo de Opel trasero y rediseño de la tipografía de los nombres "Opel" y "Astra" a una cromada y más estilizada. El exterior cambió radicalmente a peor, los parachoques ya no eran tan deportivos y las letras "GSi" ubicadas anteriormente en el parachoques delantero y en el portón trasero desaparecieron. El interior cambió con nuevos tapizados y equipos de sonido. También se cambió la gama de motores para adaptarse a las nuevas normas de contaminación y se le incorporó de doble airbag en opción, siendo de serie para el conductor. 
La primera generación del Opel Astra se puso a la venta hace ahora 30 años, para sustituir al Kadett y, con 4,13 millones de unidades fabricadas, se ha convertido en el modelo más vendido de la historia de la marca. ￼ 

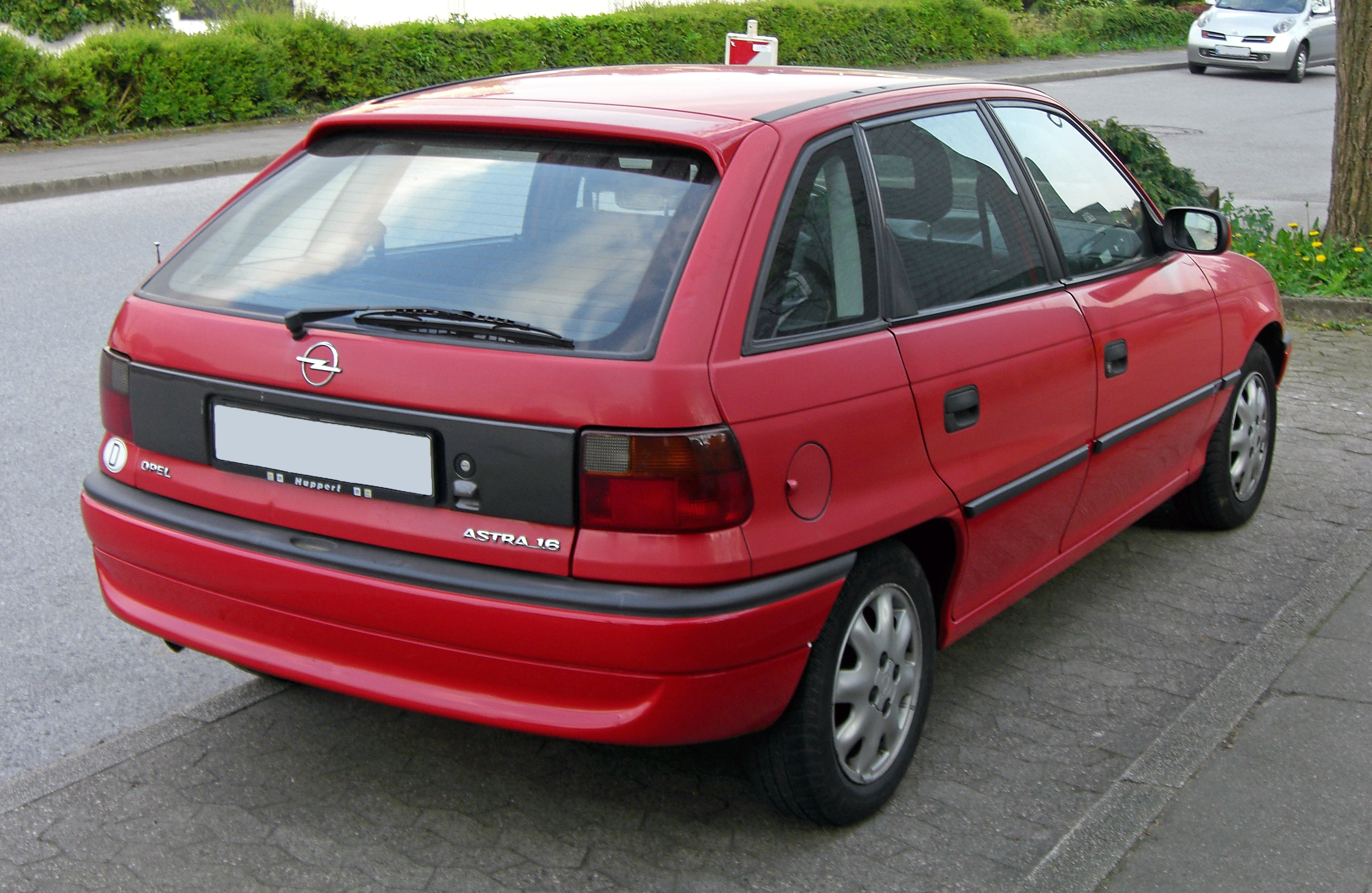
Opel Astra F 5P
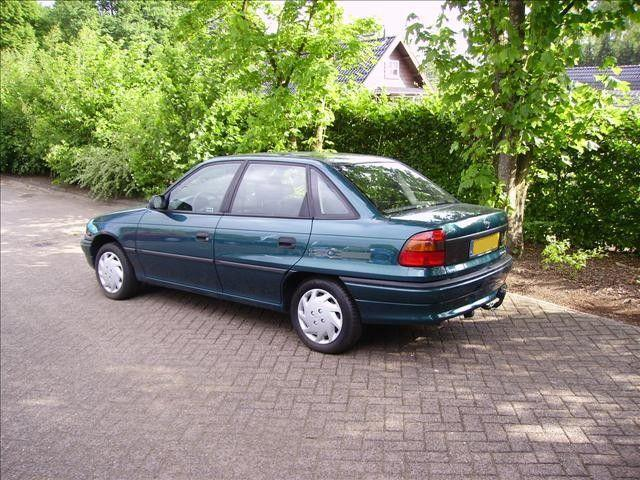
Opel Astra F Sedan
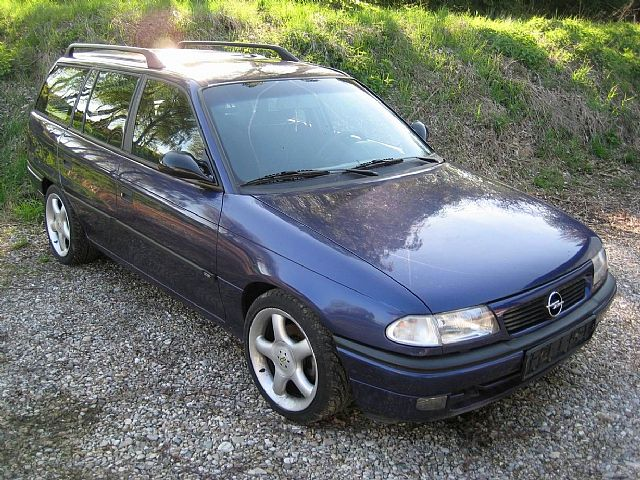
Opel Astra F Caravan
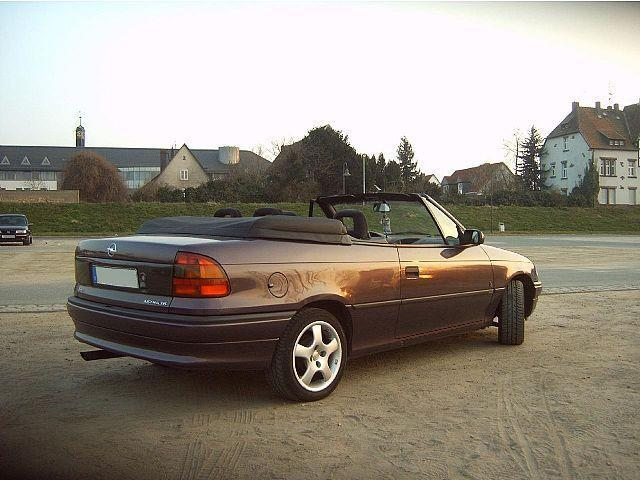
Opel Astra F Cabrio

### Modelos sudafricanos
El modelo también se lanzó en Sudáfrica en noviembre de 1991, donde fue producido bajo licencia por Delta. El nombre "Kadett" se mantuvo para los Astra hatchback hasta el año 2000. Los modelos sedán y familiar se ofrecieron bajo el nombre Astra. En Sudáfrica, el Kadett y el Astra ganaron el título de "Coche del Año" dos años consecutivos (1994 y 1995), a pesar de ser versiones del mismo coche. La nomenclatura sudafricana se expresaba en centilitros, por lo que las gamas Astra y Kadett incluían modelos de 140, 160i, 180i y 200i. Los modelos con inyección de combustible recibían la designación "i", mientras que los modelos con carburador no. Se añadían designaciones adicionales después de la cilindrada, con las letras "S" para deportivo o "E" para ejecutivo. El acabado deportivo era habitual para el Kadett (hatchback) e incluía un parachoques delantero diferente con faros y un alerón trasero. Las versiones ejecutivas presentaban un nivel de especificación superior al de los modelos no ejecutivos. La variante superior del Kadett (hatchback) era el 200iS, con un motor 2.0 SOHC de 8 válvulas y 95 kW, mientras que la versión superior del Astra (sedán) incorporaba un motor 2.0 DOHC de 16 válvulas y 110 kW. La línea sudafricana también incluyó una variante de edición limitada única con un motor C20LET turboalimentado llamado 200tS, ofrecido en derivados Kadett (hatchback) o Astra (sedán) y solo estuvo disponible durante dos años modelo (1994-1995) y en cantidades limitadas. El 200tS fue construido por Delta Motor Corporation y más rápido que el entonces actual BMW M3 en una carrera de aceleración de un cuarto de milla. La "t" significa el turbocompresor. El motor se obtuvo del Opel Calibra y Opel Vectra 4x4 y se convirtió de una transmisión de seis velocidades con tracción en las cuatro ruedas (Getrag F28) a tracción delantera únicamente con un diferencial de deslizamiento limitado. El 200tS era único de otros modelos Kadett y Astra, ya que usaba un cubo de rueda de 5 pernos (todos los demás autos usaban un cubo de 4 pernos), también presentaba llantas de aleación únicas de 16" solo disponibles en el 200tS.

### Otros mercados
El Opel Astra también estuvo disponible en Australasia con la marca Holden, primero en Nueva Zelanda en 1995 y luego en Australia en 1996. Estos modelos se importaban del Reino Unido. El nombre Holden Astra se había utilizado previamente en los modelos Nissan Pulsar rebautizados de 1984 a 1989.
La primera generación del Opel Astra se exportó a Brasil a partir de diciembre de 1994 como Chevrolet Astra, posiblemente debido a una reducción de los aranceles de importación. General Motors do Brasil envió los motores de 2.0 litros y 115 CV a Bélgica, desde donde los vehículos terminados se dirigieron a Brasil. En febrero de 1996, el gobierno brasileño volvió a modificar el arancel de importación, del 20 % al 70 %, lo que encareció el vehículo y provocó su cancelación tras poco más de un año en el mercado. En su lugar, se actualizó el Kadett, fabricado localmente. El Astra de segunda generación se fabricó en Brasil.
A partir de marzo de 1995, el Astra sedán se ensambló en Indonesia, donde se comercializó como Opel Optima. El cambio de nombre se debió a que el nombre global ya lo utilizaba Astra International, una empresa automotriz local y ensambladora y distribuidora de varias marcas de automóviles de la competencia. En India, el Opel Astra se ensambló para el mercado local en una empresa conjunta con Birla Companies a partir de 1996. La producción en India finalizó en 2002.

El Chevrolet Astra de primera generación en Brasil tenía una parrilla delantera estilo Vauxhall con una "V" que contenía la insignia de Chevrolet.

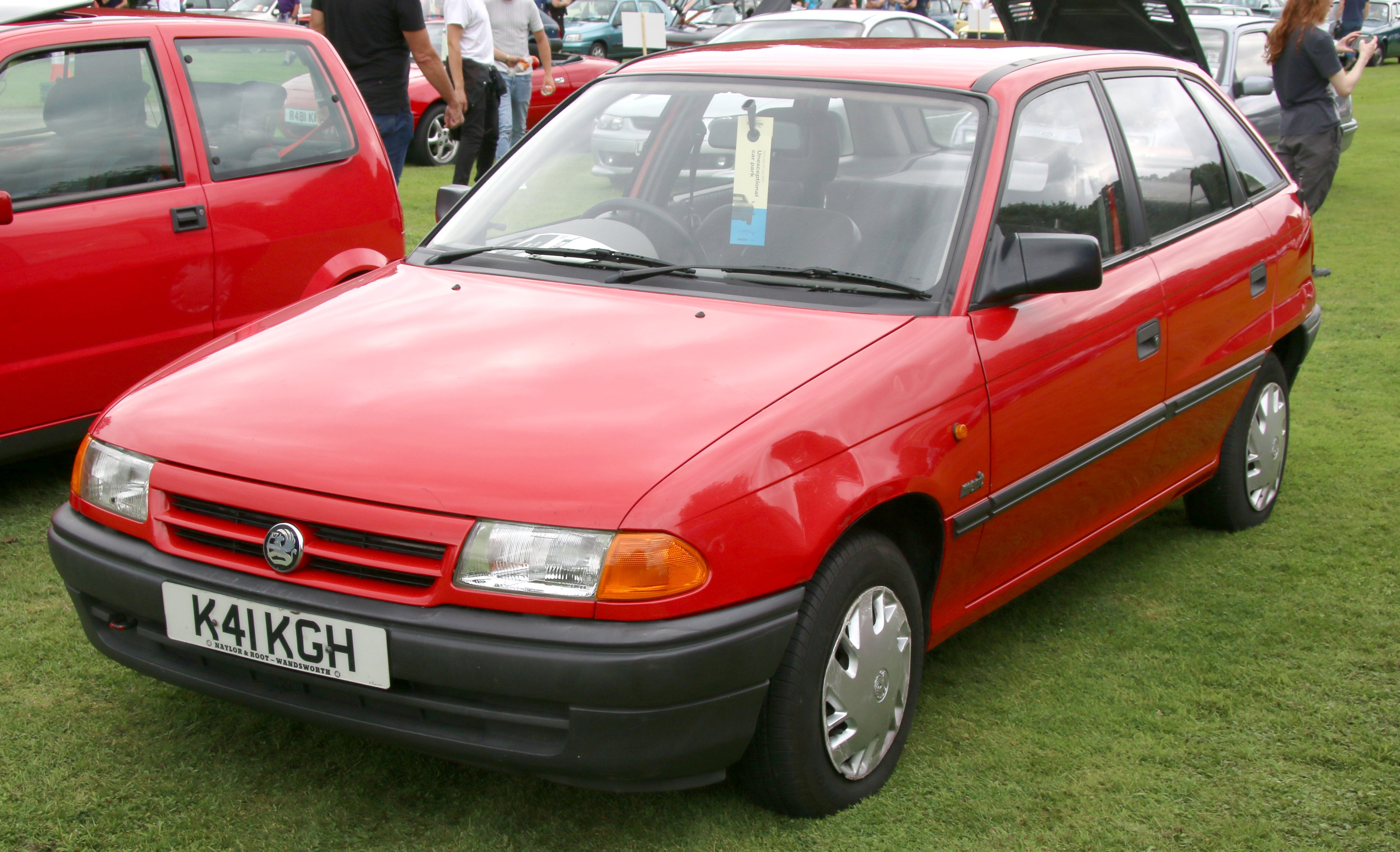
Vauxhall Astra Mk 3 (Reino Unido; antes del rediseño)
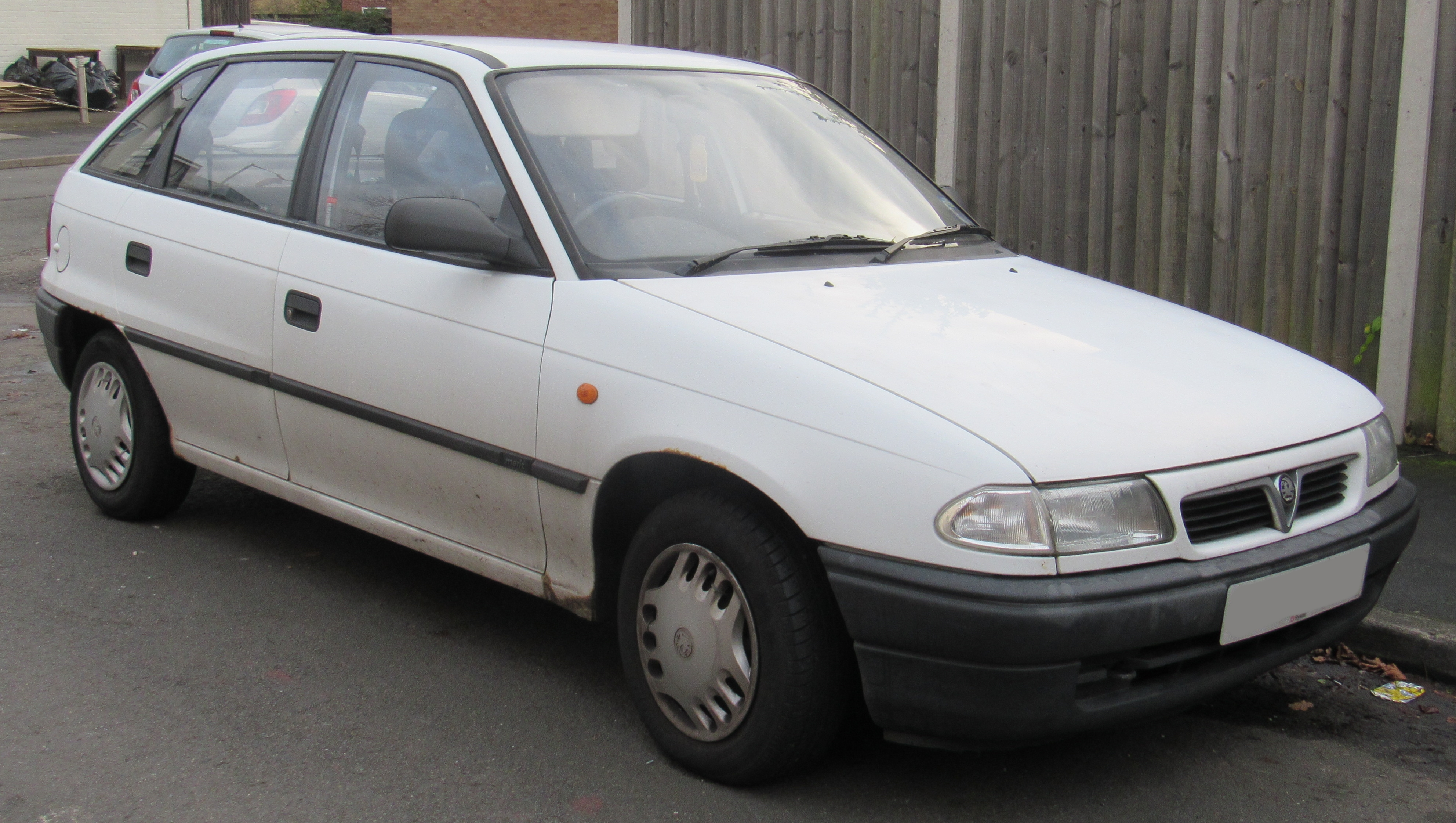
Vauxhall Astra Mk 3 (Reino Unido; rediseño)
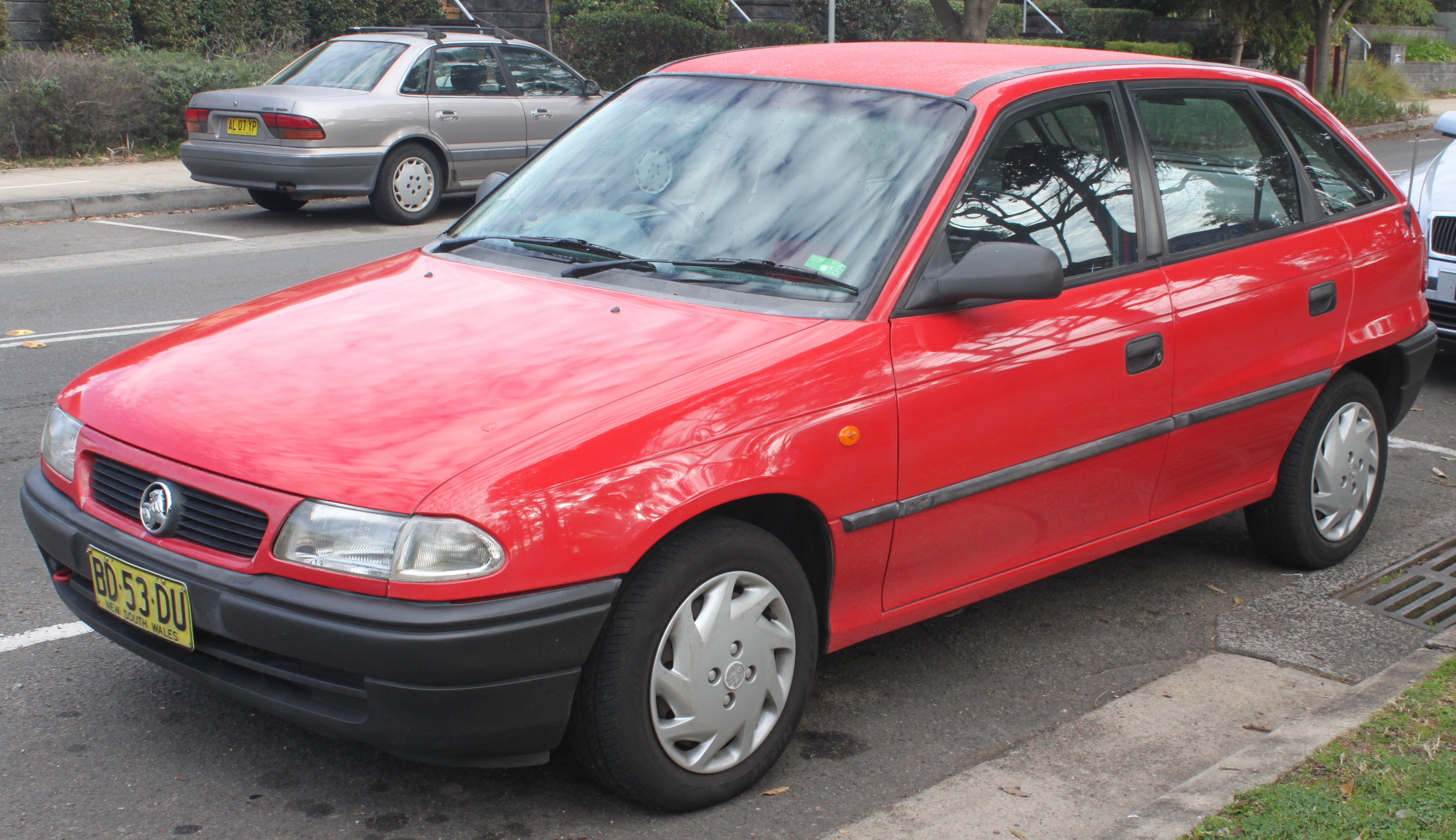
Holden Astra TR (Australia y Nueva Zelanda)

### Premios
- 1992 – Semperit Irish Car of the Year
- 1994 y 1995 – South African Car of the Year

### Motorizaciones

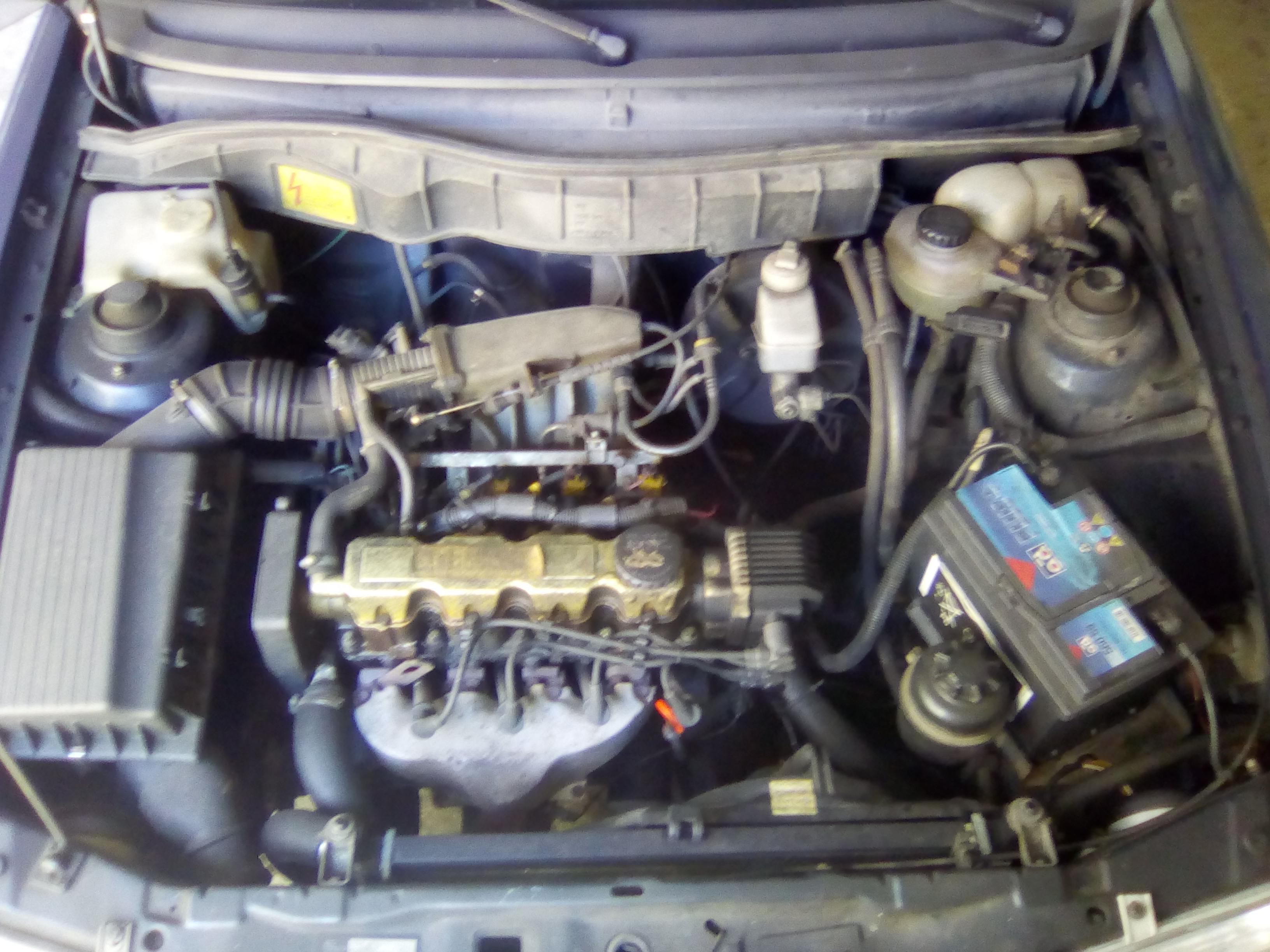
Vista general del motor del Opel Astra 1.6i de 1992

Se vendió con las siguientes motorizaciones: 1.7D 57 cv, 60cv al cual se le incorporó un turbo de bajo soplado GARRETT llegando a 68cv (x17dtl); 1.7TD 82 cv; 1.4 75cv, 1.4i en 60 y 82 cv; 1.4i 16V 90 cv (disponible con cambio automático); 1.6i 71 cv y 75 cv; 1.6si 98cv (disponible con cambio automático); 1.6i 16v 100 cv (disponible con cambio automático); 1.8i 90 cv (disponible con cambio automático); 1.8i 16V 113 cv (disponible con cambio automático); 1.8 i 16V 115 cv, 1.8i 16V 125 cv; 2.0i 115 cv (disponible con cambio automático); 2.0i 16V 136 cv (disponible con cambio automático). Los diésel son de procedencia OPEL MENOS los motores con código 17D, 17DR y X17DTL (que en realidad tienen el mismo bloque) que son de origen GM/Opel, una manera de diferenciarlos es observarlos a simple vista, si tiene el turbo situado en la parte trasera del motor, encima de los colectores de escape, la bomba de inyección en la parte delantera (después del radiador) es de origen GM (X17DTL) este tiene un aspecto similar a los motores Opel gasolina de 8v, y si tiene instalado el turbo en la parte delantera del motor y la bomba de inyección en la trasera de este, es OPEL X17DT/TC4EE1
pero el sedan era lo más nuevo en la época 1990.
Se comercializó con motores gasolina y diésel de cuatro cilindros, de entre 60 y 150 CV. Este Astra también fue uno de los primeros Opel con ‘conciencia medioambiental’: introdujo conceptos como un índice de reciclabilidad muy alto para la época e, incluso, contó con una variante eléctrica y una de CNG, que se utilizaron como laboratorio para el estudio de nuevas tecnologías de propulsión. 
| Motores de gasolina            | Motores de gasolina   | Motores de gasolina        | Motores de gasolina        | Motores de gasolina   | Motores de gasolina   | Motores de gasolina        | Motores de gasolina        | Motores de gasolina        | Motores de gasolina   | Motores de gasolina   | Motores de gasolina        | Motores de gasolina   | Motores de gasolina   | Motores de gasolina   | Motores de gasolina   | Motores de gasolina    | Motores de gasolina    | Motores de gasolina        | Motores de gasolina   |                       |
|                                | 1.4                   | 1.4i                       | 1.4i                       | 1.4i SE               | 1.4i 16v              | 1.6i                       | 1.6i                       | 1.6i                       | 1.6i SE               | 1.6i 16v              | 1.8i                       | 1.8 16v               | 1.8 16v               | 1.8 16v (GSi)         | 2.0 (GSi)             | 2.0 16v                | 2.0 16v (GSi)          | 2.0 16v Turbo              |                       |                       |
| ------------------------------ | --------------------- | -------------------------- | -------------------------- | --------------------- | --------------------- | -------------------------- | -------------------------- | -------------------------- | --------------------- | --------------------- | -------------------------- | --------------------- | --------------------- | --------------------- | --------------------- | ---------------------- | ---------------------- | -------------------------- | --------------------- | --------------------- |
| Periodo                        | 1991-1992             | 1991-1996                  | 1996-1999                  | 1991-1996             | 1995-1999             | 1991-1994                  | 1993-1995                  | 1996-1998                  | 1993-1994             | 1994-1999             | 1991-1994                  | 1994-1996             | 1996-1999             | 1993-1994             | 1991-1994             | 1995-1999              | 1991-1996              | 1993-1996                  |                       |                       |
| Identificación del motor       | 14 NV                 | C14 NZ                     | X14 SZ                     | C14 SE                | X14 XE                | C16 NZ                     | X16 SZ                     | X16 SZR                    | C16 SE                | X16 XEL               | C18 NZ                     | C18 XEL               | X18 XE                | C18 XE                | C20 NE                | X20 XEV                | C20 XE                 | C20 LET                    |                       |                       |
| Tipo de motor                  | L4 8v, carburación    | L4 8v, inyección monopunto | L4 8v, inyección monopunto | L4 8v                 | L4 16v                | L4 8v, inyección monopunto | L4 8v, inyección monopunto | L4 8v, inyección monopunto | L4 8v                 | L4 16v                | L4 8v, inyección monopunto | L4 16v                | L4 16v                | L4 16v                | L4 8v                 | L4 16v                 | L4 16v                 | L4 16v, turbo, intercooler |                       |                       |
| Diámetro x carrera             | 75.0 mm × 77.6 mm     | 75.0 mm × 77.6 mm          | 75.0 mm × 77.6 mm          | 75.0 mm × 77.6 mm     | 75.0 mm × 77.6 mm     | 79.0 mm × 81.5 mm          | 79.0 mm × 81.5 mm          | 79.0 mm × 81.5 mm          | 79.0 mm × 81.5 mm     | 79.0 mm × 81.5 mm     | 84.8 mm × 79.5 mm          | 80.5 mm × 88.2 mm     | 80.5 mm × 88.2 mm     | 80.5 mm × 88.2 mm     | 86.0 mm × 86.0 mm     | 86.0 mm × 86.0 mm      | 86.0 mm × 86.0 mm      | 86.0 mm × 86.0 mm          |                       |                       |
| Cilindrada                     | 1389 cm³              | 1389 cm³                   | 1389 cm³                   | 1389 cm³              | 1389 cm³              | 1598 cm³                   | 1598 cm³                   | 1598 cm³                   | 1598 cm³              | 1598 cm³              | 1796 cm³                   | 1799 cm³              | 1799 cm³              | 1799 cm³              | 1998 cm³              | 1998 cm³               | 1998 cm³               | 1998 cm³                   |                       |                       |
| Relación de compresión         | 9.4: 1                | 9.4: 1                     | 9.6: 1                     | 9.8: 1                | 10.5: 1               | 9.2: 1                     | 10.0: 1                    | 10.0: 1                    | 9.8: 1                | 10.5: 1               | 9.2: 1                     | 10.8: 1               | 10.8: 1               | 10.8: 1               | 9.2: 1                | 10.8: 1                | 10.5: 1                | 9.0: 1                     |                       |                       |
| Potencia máxima: CV (kW) @ rpm | 75 CV (55 kW) @ 5800  | 60 CV (44 kW) @ 5200       | 60 CV (44 kW) @ 5400       | 82 CV (60 kW) @ 5800  | 90 CV (66 kW) @ 6000  | 75 CV (55 kW) @ 5200       | 71 CV (52 kW) @ 5000       | 75 CV (55 kW) @ 5200       | 101 CV (74 kW) @ 5800 | 101 CV (74 kW) @ 6200 | 90 CV (66 kW) @ 5400       | 115 CV (85 kW) @ 5400 | 115 CV (85 kW) @ 5400 | 125 CV (92 kW) @ 5600 | 115 CV (85 kW) @ 5200 | 136 CV (100 kW) @ 5600 | 150 CV (110 kW) @ 6000 | 204 CV (150 kW) @ 6600     |                       |                       |
| Par máximo: Nm @ rpm           | 110 Nm @ 3000         | 103 Nm @ 2800              | 106 Nm @ 3000              | 114 Nm @ 3400         | 125 Nm @ 4000         | 125 Nm @ 2800              | 128 Nm @ 2800              | 128 Nm @ 2600              | 135 Nm @ 3400         | 148 Nm @ 3500         | 145 Nm @ 3000              | 168 Nm @ 4000         | 170 Nm @ 3600         | 168 Nm @ 4800         | 170 Nm @ 2600         | 185 Nm @ 4000          | 196 Nm @ 4800          | 280 Nm @ 2800              |                       |                       |
| Tracción                       | Delantera             | Delantera                  | Delantera                  | Delantera             | Delantera             | Delantera                  | Delantera                  | Delantera                  | Delantera             | Delantera             | Delantera                  | Delantera             | Delantera             | Delantera             | Delantera             | Delantera              | Delantera              | Delantera                  | Delantera             | Delantera             |
| Transmisión                    | Manual, 5 velocidades | Manual, 5 velocidades      | Manual, 5 velocidades      | Manual, 5 velocidades | Manual, 5 velocidades | Manual, 5 velocidades      | Manual, 5 velocidades      | Manual, 5 velocidades      | Manual, 5 velocidades | Manual, 5 velocidades | Manual, 5 velocidades      | Manual, 5 velocidades | Manual, 5 velocidades | Manual, 5 velocidades | Manual, 5 velocidades | Manual, 5 velocidades  | Manual, 5 velocidades  | Manual, 5 velocidades      | Manual, 5 velocidades | Manual, 5 velocidades |
| Peso                           | -                     | 975 kg                     | 975 kg                     | 940 kg                | 940 kg                | -                          | -                          | -                          | 1010 kg               | 1035 kg               | -                          | 1095 kg               | 1095 kg               | 1100 kg               | -                     | 1115 kg                | 1100 kg                | 1100 kg                    |                       |                       |
| Aceleración 0–100 km/h         | 13.4 s                | 16.0 s                     | 16.0 s                     | 13.0 s                | 13.0 s                | 14.0 s                     | 14.4 s                     | 11.0 s                     | 11.0 s                | 11.5 s                | 13.8 s                     | 9.5 s                 | 9.5 s                 | 9.0 s                 | 9.5 s                 | 9.0 s                  | 8.0 s                  | 7.8 s                      |                       |                       |
| Velocidad máxima               | 170 km/h              | 150 km/h                   | 150 km/h                   | 175 km/h              | 178 km/h              | 168 km/h                   | 165 km/h                   | 190 km/h                   | 190 km/h              | 190 km/h              | 180 km/h                   | 200 km/h              | 200 km/h              | 204 km/h              | 200 km/h              | 207 km/h               | 220 km/h               | 235 km/h                   |                       |                       |
| Consumo combinado (L/100 km)   | -                     | 5.8                        | 5.8                        | 7.1                   | 8.5                   | -                          | -                          | -                          | 6.8                   | 7.0                   | -                          | 8.1                   | 8.1                   | 7.8                   | -                     | 8.0                    | 7.8                    | 8.5                        |                       |                       |

| Periodo                        | 1991-1992             | 1992-1994             | 1994-1999             | 1992-1995                 | 1995-1999                 |                       |                       |
| Identificación del motor       | 17 D                  | 17 DR                 | X17 DTL               | TC4 EE1                   | X17 DT                    |                       |                       |
| Tipo de motor                  | L4 8v                 | L4 8v                 | L4 8v, turbo          | L4 8v, turbo, intercooler | L4 8v, turbo, intercooler |                       |                       |
| Diámetro x carrera             | 80.0 mm × 82.5 mm     | 80.0 mm × 82.5 mm     | 80.0 mm × 82.5 mm     | 79.0 mm × 86.0 mm         | 79.0 mm × 86.0 mm         |                       |                       |
| Cilindrada                     | 1700 cm³              | 1700 cm³              | 1700 cm³              | 1686 cm³                  | 1686 cm³                  |                       |                       |
| Relación de compresión         | 23.0: 1               | 23.0: 1               | 22.0: 1               | 22.0: 1                   | 22.0: 1                   |                       |                       |
| Potencia máxima: CV (kW) @ rpm | 57 CV (42 kW) @ 4600  | 60 CV (44 kW) @ 4600  | 68 CV (50 kW) @ 4500  | 82 CV (60 kW) @ 4400      | 82 CV (60 kW) @ 4400      |                       |                       |
| Par máximo: Nm @ rpm           | 105 Nm @ 2400         | 105 Nm @ 2400         | 132 Nm @ 2400         | 168 Nm @ 2400             | 168 Nm @ 2400             |                       |                       |
| Tracción                       | Delantera             | Delantera             | Delantera             | Delantera                 | Delantera                 | Delantera             | Delantera             |
| Transmisión                    | Manual, 5 velocidades | Manual, 5 velocidades | Manual, 5 velocidades | Manual, 5 velocidades     | Manual, 5 velocidades     | Manual, 5 velocidades | Manual, 5 velocidades |
| Peso                           | 1005 kg               | 1005 kg               | 1060 kg               | 1085 kg                   | 1085 kg                   |                       |                       |
| Aceleración 0–100 km/h         | 18.6 s                | 18.5 s                | 16.0 s                | 13.5 s                    | 13.5 s                    |                       |                       |
| Velocidad máxima               | 153 km/h              | 153 km/h              | 164 km/h              | 173 km/h                  | 173 km/h                  |                       |                       |
| Consumo combinado (L/100 km)   | 5.7                   | 5.7                   | 6.0                   | 6.2                       | 6.2                       |                       |                       |

## Astra G (1998-2004) (T98)
El Astra G se lanzó en Europa en la primavera de 1998. Estaba disponible en versiones hatchback de tres o cinco puertas, berlina de cuatro puertas, familiar de cinco puertas (conocida como "Caravan", siguiendo la tradición de Opel) y dos versiones especiales a partir del año 2000: el Astra Coupé y el Astra Cabrio, ambos diseñados y fabricados por Bertone. El Astra G introdujo un motor de gas natural. Su chasis fue modificado por Lotus y sirvió de base para un monovolumen compacto de siete plazas, el Opel Zafira, codesarrollado por Porsche. Se fabricaron aproximadamente 90.000 unidades del coupé.
La fabricación del Astra berlina y Caravan continuó en la planta de Opel en Gliwice, Polonia, tras el debut de la nueva generación del Astra H. El modelo anterior se comercializó como Astra Classic, de forma similar a su predecesor, para el segmento de gama baja. Este coche se ofreció en Europa Central y Oriental, así como en Turquía, con el nombre de Astra Classic II, desde 2004 hasta finales de 2009. Además de los mercados europeos, estos modelos también se vendieron en Australia y Nueva Zelanda como Holden Astra Classic, hasta que fueron reemplazados por el Holden Viva (fabricado en Corea del Sur) en 2006.
El Astra G se fabricó como Chevrolet Astra en Brasil. Su diseño se renovó en 2003 y se vendió en Brasil, Argentina, México y otros mercados latinoamericanos hasta 2011. El motor GM brasileño 2.0 8V de cuatro cilindros en línea que equipa el Astra cuenta con la tecnología "flex-power", que permite que el vehículo funcione tanto con gasolina como con alcohol, generando 128/140 hp (G/A) a 5200 rpm.
Una versión taxi del modelo de origen brasileño, impulsado con un motor de gasolina de 2.0 litros, se vendió en Chile como Chevy Urban.
En 2004, la empresa conjunta rusa de GM, GM-AvtoVAZ, lanzó la versión de 4 puertas del Astra G, denominada Chevrolet Viva. Se vendió a través de los concesionarios Chevrolet en Rusia, mientras que los concesionarios Opel vendían el nuevo Opel Astra H. Las ventas fueron bajas desde el principio debido a los altos precios: la única versión lanzada estaba equipada con un motor de 1.8L. con un nivel de equipamiento superior a la media, lo que sitúa el precio del Viva por encima del Toyota Corolla. Un proyecto que costó 340 millones de dólares vendía menos de mil automóviles al año (801 automóviles en 2007); Los rumores sobre el cierre de la producción del Chevy Viva circularon ya en el verano de 2005. GM-AvtoVAZ interrumpió la producción a pequeña escala del Viva en marzo de 2008.
Las carrocerías cupé y descapotable fueron diseñadas nuevamente por Bertone. La segunda generación recibió cuatro estrellas de cinco en la prueba de protección a ocupantes adultos en choques del Euro NCAP.
El Astra G monta motores de gasolina de 1.2 1.4, 1.6, 1.8, 2.0, 2.2 y 2.4 litros además de motores diésel de 1.7, 2.0 y 2.2 litros, con culatas de 8 o 16 válvulas. Desarrollan potencias desde los 68 hasta los 200 CV (esta solamente en la versión deportiva turbo). Sorprende el consumo en los que montan motores diésel, como el 1.7 CDTI (80cv) que se empezó a comercializar en 2003, llegando a las cifras de 3.8l/100km en conducción extraurbana y un consumo mixto de 4.4l/100km (Esta última era la única versión diésel del Astra G que incorporaba un sistema de alimentación por conducto común (Common-Rail).
Este Astra, también fue distribuido en Latinoamérica bajo la marca Chevrolet; fue distribuido con la motorización 1.8 litros de gasolina, para la versión liftback y sedan; también habiendo una versión deportiva de 2.4 litros/  para la versión wagon, se distribuyó con el motor 2.2 litros gasolina. El auto ganó fama en Latam ya que era un auto que era y se sentía alemán con un precio de auto sedan compacto medio, se destacaba en su segmento por los acabados interiores que podrían equipararse a los de un prémium alemán.
La versión deportiva del Astra G pasó a denominarse "Astra OPC", de la que salieron dos variantes. La primera con el motor 2.0 16v que ya monta esta versión, con mejoras en la admisión, árboles de levas, escape y centralita, que alcanzaba los 160 CV . Poco después apareció la segunda versión con motor de gasolina turboalimentado de cuatro cilindros en línea y 2.0 litros de cilindrada, que desarrollaba 192 CV. Se ofertaba con carrocerías hatchback de tres puertas y familiar de cinco puertas.
Dos puertas, tracción delantera, amplio y lujoso interior, un generoso maletero de 460 litros, carrocería Bertone -uno de los diseñadores italianos más prestigioso del mundo-, garantía contra la perforación de la carrocería por corrosión de 12 años, potencia, estabilidad y estilo son las armas del nuevo Opel Astra para batirse en el creciente mercado de los deportivos en Europa.
En Sudamérica se fabricó desde 1999 hasta 2011, bajo la marca Chevrolet. En 2003 tuvo un rediseño que lo posicionó muy por encima de la versión inicial del Astra G, compitiendo con autos como el VW Bora, el Renault Megane, el Ford Focus, Honda Civic y el Peugeot 308.[cita requerida] El Astra G, en su versión hatchback 5 puertas con motor 2.0 8 válvulas demostró ser el líder del segmento en cuanto a equipamiento, estabilidad, robustez, poder de frenado calidad interior y estética, dejando atrás a todos sus competidores contando con una excelente relación precio/calidad.[cita requerida] Asimismo, fue el sedán 4 puertas el elegido por GM como representante de la marca en la categoría TC 2000, llevándose los laureles en 7 campeonatos consecutivos.[cita requerida]
Luego el importante Astra cupé, versión exclusiva por la firma bertone.
Los motores, asegura la marca Alemana, son extremadamente elásticos, incluso a bajas revoluciones. Han conseguido disminuir, respecto de la versión estándar del Astra, en 20 mm la distancia entre la carrocería y el suelo, incrementando la dureza de los muelles delanteros y el grosor de la barra estabilizadora. Igualmente han instalado amortiguadores más firmes para lograr un comportamiento ágil y deportivo sin comprometer la comodidad en la conducción.
A lo largo de su vida, fue uno de los coches más vendidos de Europa. Las grandes novedades de esta generación fueron la incorporación de una carrocería cupé diseñada por Bertone y los motores diésel common rail. También fue el primer Astra con variantes OPC de hasta 192 CV, (aunque no se vendieron en España), así como una variante cupé-cabrio con techo de lona.￼

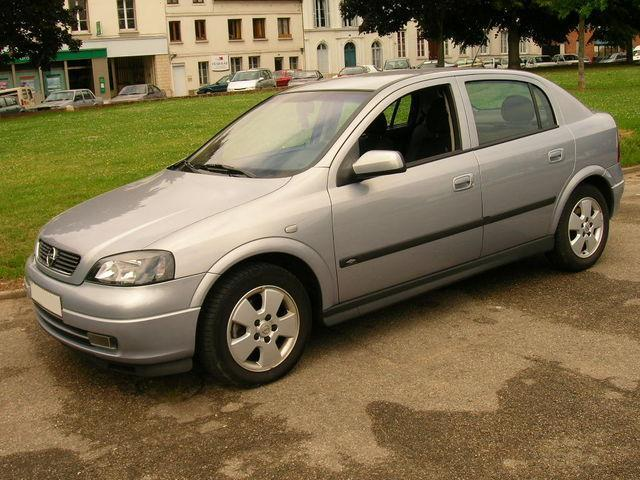
Opel Astra G 5P
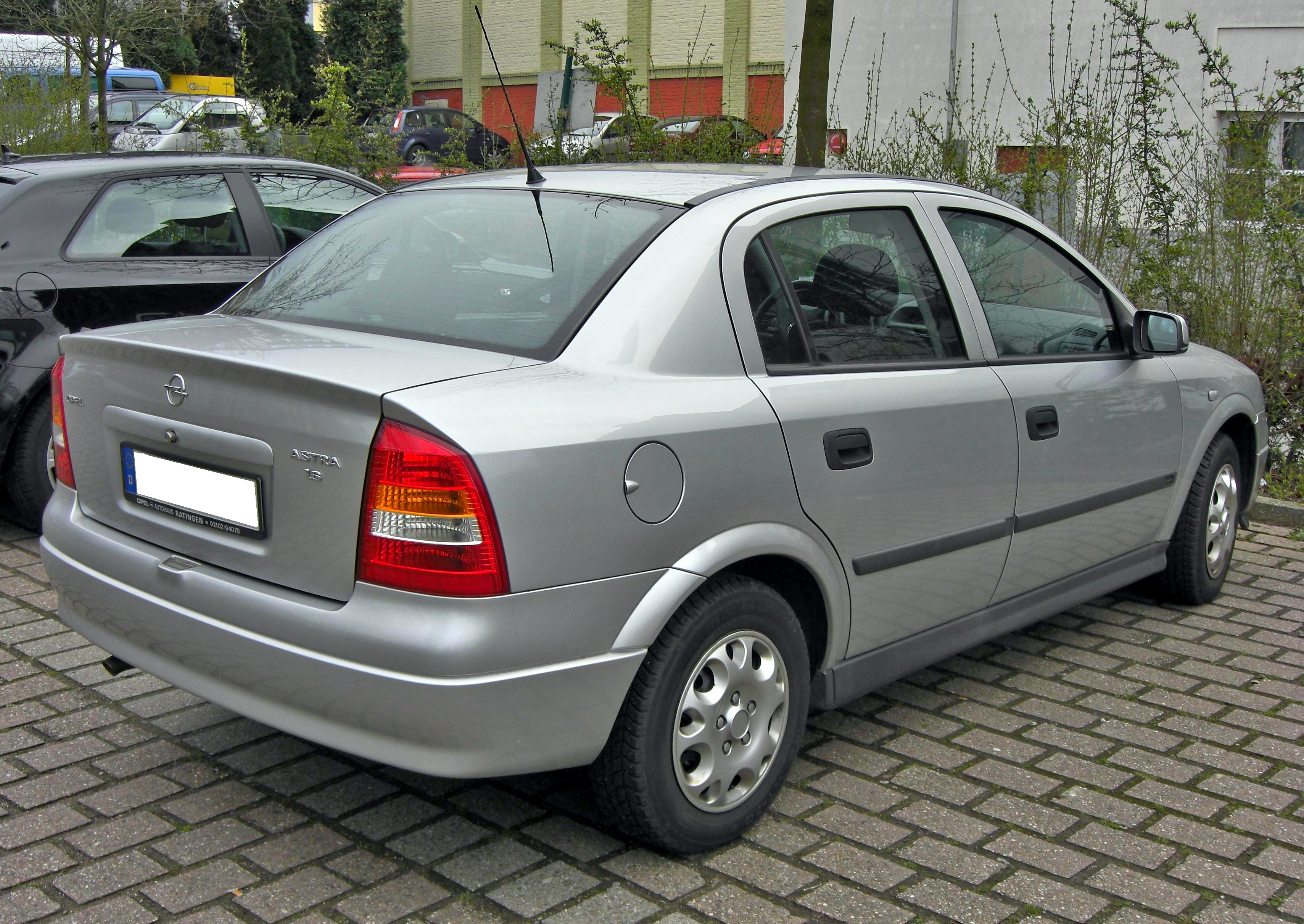
Opel Astra G Sedan
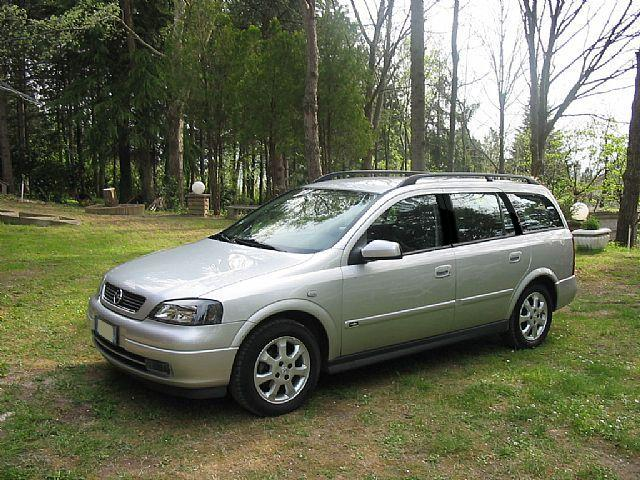
Opel Astra G Caravan
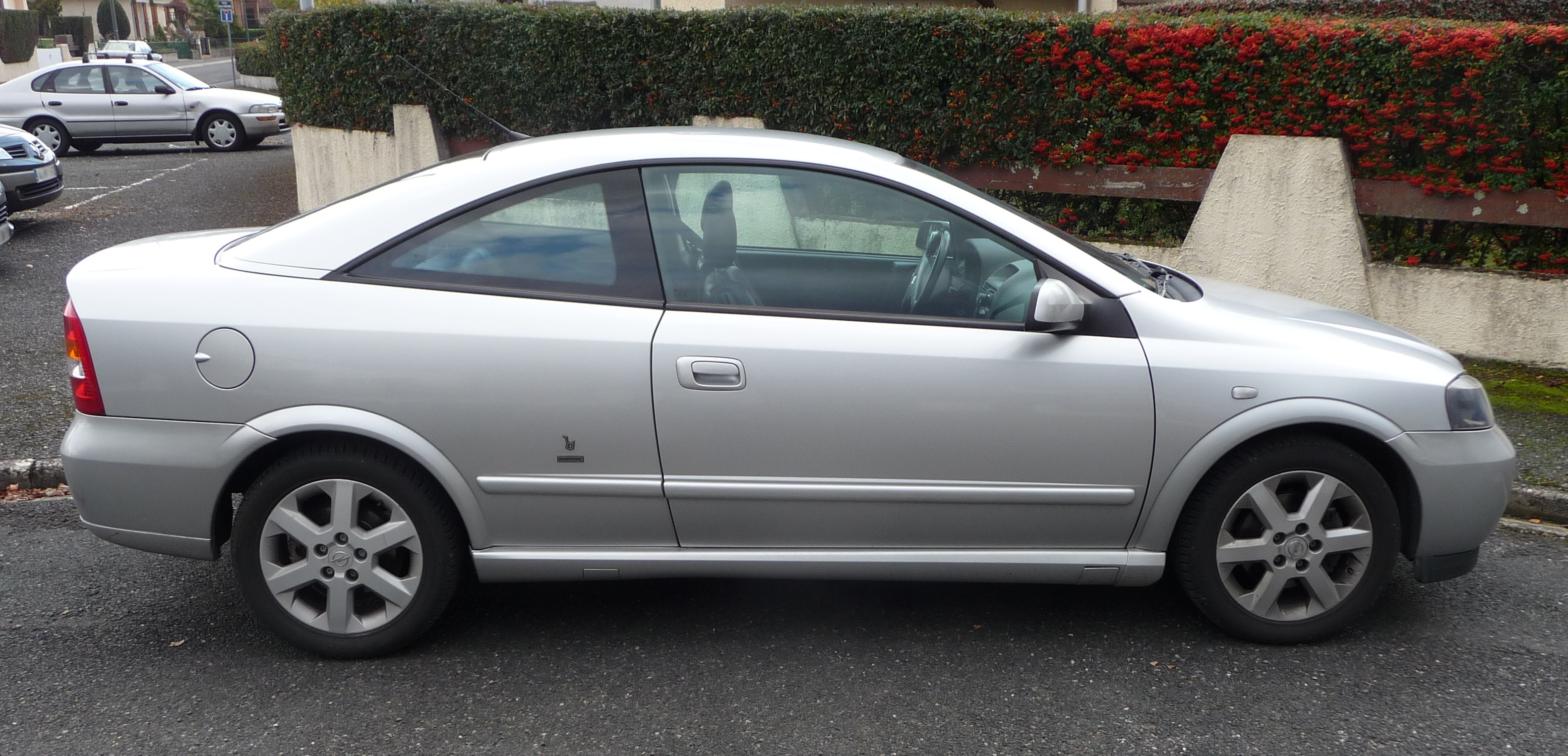
Opel Astra G Bertone
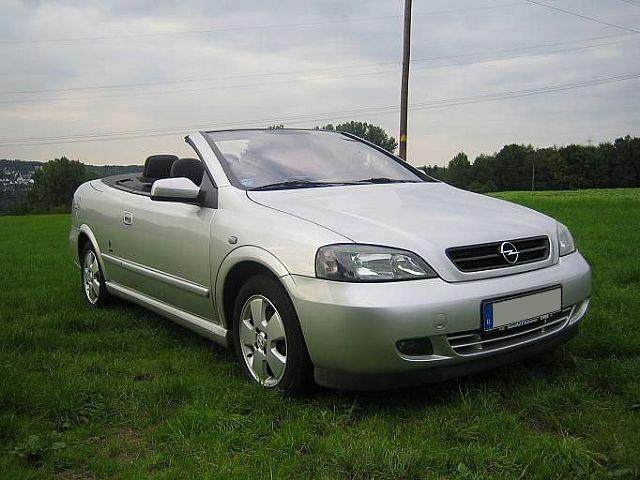
Opel Astra G Bertone Cabrio

### V8 Coupe en DTM
El Astra G Series Coupé se utilizó para los coches de carreras de silueta en la serie DTM. Estos coches de carreras DTM son coches de carreras construidos específicamente para el propósito con apenas piezas tomadas de los coches de carretera, excepto luces y manijas de las puertas. La carrocería del coche presentó puertas de ala de gaviota que estaban sostenidas por dos amortiguadores de gas. Los coches de carreras estaban propulsados por motores V8 de 4.0L con casi 500 HP (370 kW). Opel tuvo un mal desempeño durante varias temporadas del DTM, ya que solo Manuel Reuter se colocó significativamente en el campeonato una vez, quedando segundo en la temporada inaugural en 2000 antes de retirarse a fines de 2005, pero el coche también se utilizó para ganar las 24 horas de Nürburgring en 2003.

### Xtreme
El Astra Xtreme, un prototipo presentado en el Salón del Automóvil de Ginebra de 2001, fue un Astra de producción única con motor V8 basado en el Astra DTM de la serie G. Al igual que el coche de carreras del DTM, contaba con un motor V8 de 4 litros (244,1 plg³) que producía 444 CV (331 kW), puertas de ala de gaviota sostenidas por amortiguadores de gas, paneles de fibra de carbono y un interior con especificaciones de competición y cinturones de seguridad de cinco puntos.

#### Gallery

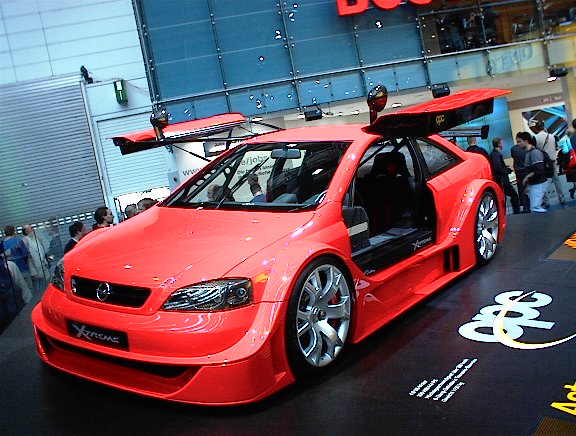
Opel Astra G OPC Xtreme
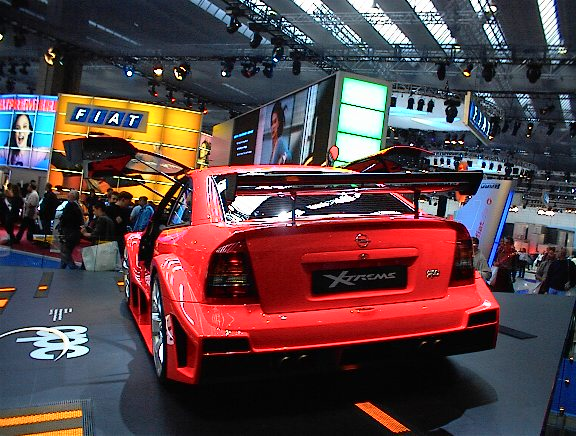
Rear view

### Stock Car Brazil
La temporada 2005 también se unió a la historia del Stock Car. Además de la multiplicidad de categorías (la primera vez que el Mitsubishi Lancer corrió junto al Chevrolet Astra), el 30 de octubre de 2005, 40 autos con motores Stock Car V8 participaron en una carrera sin precedentes fuera de Brasil, que puntúa para el campeonato. Fue una carrera paralela al TC 2000, la categoría principal de Argentina, y que en julio se había disputado en Curitiba (Autódromo Internacional de Curitiba). El Autódromo Juan y Oscar Gálvez recibió a 70.000 personas. Giuliano Losacco fue el ganador, seguido de Mateus Greipel en segundo lugar y Luciano Burti en tercer lugar.
El motor era un Chevrolet 350 V8 importado de Estados Unidos por JL, similar al utilizado en la Busch Series, la segunda categoría de NASCAR, igual y limitado a 450 HP (336 kW). El fabricante de automóviles GM ahora patrocina la categoría, proporcionando el carenado del Astra, abriendo espacio para que otros fabricantes ingresaran a la categoría con una baja inversión.

### Motorizaciones
| Motores de gasolina            | Motores de gasolina   | Motores de gasolina   | Motores de gasolina   | Motores de gasolina   | Motores de gasolina   | Motores de gasolina   | Motores de gasolina   | Motores de gasolina   | Motores de gasolina   | Motores de gasolina    | Motores de gasolina    | Motores de gasolina    | Motores de gasolina     | Motores de gasolina   | Motores de gasolina   | Motores de gasolina   | Motores de gasolina   | Motores de gasolina   |                       |
| ------------------------------ | --------------------- | --------------------- | --------------------- | --------------------- | --------------------- | --------------------- | --------------------- | --------------------- | --------------------- | ---------------------- | ---------------------- | ---------------------- | ----------------------- | --------------------- | --------------------- | --------------------- | --------------------- | --------------------- | --------------------- |
|                                | 1.2 16v               | 1.2 16v               | 1.4 16v               | 1.4 16v               | 1.6 16v               | 1.6 16v               | 1.6 16v Twinport      | 1.8 16v               | 1.8 16v               | 2.0 16v                | 2.2 16v                | 2.0 16v (OPC)          | 2.0 16V Turbo (OPC)     |                       |                       |                       |                       |                       |                       |
| Periodo                        | 1999-2000             | 2000-2003             | 1999-2000             | 2000-2004             | 1999-2000             | 2000-2002             | 2003-2004             | 1999-2000             | 2000-2004             | 1999-2000              | 2000-2004              | 1999-2002              | 2003-2004               |                       |                       |                       |                       |                       |                       |
| Identificación del motor       | X12 XE                | Z12 XE                | X14 XE                | Z14 XE                | X16 XEL               | Z16 XE                | Z16 XEP               | X18 XE1               | Z18 XE                | X20 XEV                | Z22 SE                 | X20 XER                | Z20 LET                 |                       |                       |                       |                       |                       |                       |
| Tipo de motor                  | L4 16v                | L4 16v                | L4 16v                | L4 16v                | L4 16v                | L4 16v                | L4 16v                | L4 16v                | L4 16v                | L4 16v                 | L4 16v                 | L4 16v                 | L4 16v Turbo            |                       |                       |                       |                       |                       |                       |
| Diámetro x carrera             | 72.5 mm × 72.6 mm     | 72.5 mm × 72.6 mm     | 75.0 mm × 77.6 mm     | 75.0 mm × 77.6 mm     | 79.0 mm × 81.5 mm     | 79.0 mm × 81.5 mm     | 79.0 mm × 81.5 mm     | 84.8 mm × 79.5 mm     | 84.8 mm × 79.5 mm     | 86.0 mm × 86.0 mm      | 86.0 mm × 94.6 mm      | 86.0 mm × 86.0 mm      | 86.0 mm × 86.0 mm       |                       |                       |                       |                       |                       |                       |
| Cilindrada                     | 1199 cm³              | 1199 cm³              | 1389 cm³              | 1389 cm³              | 1598 cm³              | 1598 cm³              | 1598 cm³              | 1796 cm³              | 1796 cm³              | 1998 cm³               | 2198 cm³               | 1998 cm³               | 1.998 cm³               |                       |                       |                       |                       |                       |                       |
| Relación de compresión         | 10.1: 1               | 10.1: 1               | 10.5: 1               | 10.5: 1               | 10.5: 1               | 10.5: 1               | 10.5: 1               | 10.5: 1               | 10.5: 1               | 10.8: 1                | 10.0: 1                | 10.8: 1                | 8.8: 1                  |                       |                       |                       |                       |                       |                       |
| Potencia máxima: CV (kW) @ rpm | 65 CV (48 kW) @ 5600  | 75 CV (55 kW) @ 5600  | 90 CV (66 kW) @ 6000  | 90 CV (66 kW) @ 6000  | 101 CV (74 kW) @ 6000 | 101 CV (74 kW) @ 6000 | 103 CV (76 kW) @ 6000 | 115 CV (85 kW) @ 5400 | 125 CV (92 kW) @ 6000 | 136 CV (100 kW) @ 5600 | 147 CV (108 kW) @ 5800 | 160 CV (118 kW) @ 6500 | 200 CV (147 kW) @ 5.600 |                       |                       |                       |                       |                       |                       |
| Par máximo: Nm @ rpm           | 110 Nm @ 4000         | 110 Nm @ 4000         | 125 Nm @ 4000         | 125 Nm @ 4000         | 150 Nm @ 3600         | 150 Nm @ 3600         | 147 Nm @ 3600         | 170 Nm @ 3400         | 170 Nm @ 3800         | 188 Nm @ 3400          | 203 Nm @ 4000          | 188 Nm @ 4300          | 250 Nm @ 1950-5300      |                       |                       |                       |                       |                       |                       |
| Tracción                       | Delantera             | Delantera             | Delantera             | Delantera             | Delantera             | Delantera             | Delantera             | Delantera             | Delantera             | Delantera              | Delantera              | Delantera              | Delantera               | Delantera             | Delantera             | Delantera             | Delantera             | Delantera             | Delantera             |
| Transmisión                    | Manual, 5 velocidades | Manual, 5 velocidades | Manual, 5 velocidades | Manual, 5 velocidades | Manual, 5 velocidades | Manual, 5 velocidades | Manual, 5 velocidades | Manual, 5 velocidades | Manual, 5 velocidades | Manual, 5 velocidades  | Manual, 5 velocidades  | Manual, 5 velocidades  | Manual, 5 velocidades   | Manual, 5 velocidades | Manual, 5 velocidades | Manual, 5 velocidades | Manual, 5 velocidades | Manual, 5 velocidades | Manual, 5 velocidades |
| Peso                           | 1050 kg               | 1050 kg               | 1088 kg               | 1088 kg               | 1088 kg               | 1088 kg               | 1086 kg               | 1094 kg               | 1094 kg               | 1300 kg                | 1295 kg                | 1247 kg                | 1250                    |                       |                       |                       |                       |                       |                       |
| Aceleración 0–100 km/h         | -                     | 15.0 s                | 13.0 s                | 13.0 s                | 11.7 s                | 11.5 s                | 11.5 s                | 10.0 s                | 10.0 s                | 9.0 s                  | 8.8 s                  | 8.2 s                  | 7.5 s                   |                       |                       |                       |                       |                       |                       |
| Velocidad máxima               | 165 km/h              | 171 km/h              | 180 km/h              | 180 km/h              | 188 km/h              | 188 km/h              | 188 km/h              | 200 km/h              | 205 km/h              | 208 km/h               | 214 km/h               | 220 km/h               | 240 km/h                |                       |                       |                       |                       |                       |                       |
| Consumo combinado (L/100 km)   | -                     | 6.2                   | 7.4                   | 7.4                   | 7.8                   | 7.4                   | 6.6                   | 8.3                   | 7.8                   | 9.1                    | 8.5                    | 9.3                    | 9.1                     |                       |                       |                       |                       |                       |                       |

| Periodo                        | 1999-2000             | 1999-2003                                     | 2003-2004                                                  | 1999-2002                        | 1999-2004                                     | 2002-2004                                     |                       |
| Identificación del motor       | X17 DTL               | Y17 DT                                        | Z17 DTL                                                    | X20 DTL                          | Y20 DTH                                       | Y22 DTR                                       |                       |
| Tipo de motor                  | L4 8v, turbo          | L4 16v, inyección directa, turbo, intercooler | L4 16v, inyección directa, Common-Rail, turbo, intercooler | L4 16v, inyección directa, turbo | L4 16v, inyección directa, turbo, intercooler | L4 16v, inyección directa, turbo, intercooler |                       |
| Diámetro x carrera             | 80.0 mm × 82.5 mm     | 79.0 mm × 86.0 mm                             | 79.0 mm × 86.0 mm                                          | 84.0 mm × 90.0 mm                | 84.0 mm × 90.0 mm                             | 84.0 mm × 98.0 mm                             |                       |
| Cilindrada                     | 1700 cm³              | 1686 cm³                                      | 1686 cm³                                                   | 1995 cm³                         | 1995 cm³                                      | 2172 cm³                                      |                       |
| Relación de compresión         | 22.0: 1               | 18.4: 1                                       | 18.4: 1                                                    | 18.5: 1                          | 18.5: 1                                       | 18.5: 1                                       |                       |
| Potencia máxima: CV (kW) @ rpm | 68 CV (50 kW) @ 4500  | 75 CV (55 kW) @ 4400                          | 80 CV (59 kW) @ 4400                                       | 82 CV (60 kW) @ 4300             | 101 CV (74 kW) @ 4000                         | 125 CV (92 kW) @ 4000                         |                       |
| Par máximo: Nm @ rpm           | 132 Nm @ 1800         | 165 Nm @ 1800-3000                            | 170 Nm @ 1800-2800                                         | 185 Nm @ 1800-2500               | 230 Nm @ 1950                                 | 280 Nm @ 1500-2750                            |                       |
| Tracción                       | Delantera             | Delantera                                     | Delantera                                                  | Delantera                        | Delantera                                     | Delantera                                     | Delantera             |
| Transmisión                    | Manual, 5 velocidades | Manual, 5 velocidades                         | Manual, 5 velocidades                                      | Manual, 5 velocidades            | Manual, 5 velocidades                         | Manual, 5 velocidades                         | Manual, 5 velocidades |
| Peso                           | 1000 kg               | 1169 kg                                       | 1205 kg                                                    | 1219 kg                          | 1179 kg                                       | 1235 kg                                       |                       |
| Aceleración 0–100 km/h         | 17.0 s                | 14.5 s                                        | 14.0 s                                                     | 15.5 s                           | 12.0 s                                        | 9.9 s                                         |                       |
| Velocidad máxima               | 163 km/h              | 170 km/h                                      | 173 km/h                                                   | 170 km/h                         | 188 km/h                                      | 203 km/h                                      |                       |
| Consumo combinado (L/100 km)   | 6.2                   | 4.8                                           | 4.6                                                        | 6.7                              | 5.7                                           | 6.3                                           |                       |

## Astra H (2004-2009)
El Astra H se lanzó en marzo de 2004 como hatchback de cinco puertas, mientras que a finales de 2004 se lanzó un familiar de cinco puertas y en 2005, un hatchback deportivo de tres puertas, denominado GTC (Gran Turismo Compacto) para los mercados europeos, Sport Hatch en el Reino Unido y Coupé en Australia. El GTC ofrece la opción de un parabrisas panorámico (único en un coche de producción en el momento de su lanzamiento) que se extiende hasta la zona del techo. Basado en una versión actualizada de la plataforma T de GM, su tamaño se incrementó en comparación con la versión anterior. La producción se prolongó hasta finales de 2009, con la excepción del TwinTop, que se fabricó hasta noviembre de 2010.
El antiguo Vectra B fue reemplazado en Brasil por una versión sedán del Astra H, denominada Chevrolet Vectra, hasta que fue reemplazado por el Chevrolet Cruze en 2009. Sin embargo, la versión sedán del Vectra continuó vendiéndose junto con el Cruze hasta 2011, cuando este lo reemplazó por completo. El modelo se combinó con los demás modelos ofrecidos en Brasil. Esta versión se ofreció como Opel en algunos mercados euroasiáticos en 2006, tras su debut en el Salón Internacional del Automóvil de Estambul, Turquía, incluyendo Irlanda, en 2008. Este fue fabricado en Gliwice, Polonia. También en 2006, se lanzó el Astravan, una versión furgoneta de 3 puertas del familiar. En septiembre de 2007, se lanzó en Brasil una versión del Astra de 5 puertas, comercializada como Chevrolet Vectra GT para diferenciarse del Astra ya existente, que fue reemplazado por el Chevrolet Cruze hatchback en 2011.
The Opel Astra was revised in January 2007, with the introduction of different colours of the posterior lighthouses and a new front.
GM Russia launched SKD assembly of Astra on a temporary production site near Saint Petersburg in February 2008, with a potential capacity of 25,000 vehicles annually.
Otra versión europea de este Astra es el Astra Sedán un coche que fue presentado a finales del 2007 y que empezó su trayectoria comercial a principios de 2008. Este coche incorporaba mecánicas 1.6 Twinport, 1.8 16 valvulas y 1.7 CDTI de entre 100cv y 140cv. Esta versión se dejaría de vender en 2012 en el mercado europeo, al estar desfasado en comparación con sus rivales directos además de que la nueva generación del Astra Sedán ya se había puesto a la venta. 
En el año 2004 se presentó un prototipo con propulsión diésel híbrido.
La versión deportiva recae en la denominación "Astra OPC", la cual está asociada a la carrocería de hatchback de tres puertas. Incluye suspensión deportiva adaptativa, un botón que modifica respuestas de acelerador, dirección y suspensión, llantas aleación ligera, butacas Recaro y detalles visuales diferentes. Su motor es un gasolina turboalimentado de 2.0 litros que desarrolla 240 CV de potencia máxima y 320Nm de par motor máximo. Acelera de 0 a 100km/h en 6 segundos, y su velocidad máxima es de 244km/h.
Esta generación ha aprobado los Test de impactos realizados por la organización europea del Euro NCAP consiguiendo 5 estrellas.
Un sedán de cuatro puertas con el aspecto del Astra H se fabrica desde 2004 en Brasil y se vende en algunas regiones de América del Sur con el nombre Chevrolet Vectra. La variante hatchback de cinco puertas, similar al Astra europeo, fue lanzada al mercado en 2007 con los nombres "Vectra GT" y "Vectra GT-X", según el nivel de equipamiento. El hatchback está construido sobre la misma plataforma de su predecesor. Asimismo, el sedán usa la del Opel Zafira A, que es a su vez una versión alargada de la del Astra G. Sus motorizaciones son un 2.0 litros y un 2.4 litros en versiones gasolina y bicombustible gasolina/etanol. El Vectra es será reestilizado en el primer trimestre de 2009.
En algunos países de Latinoamérica como Chile y México, se conoce como Chevrolet Astra del mismo nombre y fabricado en Europa por Opel.
En el mercado chileno, hay dos versiones como hatchback 3 y 5 puertas, incluido la versión deportiva OPC.
y para el mercado mexicano, se vendió las variantes sedán y compacto de cinco puertas
En el momento de su lanzamiento fue un modelo puntero técnicamente, al ser el primer compacto del mercado en ofrecer una suspensión adaptativa (denominada IDS Plus) y faros bixenón, también adaptativos. Además, fue el primer coche del mundo con techo panorámico y el único Astra con una carrocería cupé Cabrio. ￼
El Opel Astra se revisó en enero de 2007, con la introducción de nuevos colores para los faros traseros y un nuevo frontal.
GM Rusia inició el ensamblaje SKD del Astra en una planta de producción temporal cerca de San Petersburgo en febrero de 2008, con una capacidad potencial de 25.000 vehículos al año.
El Chevrolet Astra se retiró de México en 2008 como resultado de la retirada de los productos Opel de la marca, siendo reemplazado por el Chevrolet Cruze sedán para el año modelo 2010.
Una novedad para un gran automóvil europeo es la disponibilidad de radio digital en algunas versiones del nuevo Astra, mientras que para la gama de productos Astra, las novedades son el chasis controlado electrónicamente (IDS+) y la AFL (Iluminación Adaptativa Delantera).
Esta generación se mantuvo en producción en Bochum junto con el nuevo Astra J y se vendió como Opel Astra Classic III en algunos mercados de Europa del Este, como Polonia y Turquía. Estaba disponible como hatchback de 5 puertas, berlina y familiar. La producción del Opel Astra Classic III finalmente cesó en 2014.
A finales de 2012, el Astravan fue reemplazado por el nuevo Opel Combo D (donde ya había finalizado la producción del Astra H).

### Antes del rediseño

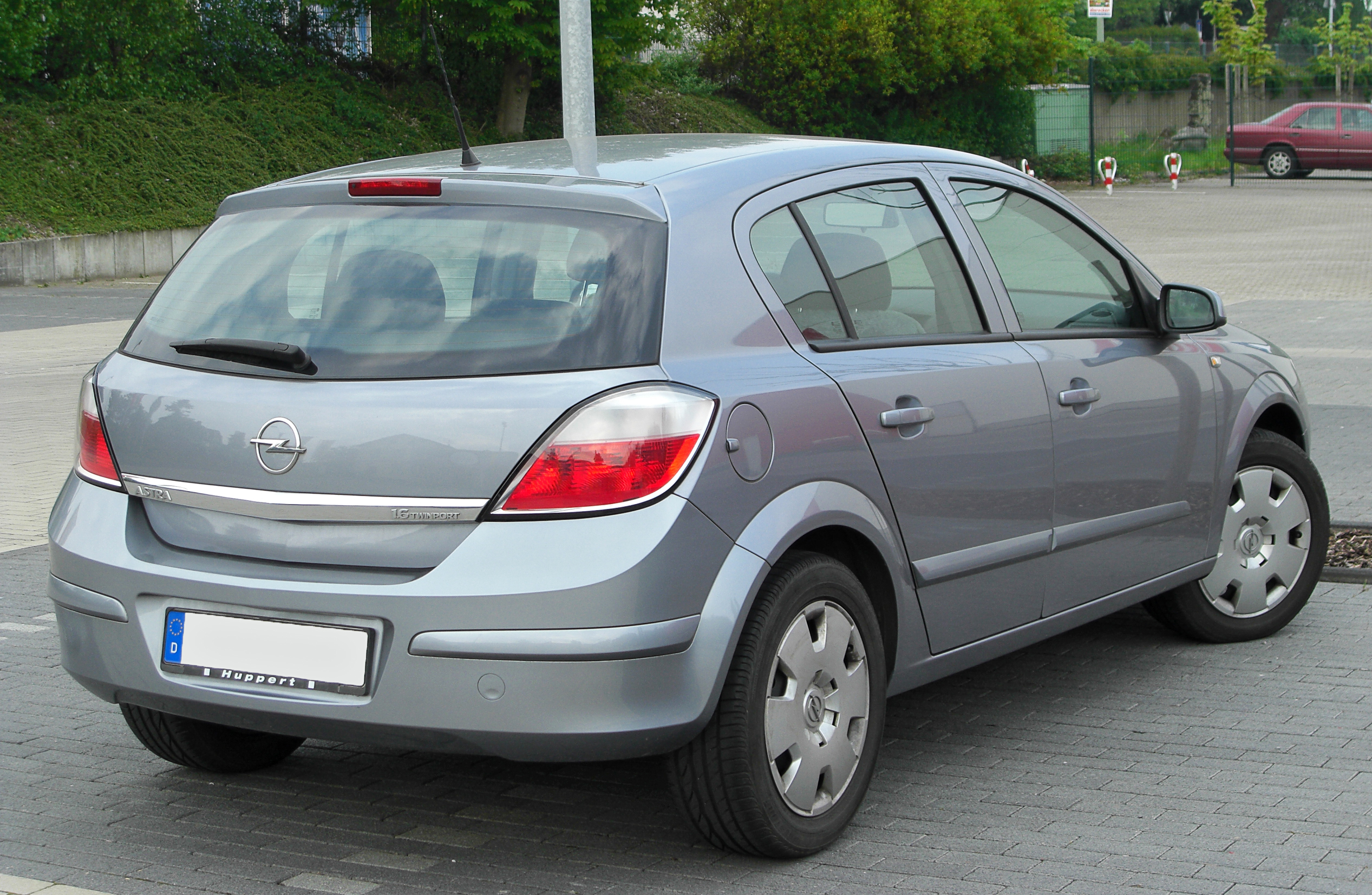
Opel Astra H (delantero, antes del rediseño)
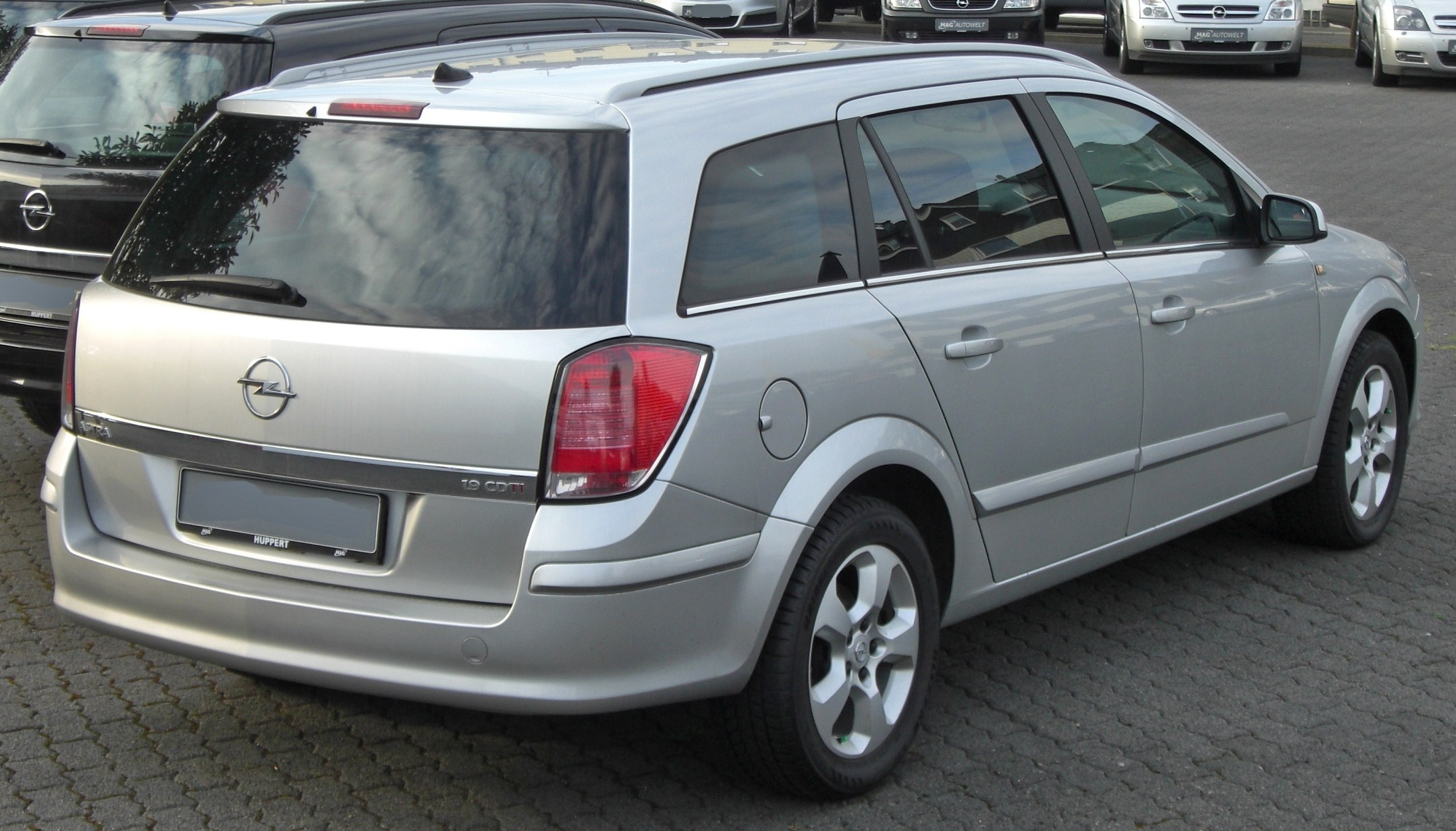
Opel Astra H familiar (trasero, antes del rediseño)
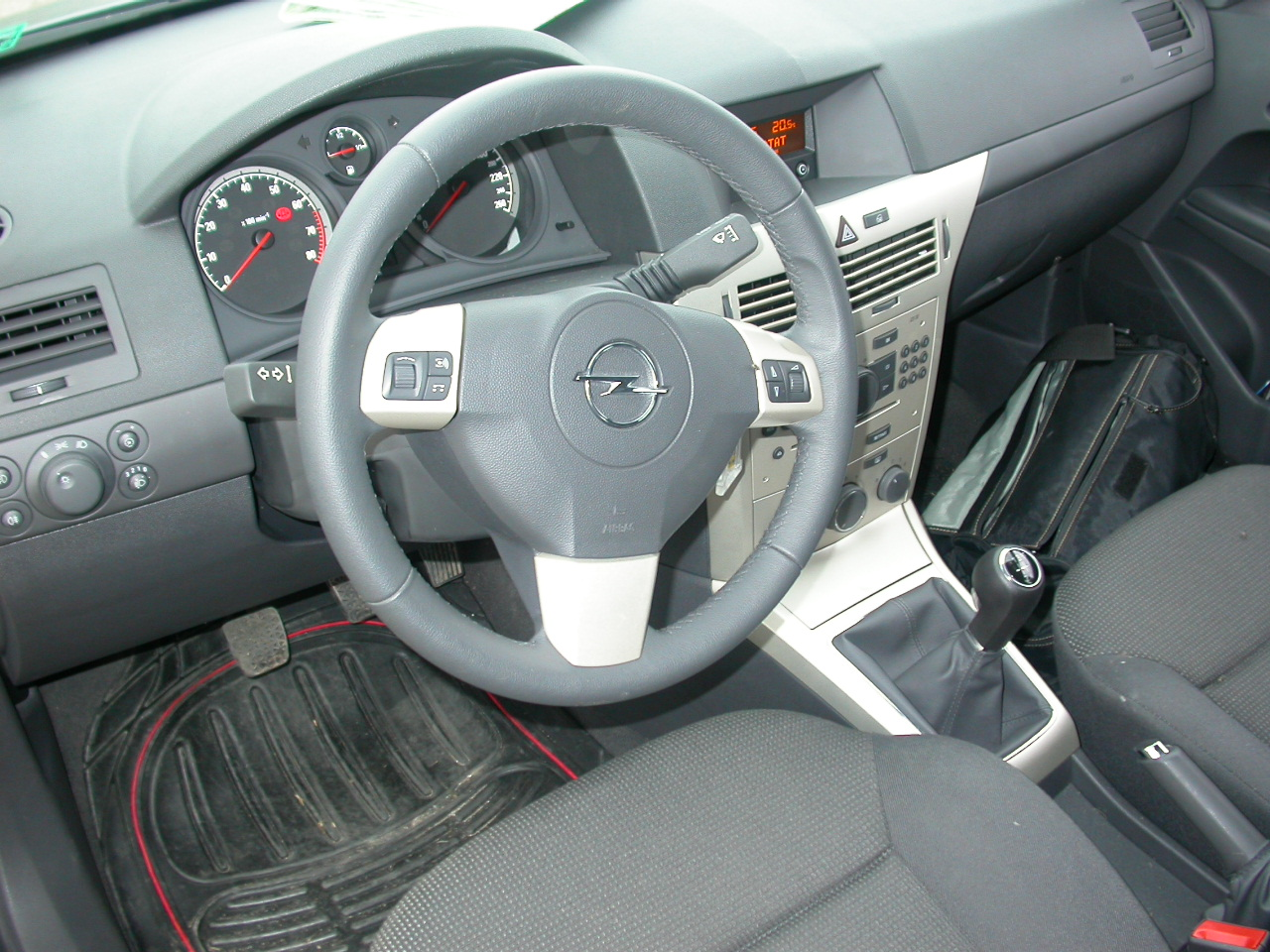
Interior

### Después del rediseño

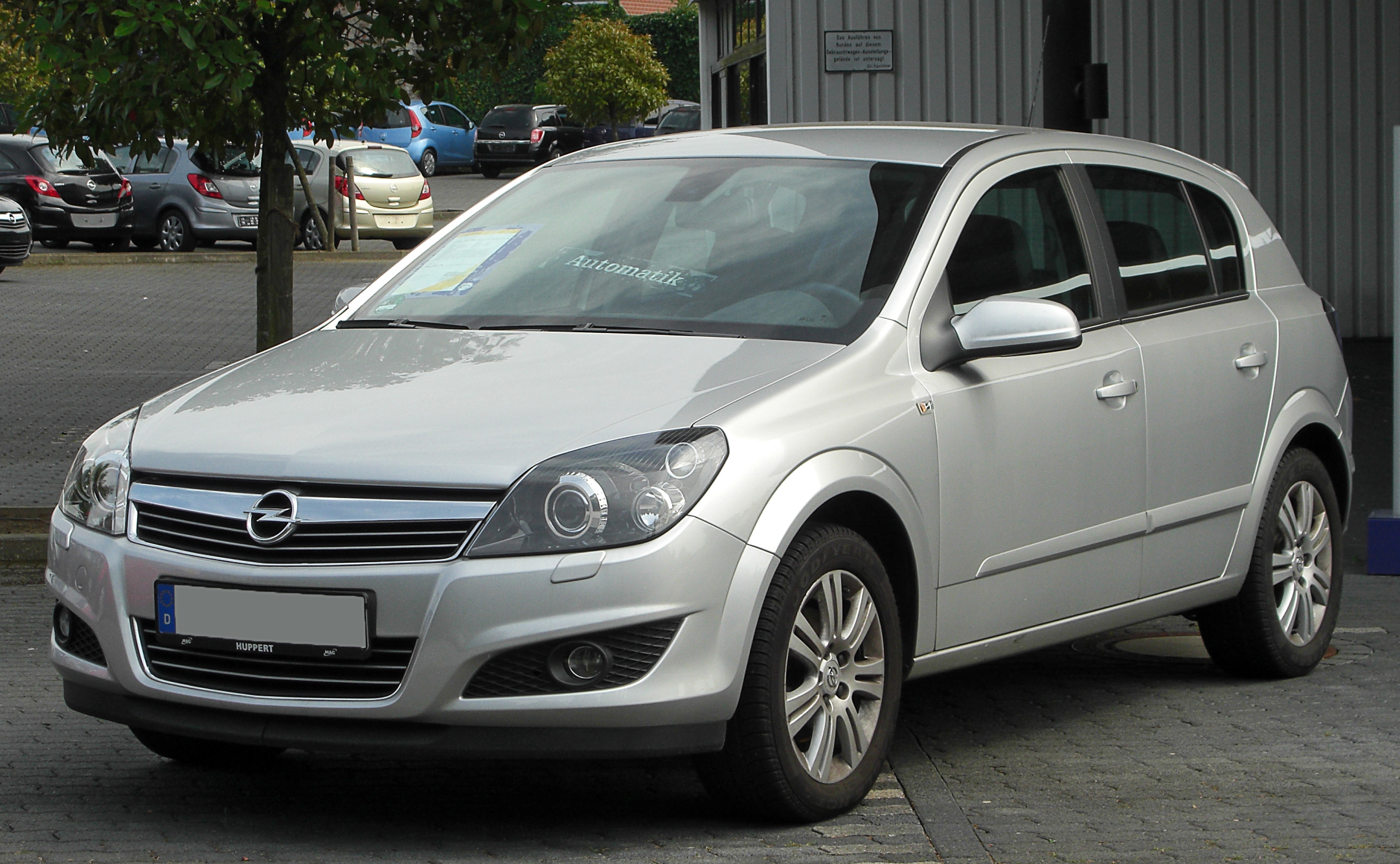
Opel Astra 5 puertas (delantero, después del rediseño)
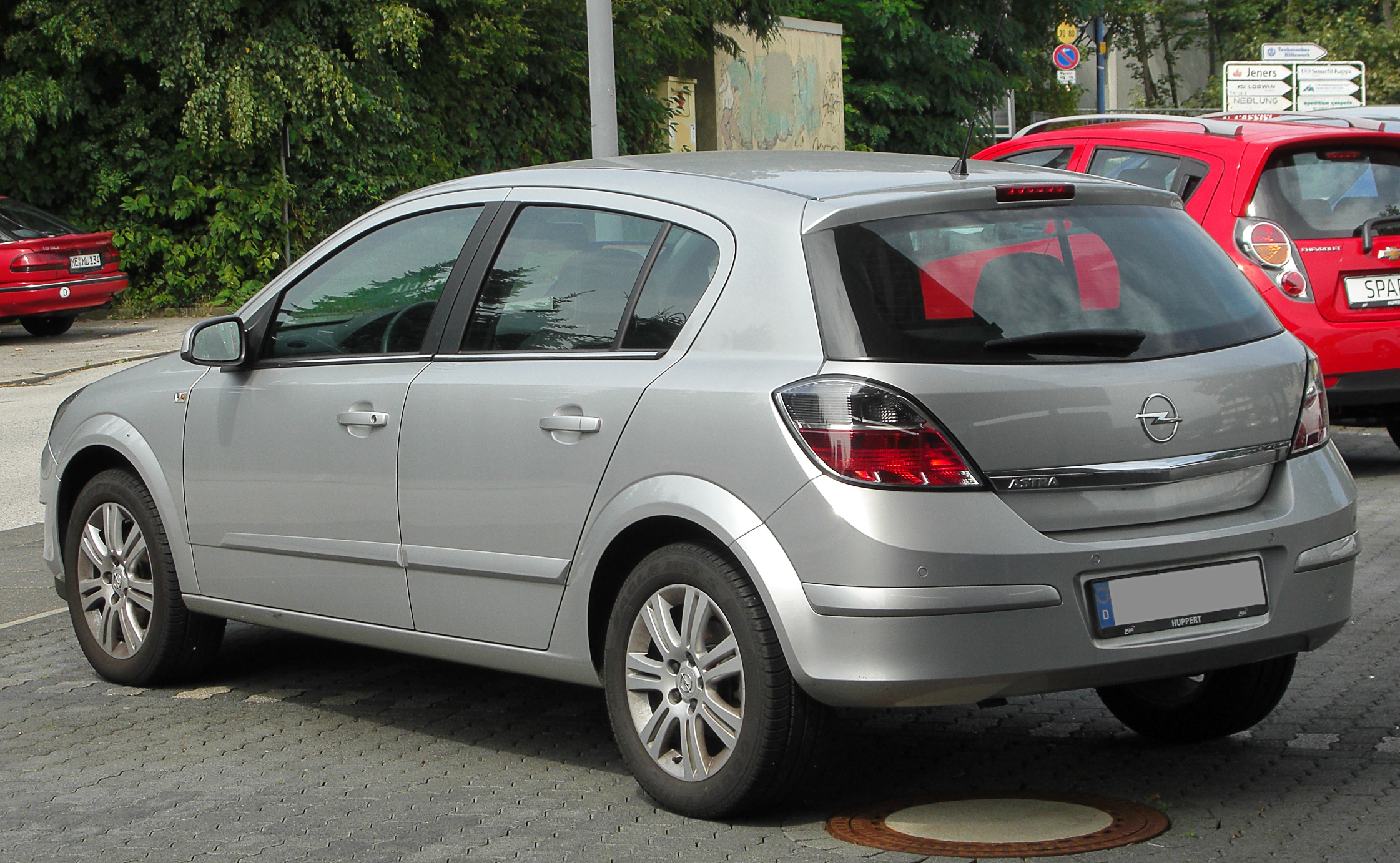
Opel Astra 5 puertas (trasero, después del rediseño)
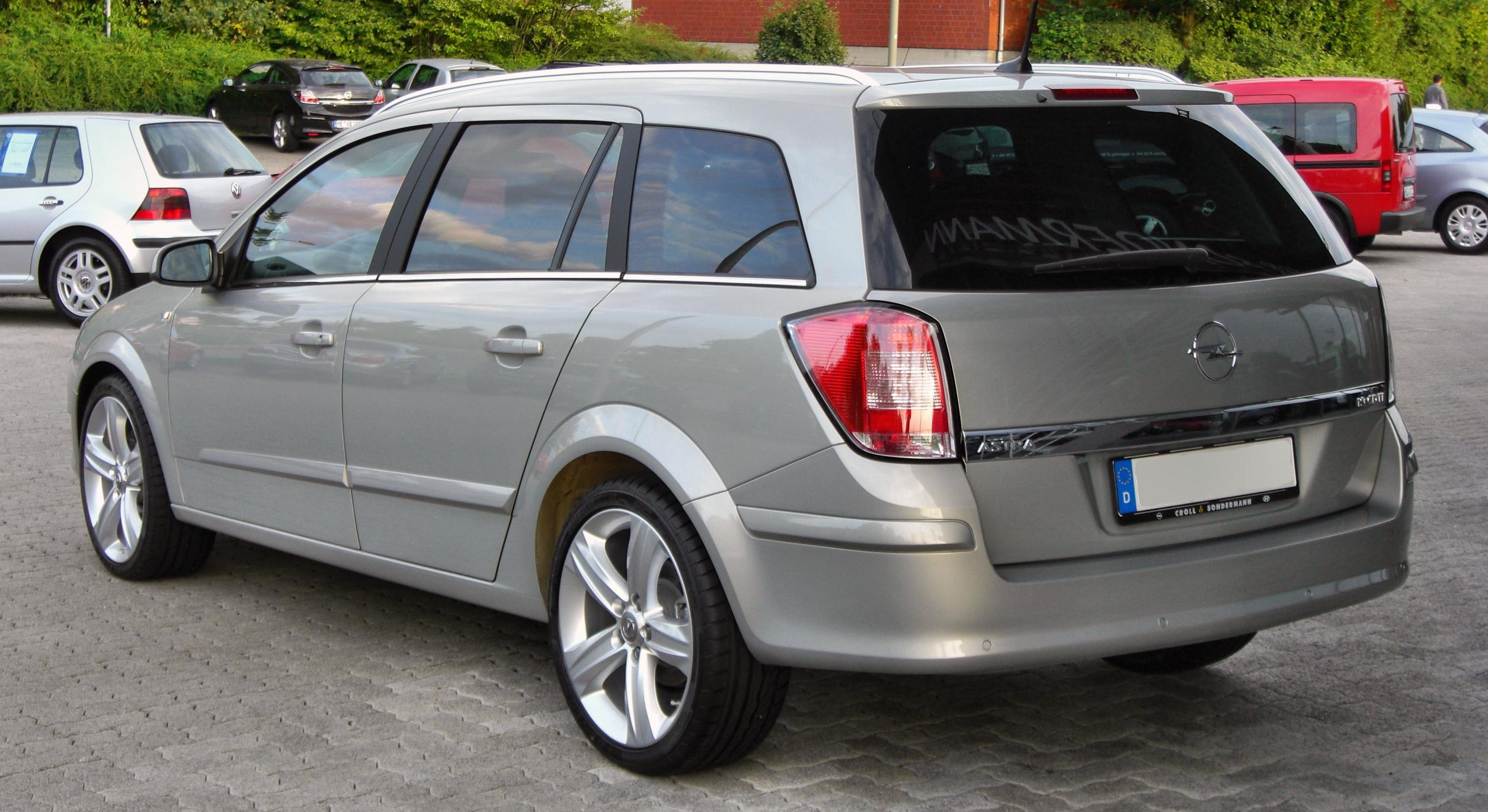
Opel Astra H familiar (trasero, después del rediseño)
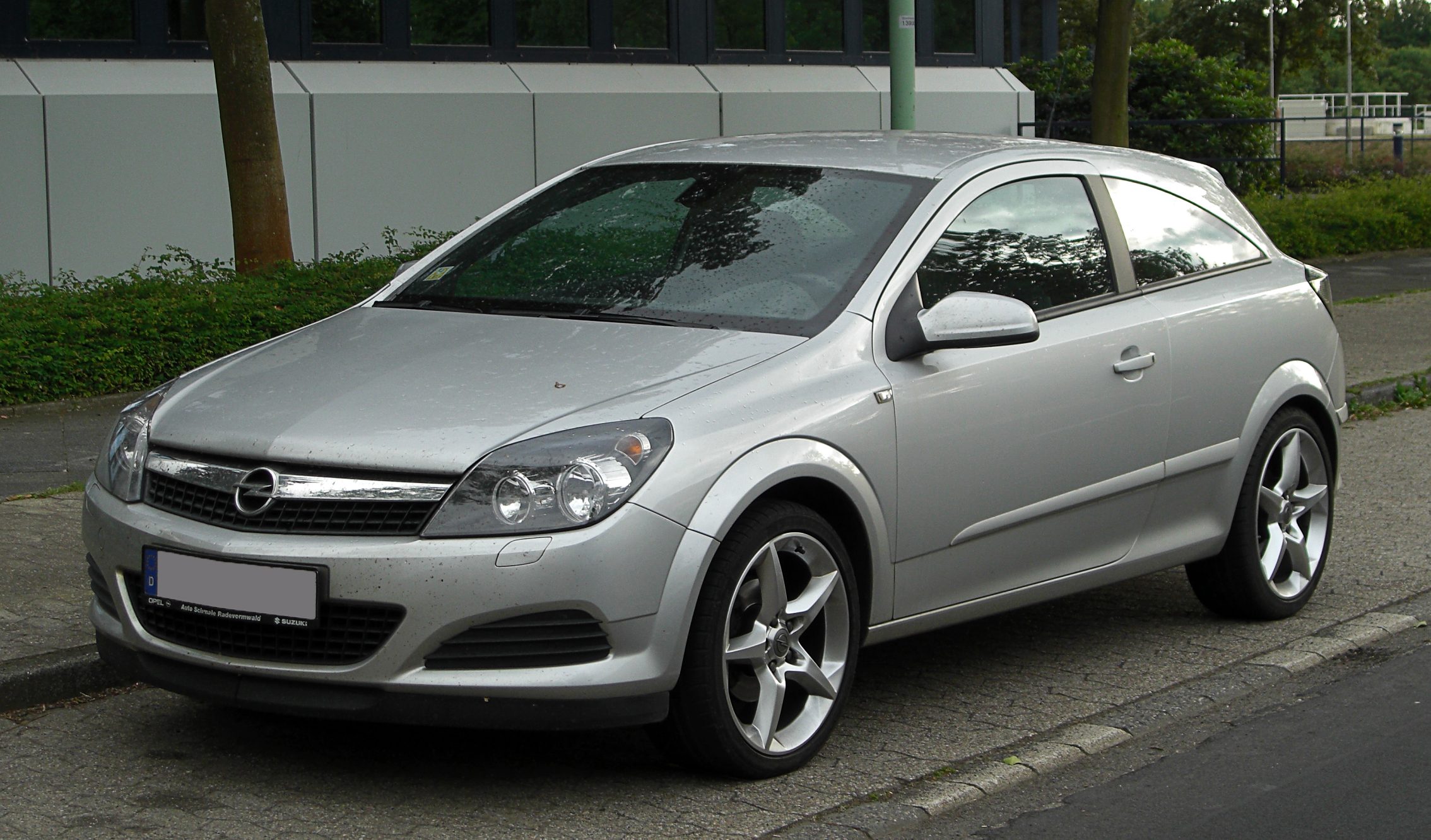
Opel Astra H GTC (delantero, después del rediseño)
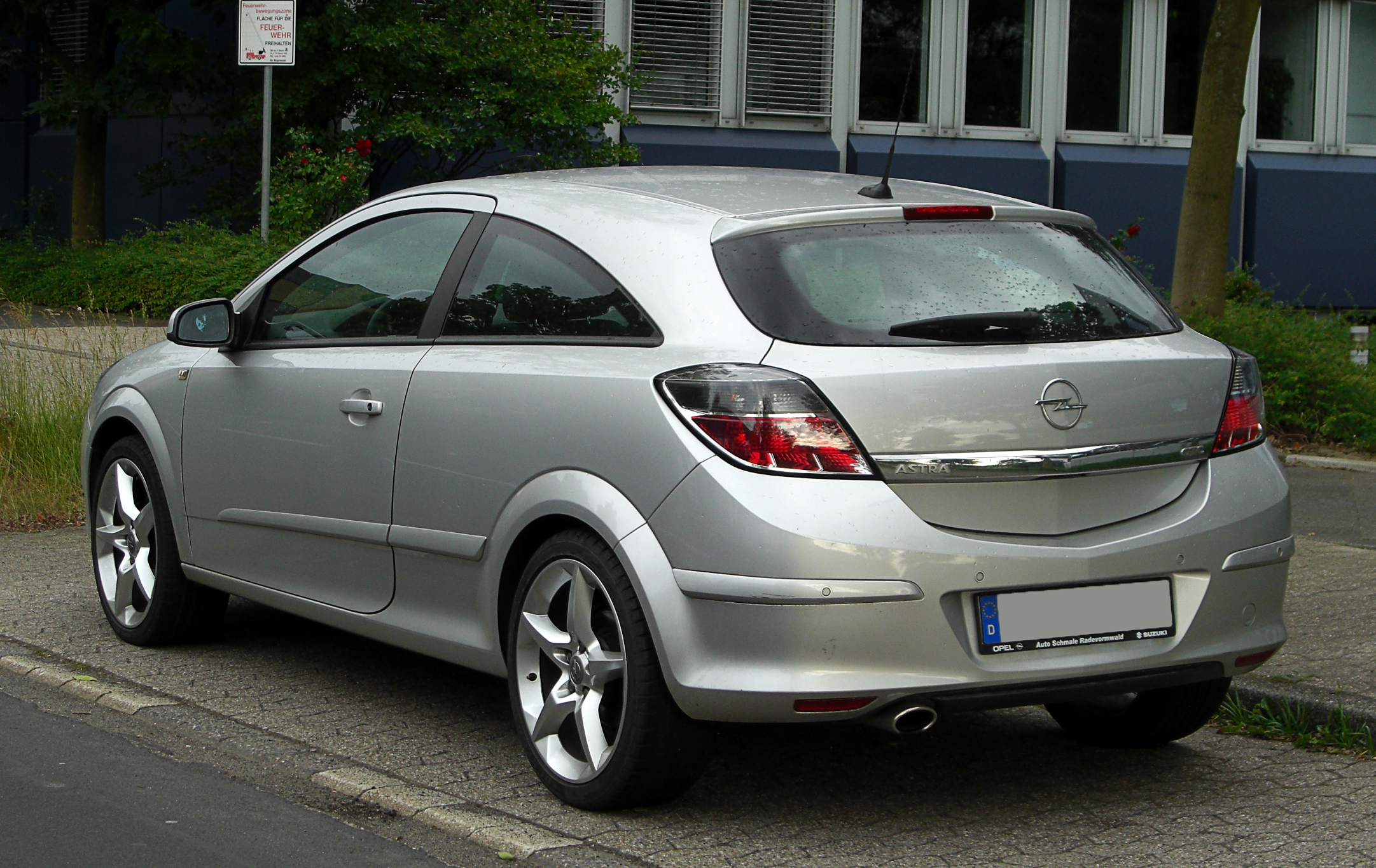
Opel Astra H GTC (trasero, después del rediseño)
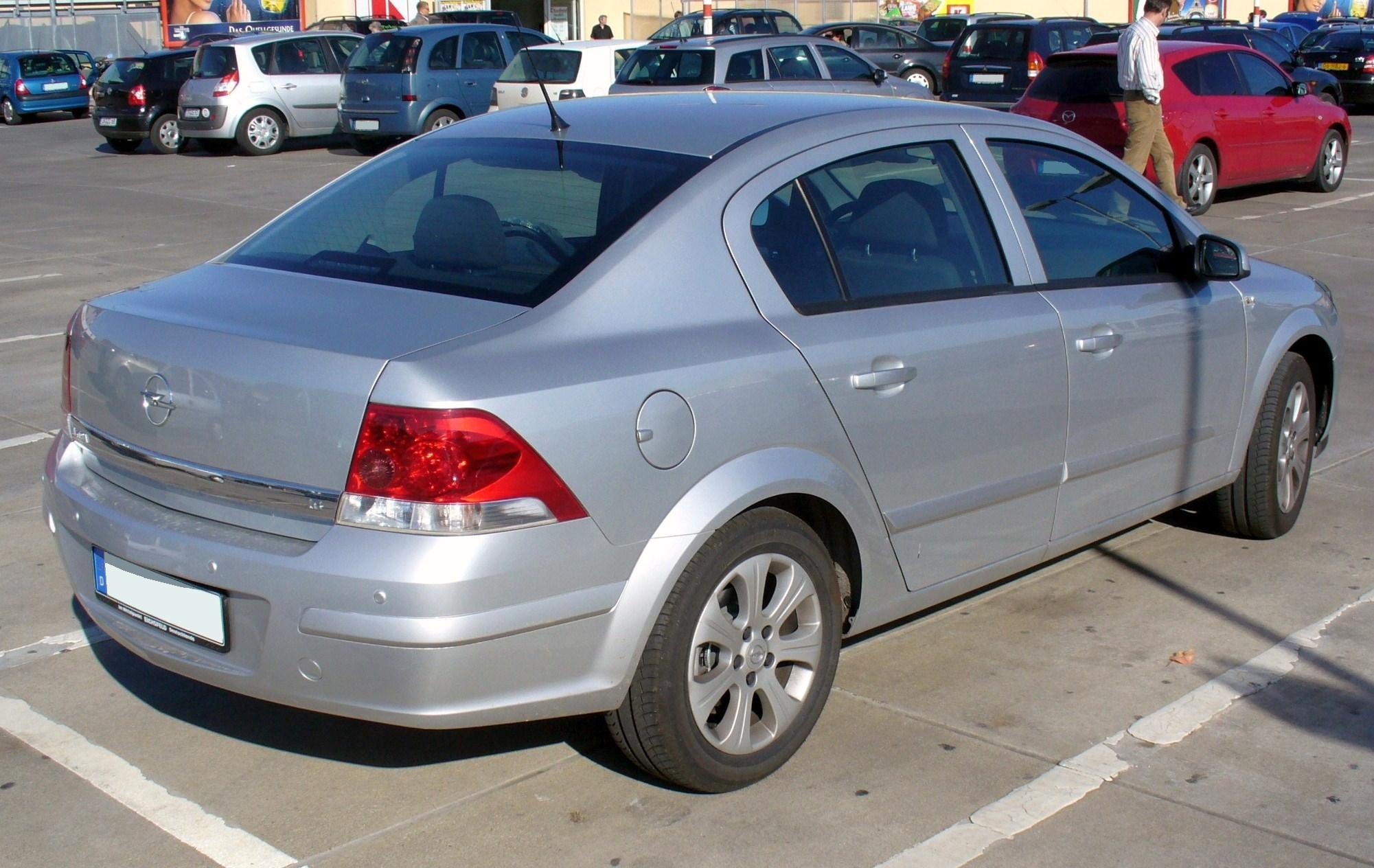
Opel Astra sedán (trasero, después del rediseño)

### OPC
En 2005, Opel presentó la versión OPC del Astra GTC (comercializado como Astra VXR en el Reino Unido), propulsado por una versión actualizada del motor turbo de 2.0 L Familia II (Z20 LEH), que genera 240 CV (177 kW, 237 bhp) y 320 N·m (236 lb·pie) de par. El equipamiento de serie de la versión OPC incluye un kit de carrocería deportivo e interior Recaro, una caja de cambios manual de seis velocidades, faros de xenón y llantas de aleación de 18 pulgadas, entre otras características.
Este vehículo se vendió hasta finales de 2009 en Australia y Nueva Zelanda por Holden Special Vehicles como HSV VXR. El HSV VXR, aunque nunca se ofreció como sedán en el Reino Unido y Australia, se vende de serie con tapicería de cuero, climatizador, reproductor de CD de 6 discos y llantas de aleación de 19 pulgadas. Los HSV VXR llevaban la misma insignia que los modelos Vauxhall Spec del Reino Unido, pero sin la insignia habitual en el maletero. El sedán se discontinuó en Australia y el Reino Unido en 2007. En el interior, el Opel Blitz aparece en el volante con un tablero OPC. El Astra OPC también se vendió como Chevrolet Astra OPC en Chile.

#### Galería

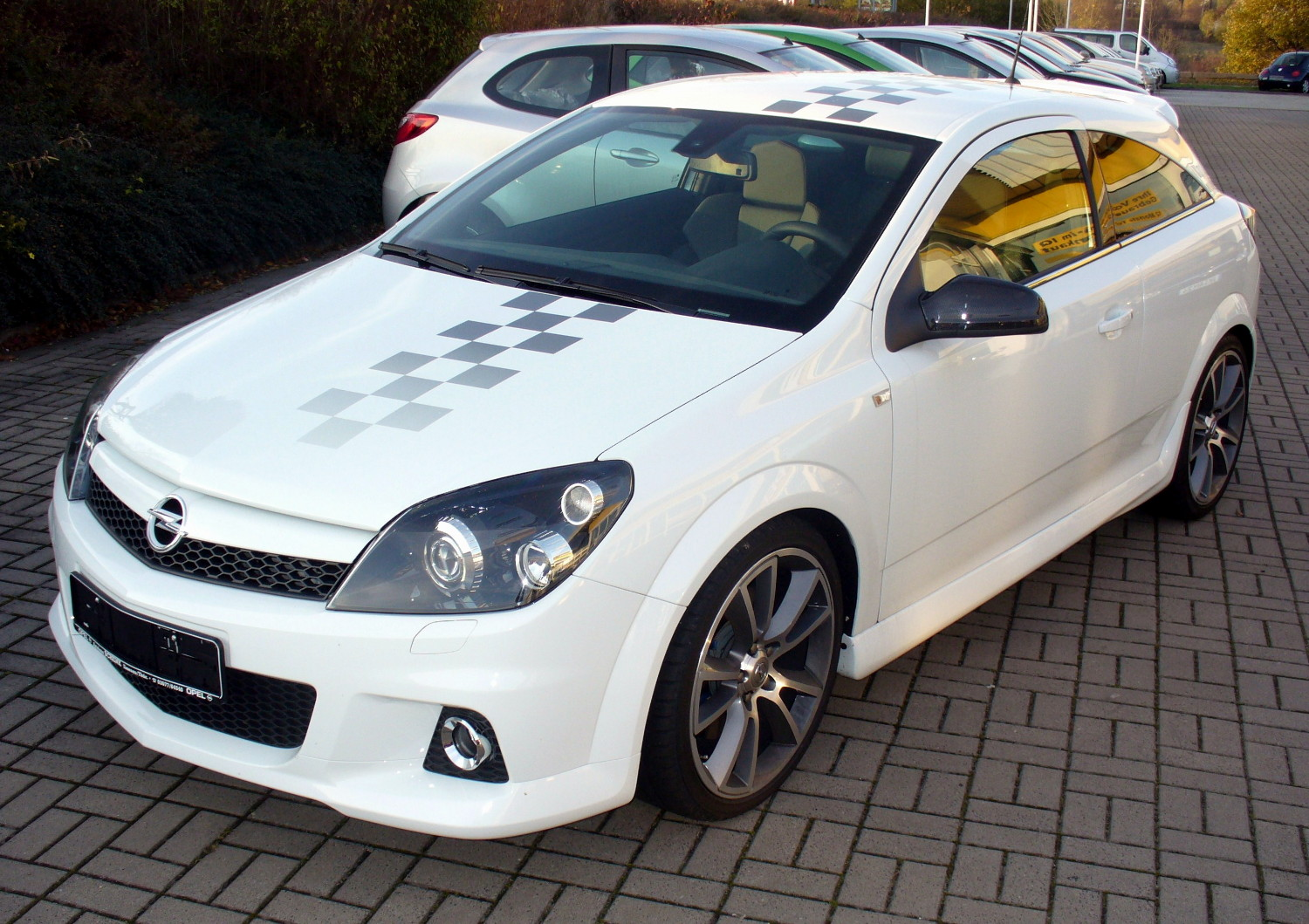
Opel Astra OPC Nürburgring Edition (2008)
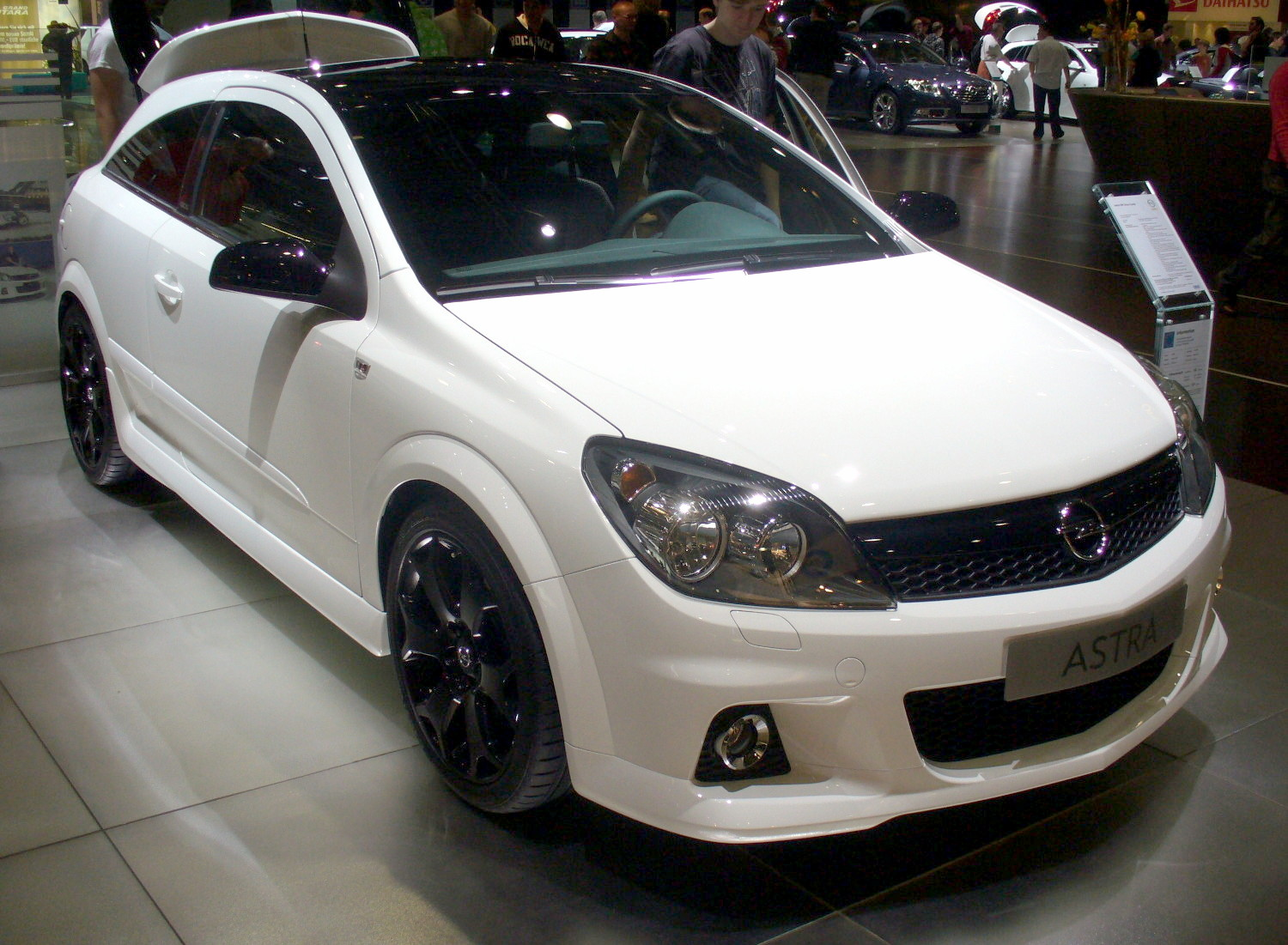
Opel Astra OPC Race Camp (2009)
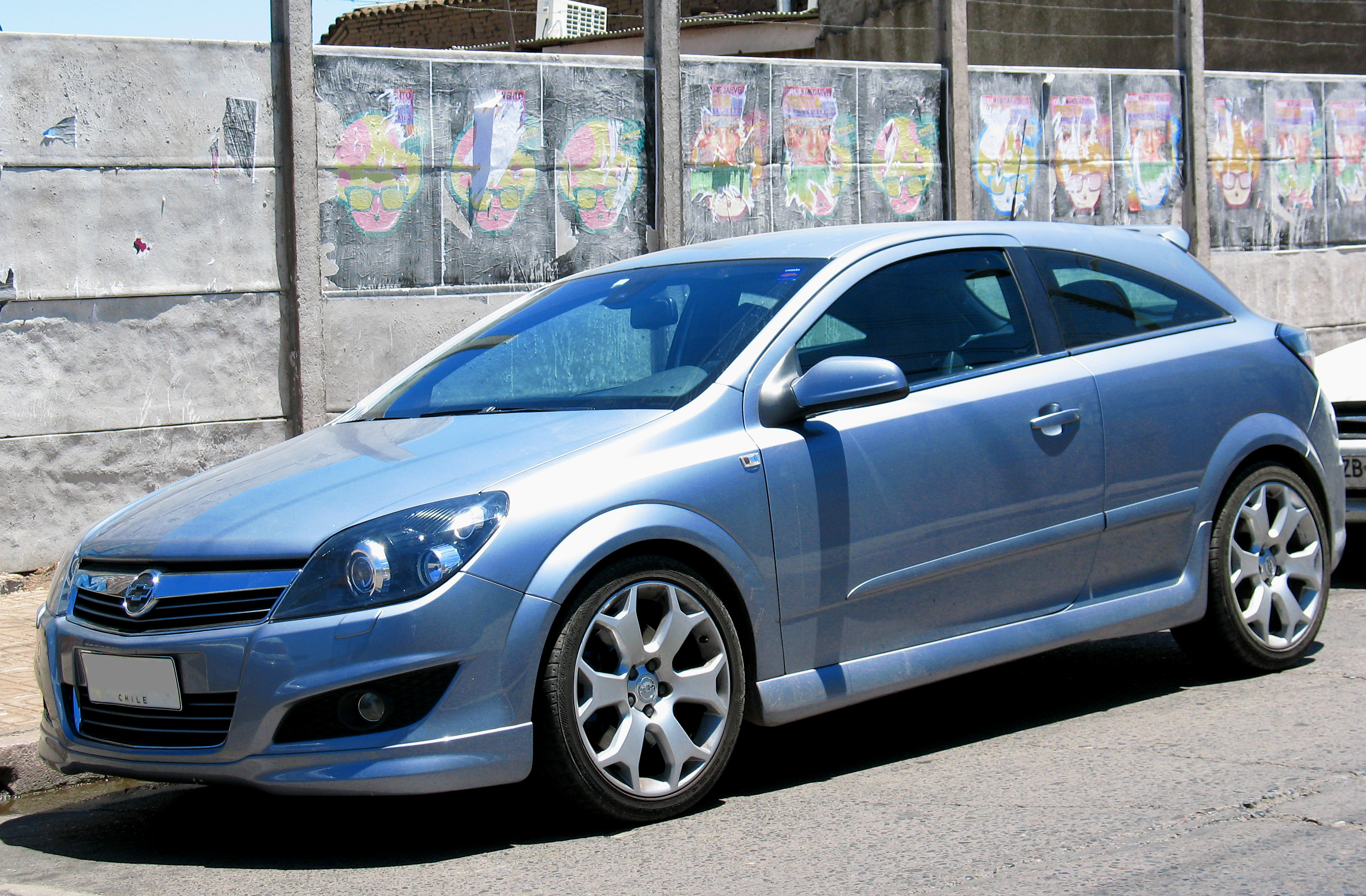
Chevrolet Astra OPC (Solo para el mercado chileno)

### TwinTop
En 2006, llegó el Astra TwinTop. (El nombre "TwinTop" también se aplica al Tigra, más pequeño, y se refiere a una versión convertible con techo rígido retráctil, compartida con el Pontiac G6). El Astra TwinTop cuenta con un techo metálico plegable en tres partes que se ubica en la mitad superior del maletero, dejando un espacio considerable para equipaje debajo. Aunque todavía se comercializa como un modelo de cuatro plazas, el espacio en los asientos traseros es menor que en otros modelos Astra. El TwinTop estaba disponible en tres niveles de equipamiento con una gama de motores en cada uno, incluyendo un motor 2.0 L turbo de 200 CV (147 kW; 197 CV) y el motor diésel 1.9 CDTI de 150 CV (110 kW; 148 CV).
Lanzados en enero de 2007, los TwinTops para el mercado australiano se comercializaban con el motor Z22YH de 2,2 L de inyección directa, con opción de transmisión manual de 6 velocidades o automática de 4 velocidades, exclusiva de Australia.
El conjunto de techo plegable fue fabricado por la filial Car Top Systems (CTS) de Magna Steyr en Amberes, Bélgica, cerca de la planta donde se ensamblaba el TwinTop. El TwinTop se discontinuó en noviembre de 2010 junto con el GTC de 3 puertas, y ambos fueron reemplazados por el Opel Cascada de capota de lona.

#### Galería

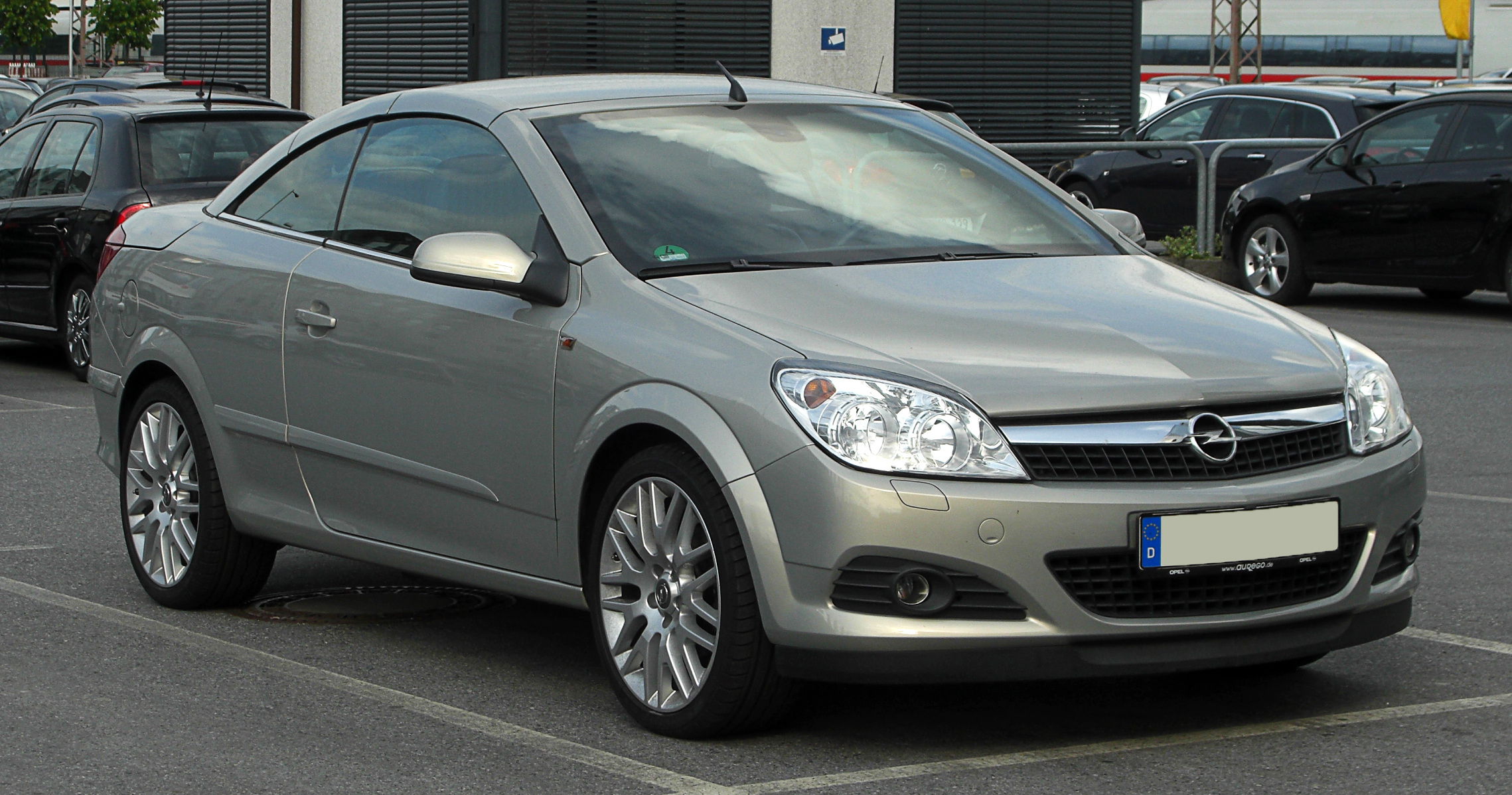
Opel Astra TwinTop
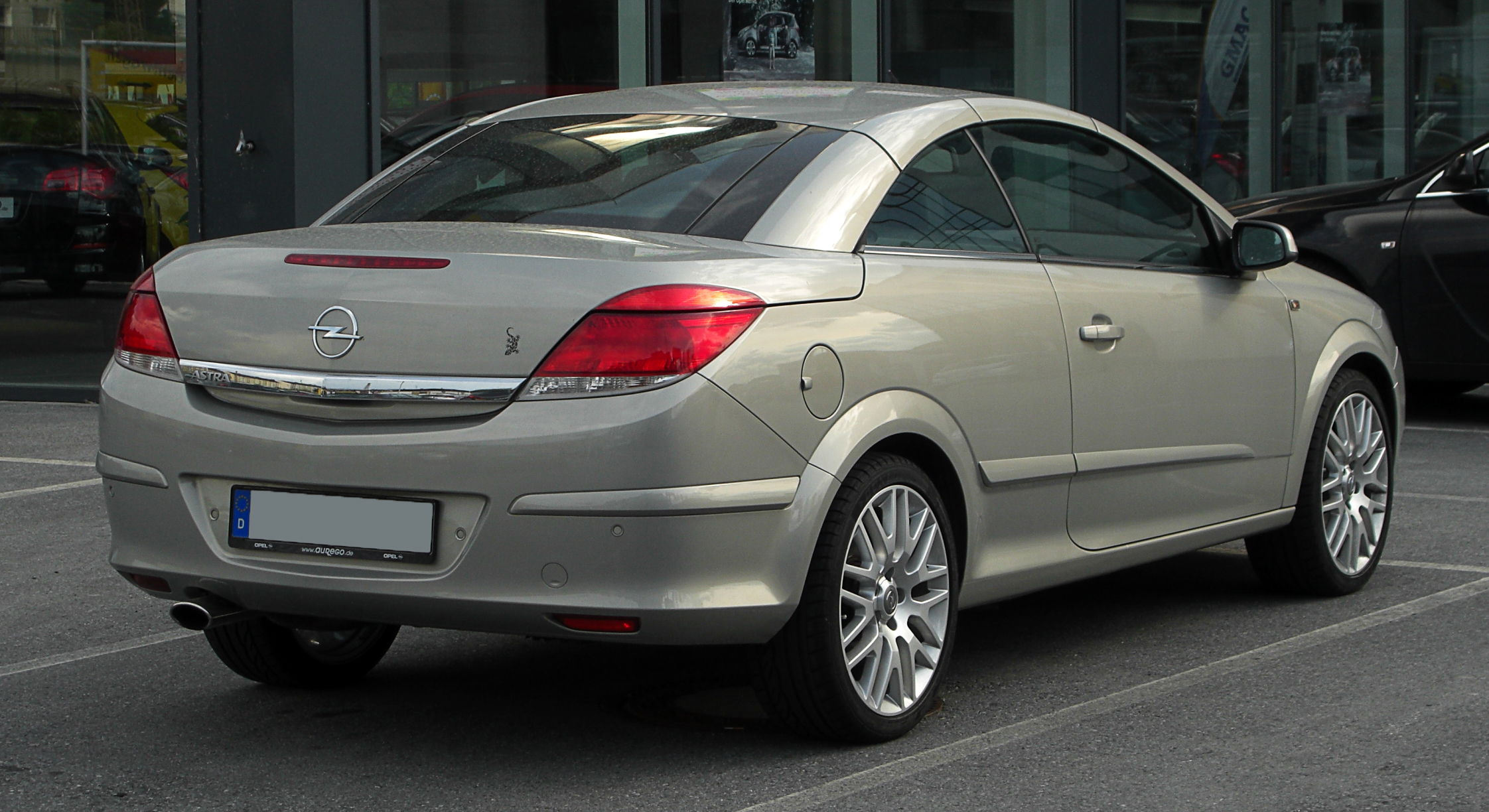
Opel Astra TwinTop (2007–2010)

### Mercados

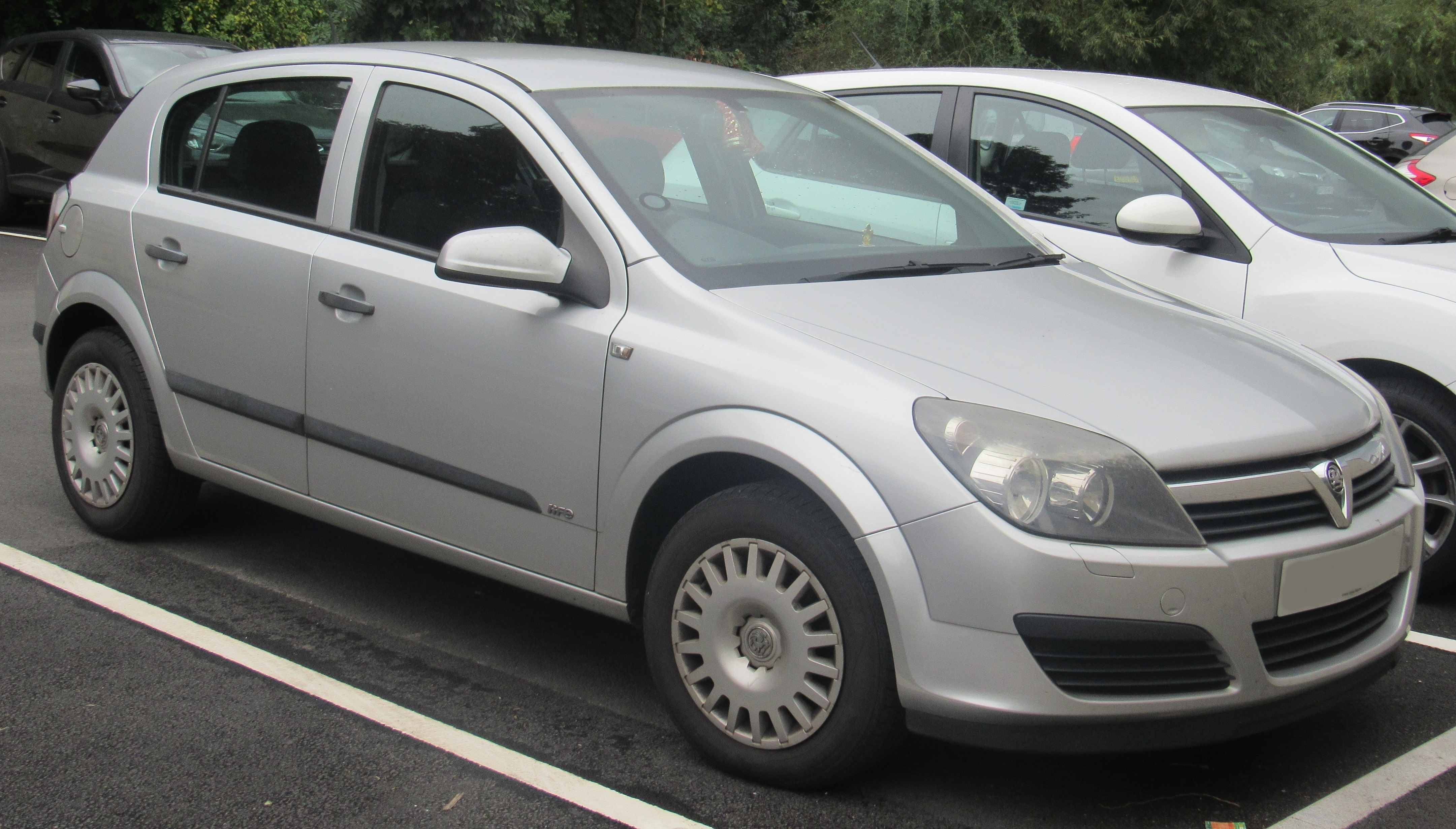
Vauxhall Astra Mk5 (Reino Unido)
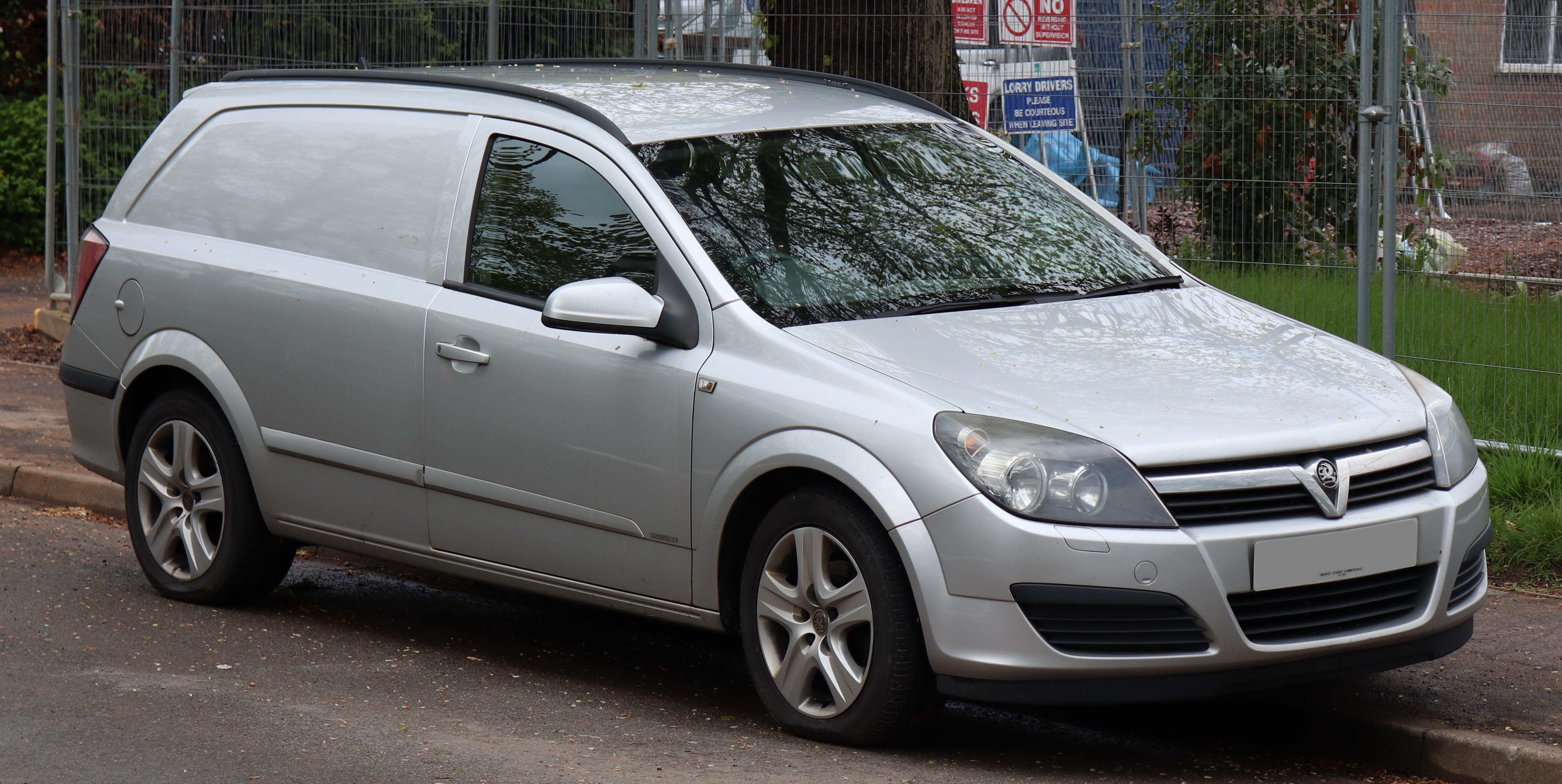
Vauxhall Astravan MK5 (Reino Unido)
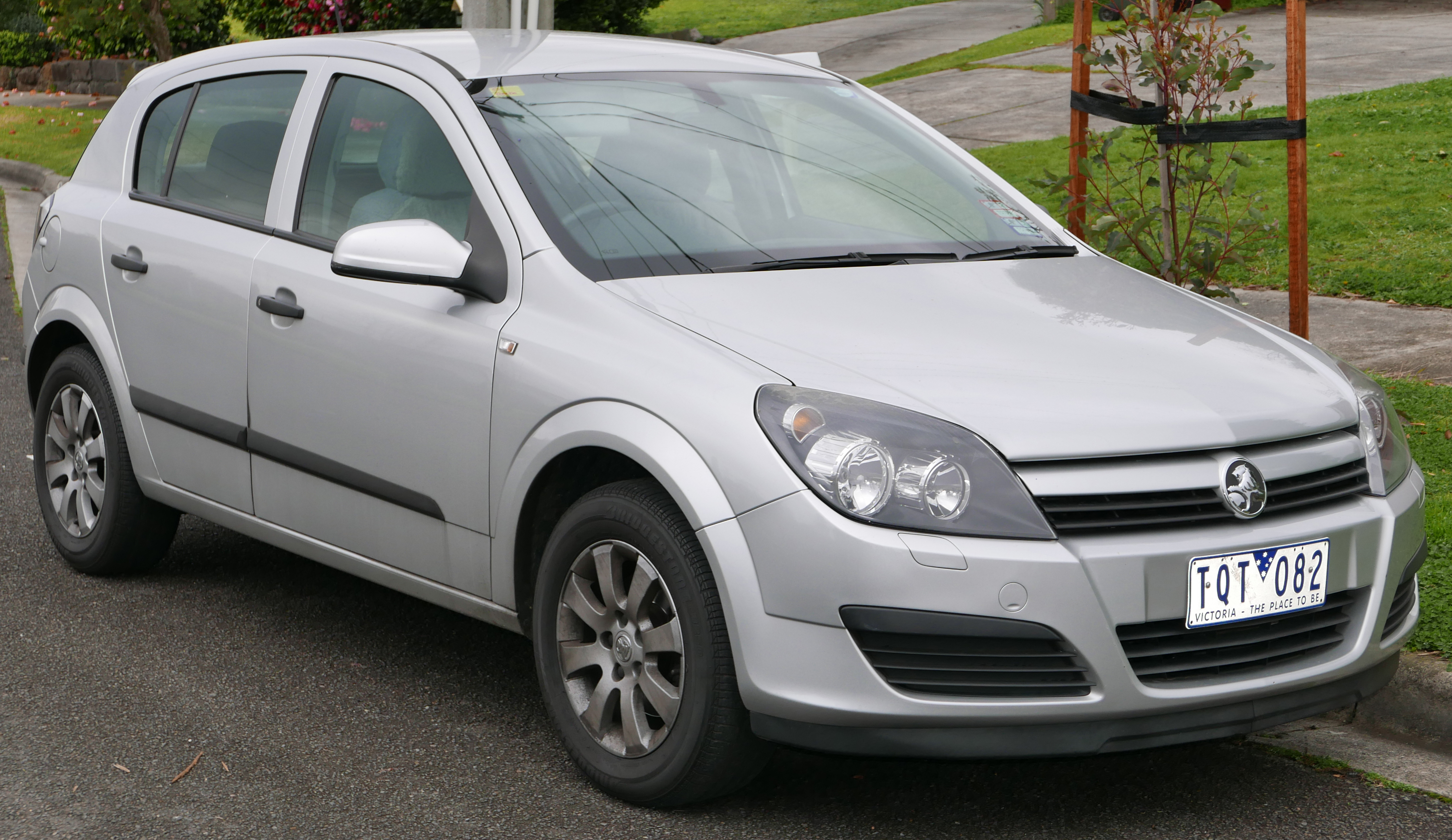
Holden Astra AH (Australia)

### Stock Car Brazil
En Brasil, el Chevrolet Vectra (Astra H) sustituyó al Chevrolet Astra en la categoría Stock Car. El motor V8 sigue siendo el mismo, salvo que ahora se usa etanol en lugar de gasolina.

### Saturn Astra

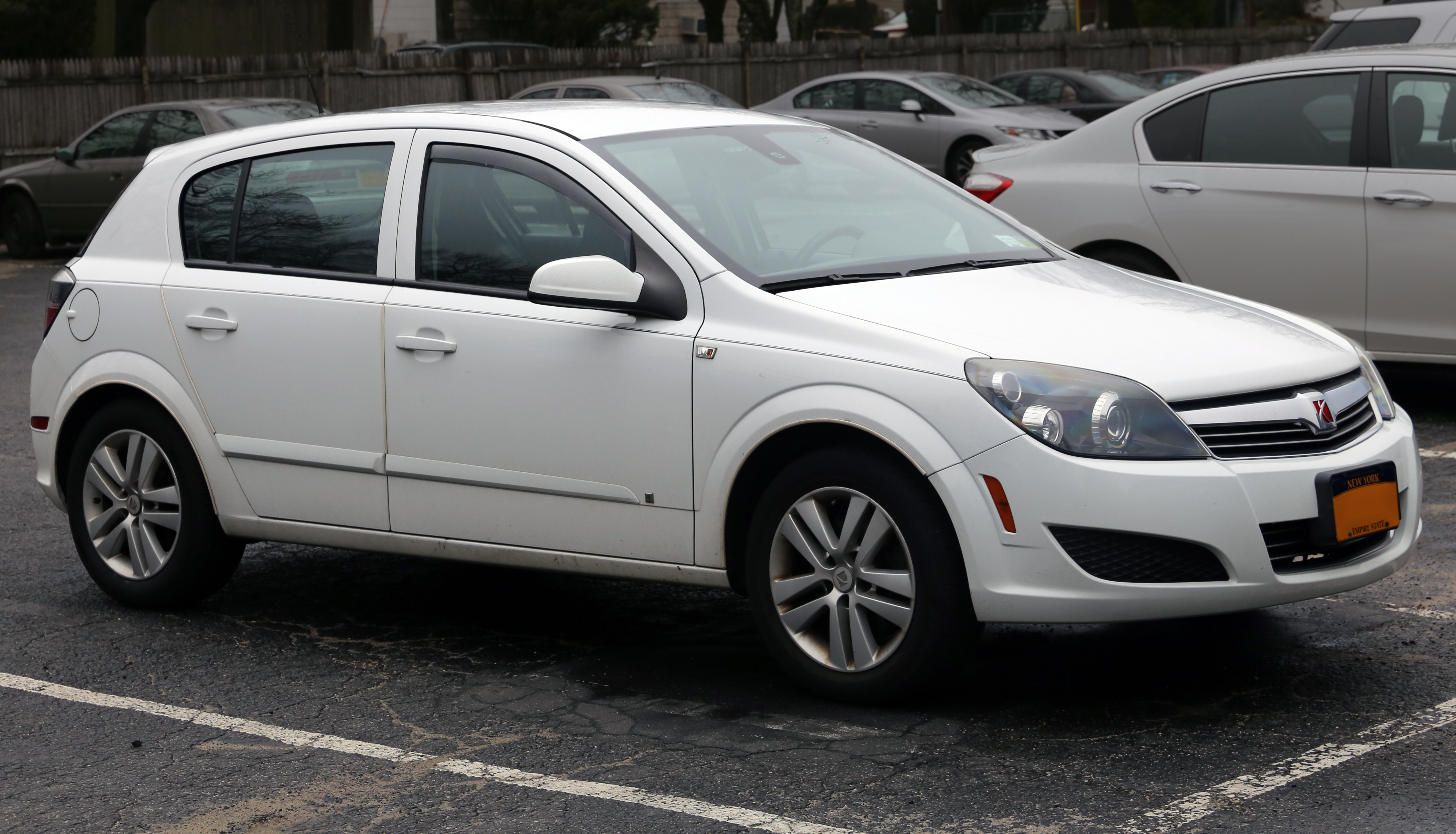
Saturn Astra XE cinco puertas
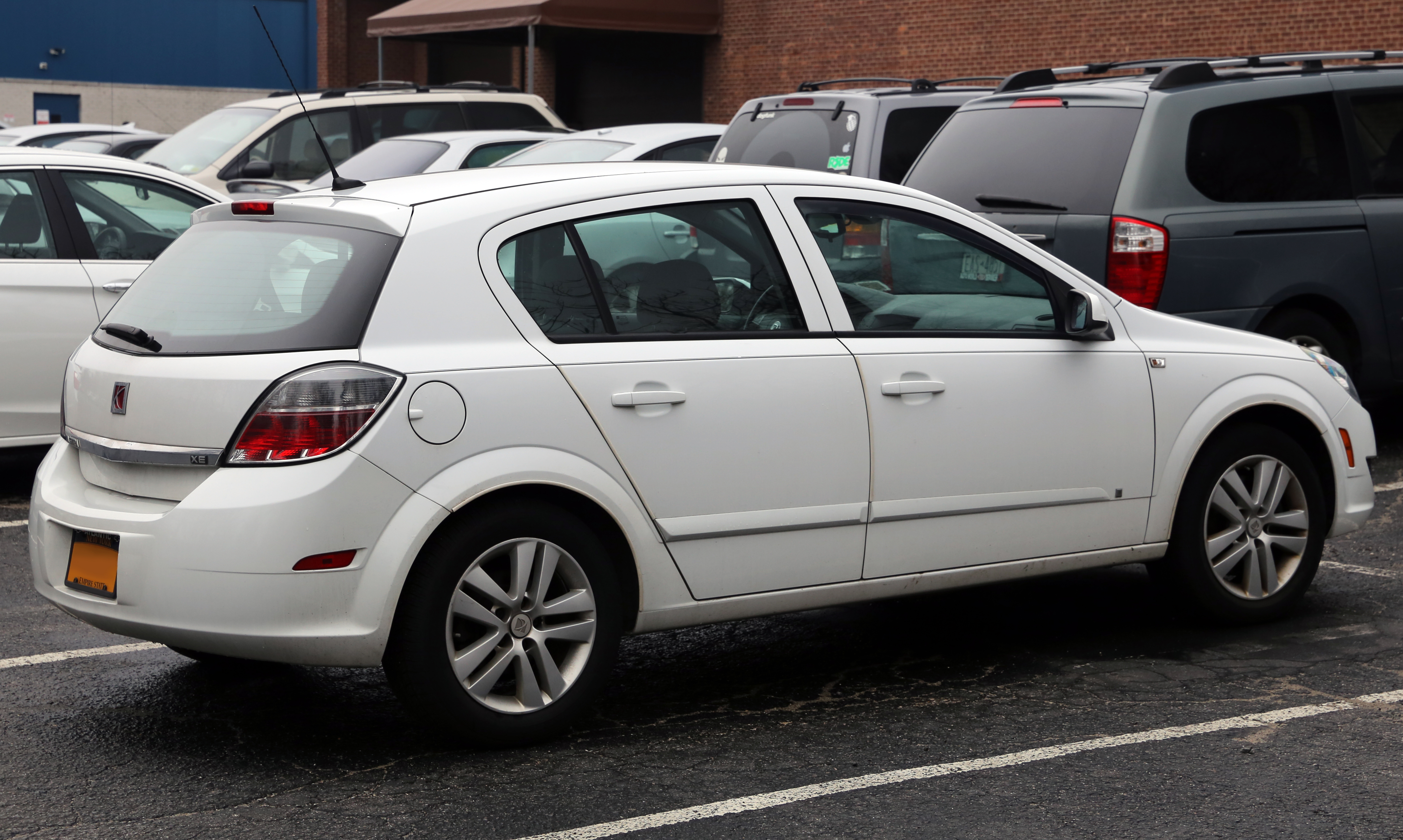
Saturn Astra XE cinco puertas (Vista trasera)
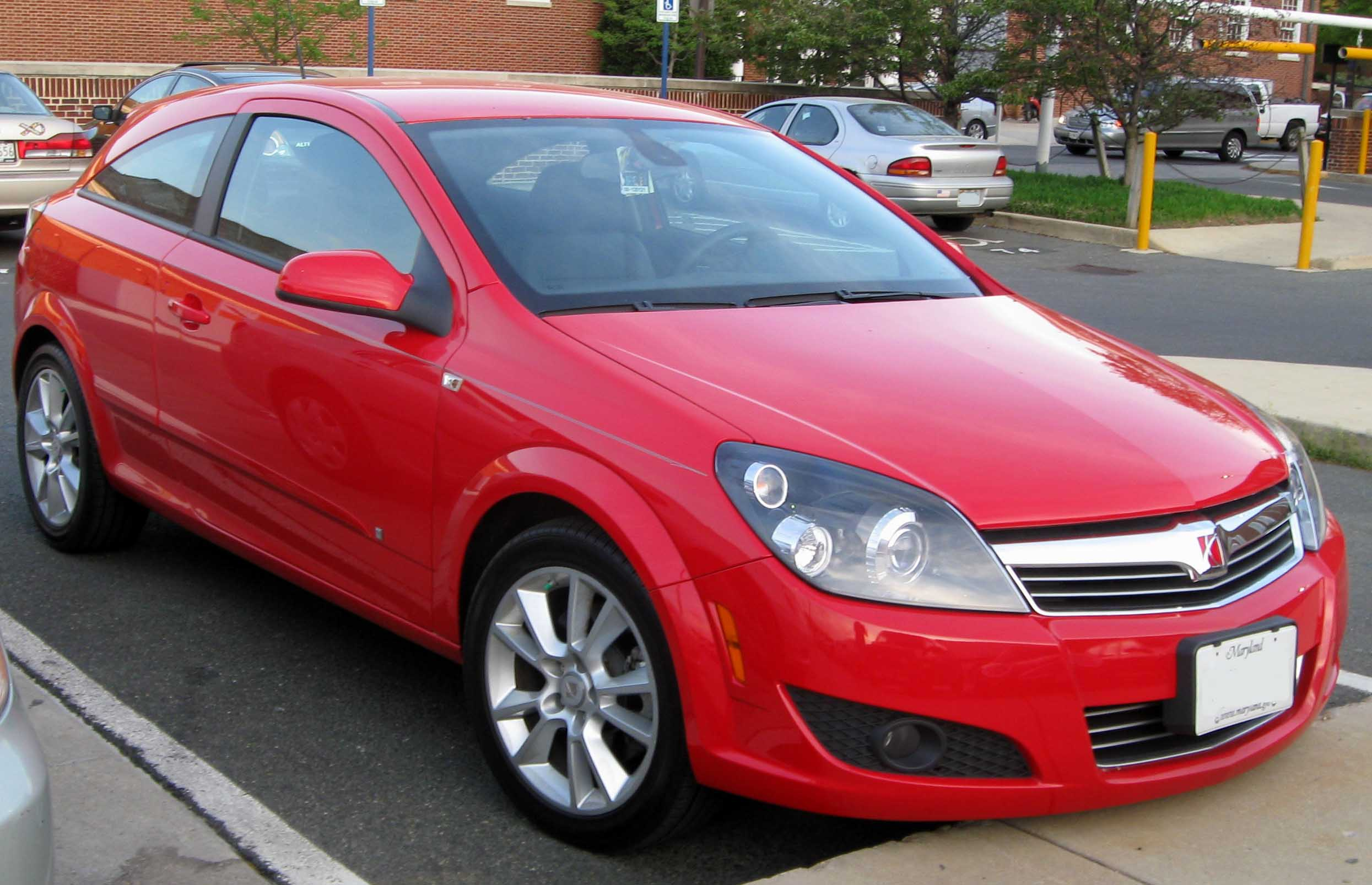
Saturn Astra de tres puertas
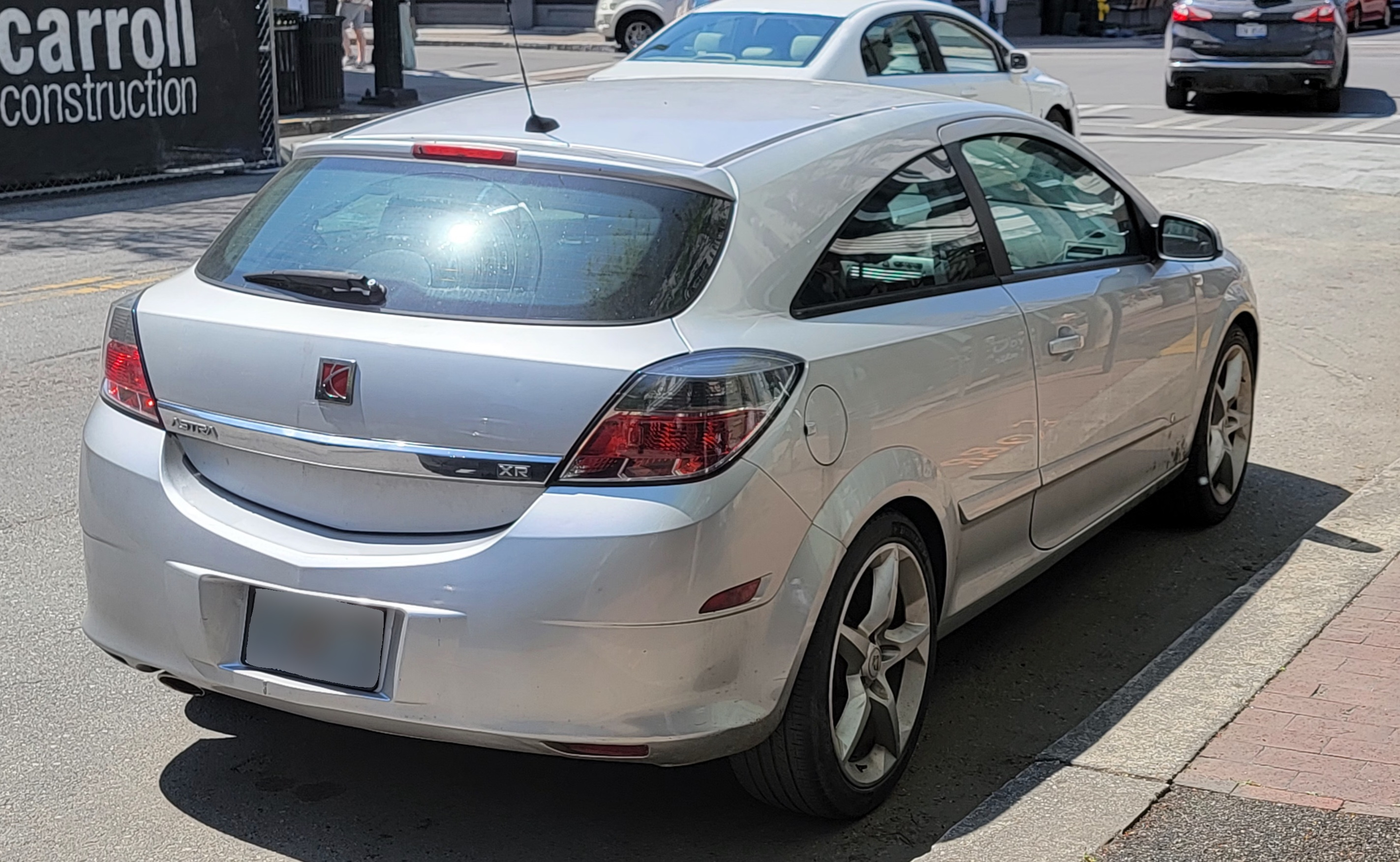
Saturn Astra de tres puertas (Vista trasera)

El Saturn Astra se comercializó en Norteamérica, tanto en EE. UU. como en Canadá, tras su debut en el Salón del Automóvil de Chicago de 2007. El Astra, que sustituyó al Ion, fue un vehículo de importación cautiva, basado en el Opel Astra, fabricado en Amberes, Bélgica.
Disponible en carrocerías hatchback de tres y cinco puertas, las ventas comenzaron el 2 de enero de 2008 con un solo motor, un motor de gasolina de 1.8 L U18XER de cuatro cilindros en línea con tecnología de válvulas variables que generaba 138 CV (103 kW), disponible con transmisión manual de cinco velocidades o automática de cuatro velocidades.
El nivel de equipamiento básico XE se ofrecía en el hatchback de cinco puertas e incluía rines de acero con cubiertas de plástico. El nivel de equipamiento XR era el único disponible para el modelo de 3 puertas y estaba disponible en los modelos de cinco puertas. Incluía refuerzos mejorados en los asientos, ajuste lumbar y de altura para el conductor; rines de aleación de 17 pulgadas con diez radios y neumáticos P225/45R17 para toda estación; asientos delanteros deslizantes de fácil acceso (modelo de 3 puertas) e instrumentos mejorados.
El equipamiento de serie incluía aire acondicionado (modelo XR); control de crucero; centro de información del conductor con pantalla de audio, hora y temperatura exterior; seguros eléctricos con cierre centralizado y acceso remoto sin llave; iluminación de cortesía y dos luces de lectura delanteras y traseras; asientos delanteros tipo butaca reclinables de tela con reposacabezas activos ajustables; asientos delanteros deslizantes de fácil acceso (modelo de 3 puertas); asiento trasero plegable plano 60/40 con reposacabezas ajustables y extraíbles, y retráctil; portavasos dobles, asientos del conductor con ajuste manual de 4 posiciones y del pasajero con ajuste manual de 2 posiciones. Volante de tres radios con inclinación y columna de dirección telescópica; controles de audio y del Centro de Información del Conductor integrados en el volante; compartimento superior para gafas de sol; espejos de cortesía iluminados en los asientos delanteros; elevalunas eléctricos con función Express-Down; consola delantera con portavasos y tomacorriente de 12 voltios; espejos laterales eléctricos, plegables manualmente y calefactables; y limpiaparabrisas delanteros intermitentes con sensor de lluvia.
El Paquete Premium de Acabado opcional para los modelos XR incluía asientos de cuero, tapizado de vinilo en las puertas, volante forrado en cuero, ajuste lumbar manual para el asiento del conductor, asientos delanteros calefactables e iluminación ambiental LED interior. En 2008, el Paquete Sport Handling opcional incluía control de estabilidad (comercializado como StabiliTrak), suspensión deportiva rebajada y dirección asistida de relación rápida. Este paquete se incluyó de serie en el modelo de 3 puertas de 2009. El techo corredizo panorámico estaba disponible en los modelos de 5 puertas.
En las pruebas de choque del Instituto de Seguros para la Seguridad en las Carreteras (IIHS), el Astra obtuvo una puntuación general Buena en impactos frontales, mientras que en impactos laterales recibió una calificación general Marginal. Los airbags de cortina delanteros y traseros, así como los airbags de torso montados en los asientos delanteros, eran de serie.  junto con un sistema comercializado como Pedal Release System, mediante el cual el pedal del embrague y/o del freno se desacoplarían en caso de un choque frontal con intrusión significativa del capó, mitigando lesiones en la parte inferior de las piernas.
General Motors predijo unas ventas de entre 30.000 y 40.000 vehículos al año en Estados Unidos. Las ventas fueron lentas, debido inicialmente a un exceso de unidades Ion sin vender y, posteriormente, a la incertidumbre sobre el futuro de la marca Saturn. En 2008, solo se vendieron 11.968 unidades en EE. UU. En 2009, esta cifra se redujo a 6.298. En Canadá, las ventas del Saturn Astra ascendieron a un total de 11.605 entre 2007 y 2010..
Con una gran cantidad de autos sin vender aún en los concesionarios, GM anunció que dejaría de importar el Astra. En junio de 2009, GM anunció su intención de vender Saturn Corporation a Penske Automotive Group. Esta operación nunca se concretó y, en 2010, General Motors descontinuó la marca Saturn.
El sucesor del Saturn Astra en la línea de General Motors en Norteamérica fue el Buick Verano, presentado en el año modelo 2012. El Verano deriva del sucesor, el Astra J.

### Motorizaciones
Todas sus motorizaciones son de cuatro cilindros en línea. Los gasolina son un 1.4 litros de 90 CV de potencia máxima, un 1.6 litros de 105 y posteriormente de 115 CV, un 1.8 litros de 125 o 140 CV y un 2.0 litros en versiones con turbocompresor de 170, 200 y 240 CV. Los diésel son un 1.3 litros de 90 CV de potencia máxima, un 1.7 litros en versiones de 80, 100 y 110CV y un 1.9 litros en variantes de 120 y 150 CV, todos ellos con turbocompresor e inyección directa common-rail todos de origen Fiat salvo el 1.7 de origen Opel . Toda la gama cuenta con control de estabilidad, airbags laterales delanteros.
| Motores de gasolina            | Motores de gasolina   | Motores de gasolina   | Motores de gasolina   | Motores de gasolina        | Motores de gasolina   | Motores de gasolina    | Motores de gasolina        | Motores de gasolina        | Motores de gasolina        | Motores de gasolina | Motores de gasolina | Motores de gasolina | Motores de gasolina | Motores de gasolina | Motores de gasolina | Motores de gasolina | Motores de gasolina | Motores de gasolina | Motores de gasolina |           |
|                                | 1.4 16v Twinport      | 1.6 16v Twinport      | 1.6 16v Twinport      | 1.6 16v Turbo              | 1.8 16v               | 1.8 16v                | 2.0 16v Turbo              | 2.0 16v Turbo              | 2.0 16v Turbo (OPC)        |                     |                     |                     |                     |                     |                     |                     |                     |                     |                     |           |
| ------------------------------ | --------------------- | --------------------- | --------------------- | -------------------------- | --------------------- | ---------------------- | -------------------------- | -------------------------- | -------------------------- | ------------------- | ------------------- | ------------------- | ------------------- | ------------------- | ------------------- | ------------------- | ------------------- | ------------------- | ------------------- | --------- |
| Periodo                        | 2004-2009             | 2004-2007             | 2007-2009             | 2007-2009                  | 2004-2006             | 2006-2009              | 2004-2005                  | 2005-2007                  | 2006-2010                  |                     |                     |                     |                     |                     |                     |                     |                     |                     |                     |           |
| Identificación del motor       | Z14 XEP               | Z16 XEP               | Z16 XER               | Z16 LET                    | Z18 XE                | Z18 XER                | Z20 LEL                    | Z20 LER                    | Z20 LEH                    |                     |                     |                     |                     |                     |                     |                     |                     |                     |                     |           |
| Tipo de motor                  | L4 16v                | L4 16v                | L4 16v                | L4 16v, turbo, intercooler | L4 16v                | L4 16v                 | L4 16v, turbo, intercooler | L4 16v, turbo, intercooler | L4 16v, turbo, intercooler |                     |                     |                     |                     |                     |                     |                     |                     |                     |                     |           |
| Diámetro x carrera             | 73.4 mm × 80.6 mm     | 79.0 mm × 81.5 mm     | 79.0 mm × 81.5 mm     | 79.0 mm × 81.5 mm          | 80.5 mm × 88.2 mm     | 80.5 mm × 88.2 mm      | 86.0 mm × 86.0 mm          | 86.0 mm × 86.0 mm          | 86.0 mm × 86.0 mm          |                     |                     |                     |                     |                     |                     |                     |                     |                     |                     |           |
| Cilindrada                     | 1364 cm³              | 1598 cm³              | 1598 cm³              | 1598 cm³                   | 1796 cm³              | 1796 cm³               | 1998 cm³                   | 1998 cm³                   | 1998 cm³                   |                     |                     |                     |                     |                     |                     |                     |                     |                     |                     |           |
| Relación de compresión         | 10.5: 1               | 10.5: 1               | 10.5: 1               | 8.8: 1                     | 10.5: 1               | 10.5: 1                | 8.8: 1                     | 8.8: 1                     | 8.8: 1                     |                     |                     |                     |                     |                     |                     |                     |                     |                     |                     |           |
| Potencia máxima: CV (kW) @ rpm | 90 CV (66 kW) @ 5600  | 105 CV (77 kW) @ 6000 | 115 CV (85 kW) @ 6000 | 180 CV (132 kW) @ 5500     | 125 CV (92 kW) @ 5600 | 140 CV (103 kW) @ 6300 | 170 CV (125 kW) @ 5200     | 200 CV (147 kW) @ 5400     | 240 CV (177 kW) @ 5600     |                     |                     |                     |                     |                     |                     |                     |                     |                     |                     |           |
| Par máximo: Nm @ rpm           | 125 Nm @ 4000         | 150 Nm @ 3900         | 155 Nm @ 4000         | 230 Nm @ 1980-5500         | 170 Nm @ 3800         | 175 Nm @ 3800          | 250 Nm @ 1950-4000         | 262 Nm @ 1950-4200         | 320 Nm @ 2400              |                     |                     |                     |                     |                     |                     |                     |                     |                     |                     |           |
| Tracción                       | Delantera             | Delantera             | Delantera             | Delantera                  | Delantera             | Delantera              | Delantera                  | Delantera                  | Delantera                  | Delantera           | Delantera           | Delantera           | Delantera           | Delantera           | Delantera           | Delantera           | Delantera           | Delantera           | Delantera           | Delantera |
| Transmisión                    | Manual, 5 velocidades | Manual, 5 velocidades | Manual, 5 velocidades | Manual, 6 velocidades      | Manual, 5 velocidades | Manual, 5 velocidades  | Manual, 6 velocidades      | Manual, 6 velocidades      | Manual, 6 velocidades      |                     |                     |                     |                     |                     |                     |                     |                     |                     |                     |           |
| Peso                           | 1135 kg               | 1170 kg               | 1175                  | 1260 kg                    | 1190 kg               | 1190 kg                | 1290 kg                    | 1290 kg                    | 1318 kg                    |                     |                     |                     |                     |                     |                     |                     |                     |                     |                     |           |
| Aceleración 0–100 km/h         | 13.7 s                | 12.3 s                | 11.7 s                | 8.3 s                      | 10.8 s                | 10.2 s                 | 8.9 s                      | 8.2 s                      | 6.4 s                      |                     |                     |                     |                     |                     |                     |                     |                     |                     |                     |           |
| Velocidad máxima               | 178 km/h              | 185 km/h              | 191 km/h              | 221 km/h                   | 198 km/h              | 208 km/h               | 217 km/h                   | 230 km/h                   | 244 km/h                   |                     |                     |                     |                     |                     |                     |                     |                     |                     |                     |           |
| Consumo combinado (L/100 km)   | 6.3                   | 6.6                   | 6.5                   | 7.7                        | 7.7                   | 7.1                    | 9.1                        | 9.4                        | 9.2                        |                     |                     |                     |                     |                     |                     |                     |                     |                     |                     |           |

| Motores diésel                 | Motores diésel                                             | Motores diésel                                             | Motores diésel                                             | Motores diésel                                             | Motores diésel                                             | Motores diésel                                             | Motores diésel                                            | Motores diésel                                            | Motores diésel                                            | Motores diésel                                             | Motores diésel |
|                                | 1.3 CDTI                                                   | 1.7 CDTI                                                   | 1.7 CDTI                                                   | 1.7 CDTI                                                   | 1.7 CDTI EcoFlex                                           | 1.7 CDTI                                                   | 1.9 CDTI                                                  | 1.9 CDTI                                                  | 1.9 CDTI                                                  | 1.9 CDTI                                                   |                |
| ------------------------------ | ---------------------------------------------------------- | ---------------------------------------------------------- | ---------------------------------------------------------- | ---------------------------------------------------------- | ---------------------------------------------------------- | ---------------------------------------------------------- | --------------------------------------------------------- | --------------------------------------------------------- | --------------------------------------------------------- | ---------------------------------------------------------- | -------------- |
| Periodo                        | 2004-2009                                                  | 2004-2005                                                  | 2004-2006                                                  | 2007-2009                                                  | 2007-2009                                                  | 2007-2009                                                  | 2004-2007                                                 | 2004-2005                                                 | 2004-2007                                                 | 2004-2009                                                  |                |
| Identificación del motor       | Z13 DTH                                                    | Z17 DTL                                                    | Z17 DTH                                                    | Z17 DTJ                                                    | Z17 DTJ Ecoflex                                            | Z17 DTR                                                    | Z19 DTL                                                   | Z19 DTJ                                                   | Z19 DT                                                    | Z19 DTH                                                    |                |
| Tipo de motor                  | L4 16v, inyección directa, Common-Rail, turbo, intercooler | L4 16v, inyección directa, Common-Rail, turbo, intercooler | L4 16v, inyección directa, Common-Rail, turbo, intercooler | L4 16v, inyección directa, Common-Rail, turbo, intercooler | L4 16v, inyección directa, Common-Rail, turbo, intercooler | L4 16v, inyección directa, Common-Rail, turbo, intercooler | L4 8v, inyección directa, Common-Rail, turbo, intercooler | L4 8v, inyección directa, Common-Rail, turbo, intercooler | L4 8v, inyección directa, Common-Rail, turbo, intercooler | L4 16v, inyección directa, Common-Rail, turbo, intercooler |                |
| Diámetro x carrera             | 69.6 mm × 82.0 mm                                          | 79.0 mm × 86.0 mm                                          | 79.0 mm × 86.0 mm                                          | 79.0 mm × 86.0 mm                                          | 79.0 mm × 86.0 mm                                          | 79.0 mm × 86.0 mm                                          | 82.0 mm × 90.4 mm                                         | 82.0 mm × 90.4 mm                                         | 82.0 mm × 90.4 mm                                         | 82.0 mm × 90.4 mm                                          |                |
| Cilindrada                     | 1248 cm³                                                   | 1686 cm³                                                   | 1686 cm³                                                   | 1686 cm³                                                   | 1686 cm³                                                   | 1686 cm³                                                   | 1910 cm³                                                  | 1910 cm³                                                  | 1910 cm³                                                  | 1910 cm³                                                   |                |
| Relación de compresión         | 17.6: 1                                                    | 18.4: 1                                                    | 18.4: 1                                                    | 18.4: 1                                                    | 18.4: 1                                                    | 18.2: 1                                                    | 18.0: 1                                                   | 18.0: 1                                                   | 18.0: 1                                                   | 17.5: 1                                                    |                |
| Potencia máxima: CV (kW) @ rpm | 90 CV (66 kW) @ 4000                                       | 80 CV (59 kW) @ 4400                                       | 101 CV (74 kW) @ 4400                                      | 110 CV (81 kW) @ 3800                                      | 110 CV (81 kW) @ 3800                                      | 125 CV ( kW) @ 4000                                        | 100 CV (74 kW) @ 4400                                     | 120 CV (88 kW) @ 4000                                     | 120 CV (88 kW) @ 4000                                     | 150 CV (110 kW) @ 4000                                     |                |
| Par máximo: Nm @ rpm           | 200 Nm @ 1750-2500                                         | 170 Nm @ 1800-2800                                         | 240 Nm @ 2300                                              | 260 Nm @ 2300                                              | 260 Nm @ 2300                                              | 280 Nm @ 2300                                              | 240 Nm @ 2300                                             | 280 Nm @ 2000-2750                                        | 280 Nm @ 2000-2750                                        | 320 Nm @ 2000-2750                                         |                |
| Tracción                       | Delantera                                                  | Delantera                                                  | Delantera                                                  | Delantera                                                  | Delantera                                                  | Delantera                                                  | Delantera                                                 | Delantera                                                 | Delantera                                                 | Delantera                                                  |                |
| Transmisión                    | Manual, 6 velocidades                                      | Manual, 5 velocidades                                      | Manual, 5 velocidades                                      | Manual, 6 velocidades                                      | Manual, 6 velocidades                                      | Manual, 6 velocidades                                      | Manual, 6 velocidades                                     | Manual, 6 velocidades                                     | Manual, 6 velocidades                                     | Manual, 6 velocidades                                      |                |
| Peso                           | 1265 kg                                                    | 1260 kg                                                    | 1290 kg                                                    | 1310 kg                                                    | 1280 kg                                                    | 1310 kg                                                    | 1370 kg                                                   | 1393 kg                                                   | 1393 kg                                                   | 1318 kg                                                    |                |
| Aceleración 0–100 km/h         | 13.7 s                                                     | 15.0 s                                                     | 12.3 s                                                     | 11.7 s                                                     | 11.7 s                                                     | 10.5 s                                                     | 12.3 s                                                    | 10.5 s                                                    | 10.1 s                                                    | 8.9 s                                                      |                |
| Velocidad máxima               | 172 km/h                                                   | 168 km/h                                                   | 181 km/h                                                   | 185 km/h                                                   | 188 km/h                                                   | 195 km/h                                                   | 180 km/h                                                  | 191 km/h                                                  | 191 km/h                                                  | 208 km/h                                                   |                |
| Consumo combinado (L/100 km)   | 4.9                                                        | 4.9                                                        | 5.0                                                        | 5.3                                                        | 4.5                                                        | 5.5                                                        | 5.2                                                       | 6.1                                                       | 6.8                                                       | 5.7                                                        |                |

## Astra J (2009-2015) (P09)

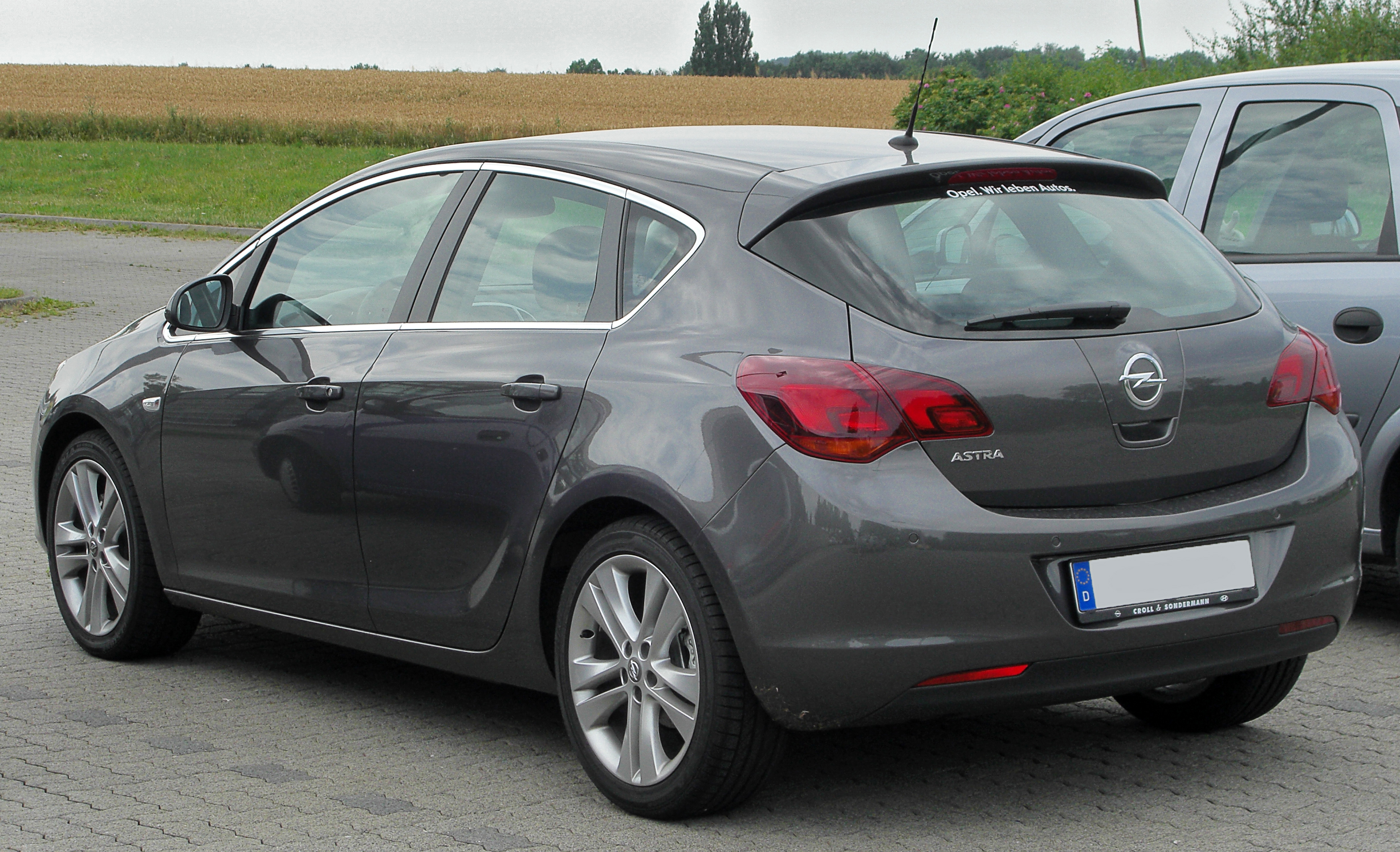
Astra J hatchback vista trasera

El Astra J está basado en la plataforma Delta II de General Motors, debutó en el Salón del Automóvil de Frankfurt de 2009 en Alemania y salió a la venta en noviembre de 2009 como modelo 2010, mientras que el modelo 2009 se omitió por completo. El coche ha adoptado la mayor parte de su estilo del nuevo Opel Insignia, con muchas de las opciones superiores de serie. La producción a plena capacidad se inició en la planta de Vauxhall en Ellesmere Port a finales de septiembre de 2009. Las entregas comenzaron en diciembre de 2009. Conocido como "Astra I", recibió oficialmente el nombre "Astra J" para evitar confundir la letra I con el número 1.

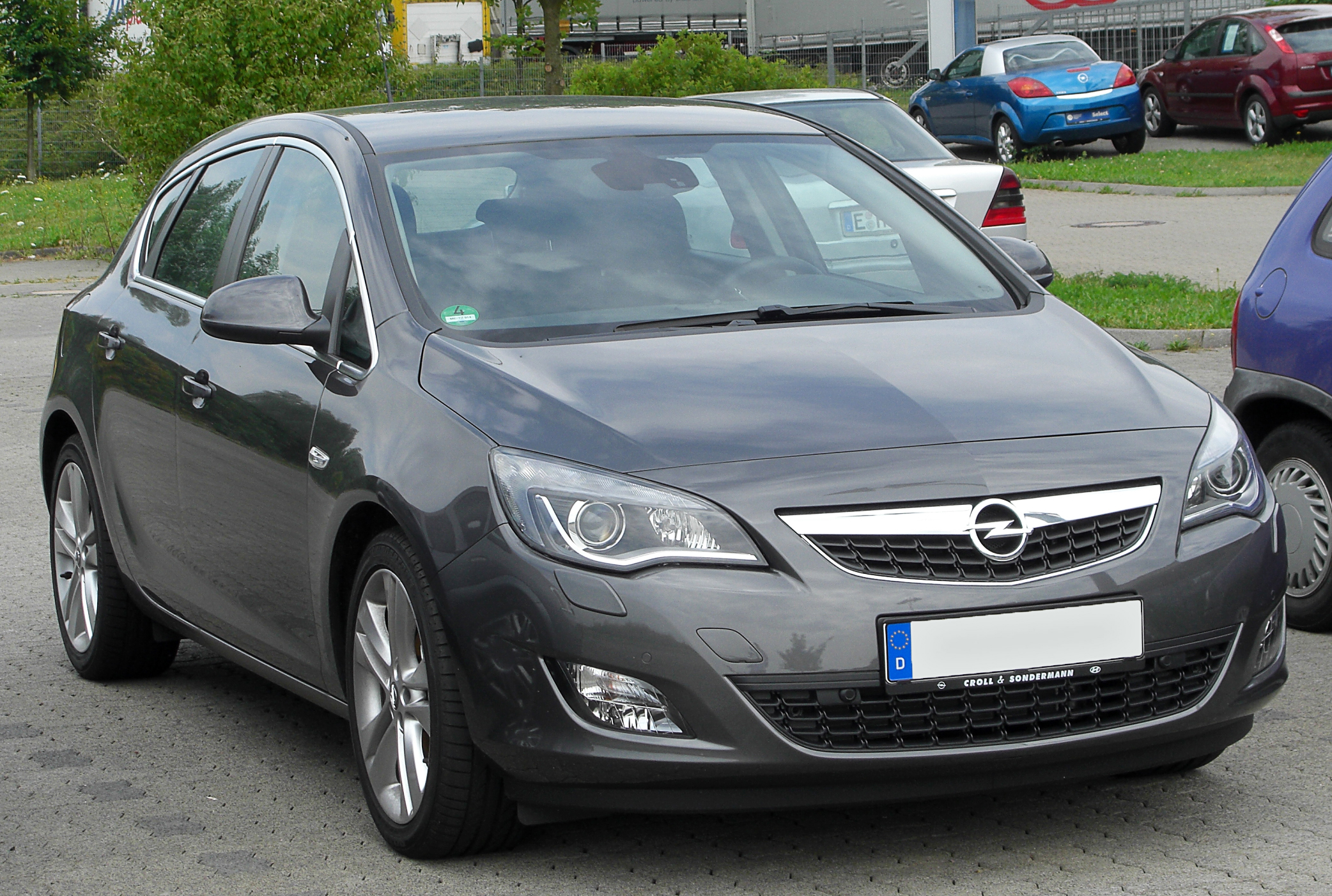
Astra J hatchback vista frontal

El Astra se desarrolló en el Centro Internacional de Desarrollo Técnico (ITDC) de Opel en Rüsselsheim y mantiene el lenguaje de diseño de Opel: «arte escultural con precisión alemana», introducido por primera vez en el Insignia. El Astra incorpora una suspensión trasera de barra de torsión con enlace de Watt. Los sistemas de infoentretenimiento y navegación son suministrados por Bosch.
El Opel Astra obtuvo el tercer puesto en el premio al Coche Europeo del Año en 2010.
La versión familiar del Astra, denominada «Sports Tourer» por Opel, se estrenó en el Salón del Automóvil de París de 2010 y salió a la venta poco después, con un precio inicial de 16.575 libras para la versión ES, seguida de las versiones Exclusiv, SRI y SE, con el SE a partir de 20.345 libras. Es más económico que el familiar anterior, pero cuenta con más equipamiento de serie. La adopción del nombre «Sports Tourer» supuso el fin de la tradicional denominación «Caravan» de Opel para sus versiones familiares.
El Astra J, antes de su rediseño, se vendió brevemente en Australia bajo la marca Opel, y se introdujo en el mercado australiano en 2012. Sin embargo, la marca y el nombre Opel se retiraron del mercado australiano en 2013 debido a las bajas ventas, y las versiones posteriores del Astra J, concretamente las variantes OPC y GTC, se vendieron bajo la marca Holden a partir de 2013.
Shanghai GM lanzó la versión china del Opel Astra hatchback, con el nombre de Buick Excelle XT. Este vehículo salió a la venta en enero de 2010. Se anunciaron tres motores: Ecotec D-VVT de 1.6 L, 1.8 L y 1.6 L Turbo.
La versión sedán del Astra se presentó por primera vez en el Salón Internacional del Automóvil de Moscú de 2012. Esta berlina de 4 puertas recibe varios nombres según el mercado: Buick Excelle GT en China, Buick Verano en Norteamérica y Opel Astra sedán/sedán en el resto del mundo. Esta versión no se vende en el Reino Unido, aunque sí está disponible en otros mercados con volante a la derecha, como Irlanda (como Astra Sedán), Malta y Sudáfrica. La producción de la versión sedán continuó hasta 2018, tras el lanzamiento del Astra K, para abastecer a varios mercados donde las berlinas son populares, como Turquía.
La cuarta generación, también conocido como Astra J, fue presentada oficialmente en el Salón del Automóvil de Fráncfort de 2009 y se puso a la venta poco tiempo más tarde. Usa la misma plataforma del Chevrolet Cruze y el Zafira C, y su estética está inspirada en la del Opel Insignia. Además de un hatchback de cinco puertas, cuyas fotos ya fueron divulgadas por Opel, en 2010 se sumaron a la gama un hatchback de tres puertas y un familiar de cinco puertas, además de la aparición del modelo GTC 3 puertas y el Sport Tourer para reemplazar al Astra Caravan Familiar. Mucho después llegaron el Astra Cabrio y el Astra OPC (Opel Performance Center) de carácter deportivo. 
Se desconoce si habrá un sedán de cuatro puertas como en las generaciones anteriores. El periodismo del motor especula sobre un eventual Astra GSi, por debajo del OPC (similar al Corsa donde GSi y OPC conviven juntos) además también se espera un cupé de dos puertas, que podría recuperar el nombre Opel Calibra. Una pega que tiene este Astra J es que a primera vista es demasiado grande (lo cual promete espacio para el interior, pero no es así), y por el interior es mucho más pequeño que lo que aparenta. Esto es un problema de aprovechamiento de espacio que en la generación Astra K se soluciona.
El Astra incluye elementos inéditos en su segmento, heredados de su hermano mayor el Opel Insignia como los Faros AFL+ capaz de cambiar el haz de luz hasta en 9 posiciones diferentes, el sistema Flex Ride, con tres modos de reglaje "Sport" "Tour" y "Normal", también puede incluir el Opel Eye, una cámara que lee señales de tráfico y además avisa si detecta un cambio de carril involuntario, La nueva iluminación de ambiente mediante LEDs rojos, un navegador con información sobre lugares interesantes. 
Mecánicamente el Astra incluye mejoras en sus motores para cumplir con las nuevas normas de contaminación, todos los propulsores cumplen con el Euro V. La suspensión trasera del Astra es peculiar: Opel ha combinado un eje de torsión con un paralelogramo de Watts, su función es reforzar la sujeción lateral de toda la suspensión trasera a la carrocería y también evitar que las ruedas traseras tiendan a perder su alineación ante esfuerzos laterales grandes. También como su hermano menor el Opel Corsa y el SUV Opel Antara puede llevar el monta bicicletas Flex Fix, para transportar sin elementos ajenos al vehículo hasta 2 bicicletas. Por último el Astra incluye un sistema de carga en 3 niveles, ajustando el piso del maletero en 3 reglajes distintos.
En junio de 2012 se presentó el nuevo Astra OPC. Este nuevo motor eleva la cifra en 280CV. El color siguió siendo el ya famoso "Azul Ardenas". Incorporaba unos paragolpes más deportivos y unos asientos Recaro en cuero azul (como marcan los cánones), doble salida de escape y un alerón que alarga la figura del coche. Como detalle criticable y que en la siguiente versión se subsanó fue su elevado peso, llegando a pesar 200 kg más de la media en esta categoría.
Esta generación ha aprobado los Test de impacto realizados por la organización europea del Euro NCAP consiguiendo 5 estrellas, además siendo destacado por la excelente protección cervical que brinda este vehículo en caso de accidente a sus ocupantes, en parte debido a los reposacabezas activos heredados de su hermano mayor el Opel Insignia.
Arte escultural unido a precisión alemana – el Astra J no sólo aglutinaba la nueva filosofía de diseño de la marca, también ayudaba al conductor con una amplia gama de modernas tecnologías que ya hacían una gran contribución al éxito del súper ventas de tamaño medio, el Insignia. El sistema de cámara frontal Opel Eye reconoce las señales de tráfico e informa al conductor de los límites de velocidad o de las prohibiciones de adelantar. También alerta en caso de que involuntariamente se abandone el carril por el que se circula. Con el sistema AFL+, el Astra puede ver a lo largo de las curvas y, si es necesario, cambiar las luces de cortas a largas. Con su nuevo chasis, que puede ser mejorado con la tecnología FlexRide adaptativa, el Astra puede sacar a relucir todo su potencial dinámico. Una nueva construcción del eje trasero asegura una conducción muy dinámica, mejor comportamiento y un gran confort gracias a la timonería de Watt incorporada para un mejor control de las ruedas. Los conductores del Astra también se benefician de unos nuevos asientos, desarrollados de acuerdo a la última tecnología de ergonomía y seguridad que son galardonados con el sello de calidad de la organización médica independiente de expertos en la espalda AGR (asociación para las espaldas saludables).￼

### Rediseño
En junio de 2012, se anunció una renovación. Se introdujeron cambios visuales en la parte delantera y trasera del hatchback y del Sports Tourer. Esto incluyó parachoques y parrillas revisados, así como modificaciones mínimas en los faros. También se revisaron los faros traseros, que ahora presentan un aspecto más oscuro; se rediseñó el hueco de la matrícula del modelo de cinco puertas; y el Sports Tourer (carrocería familiar) y el hatchback de cinco puertas incorporaron parachoques de nuevo diseño con molduras cromadas. Se introdujeron nuevos colores, como el Bronce Escultura, el Gris Fantasma y el Cielo Profundo metalizado, además de otros disponibles con coste adicional. El Astra actualizado también incorporó sistemas de asistencia como la cámara frontal Eye con asistente mejorado de señales de tráfico (TSA II), aviso de salida de carril (LDW), indicación de distancia de seguimiento (FDI) y alerta de colisión frontal (FCA); también están disponibles una cámara de visión trasera, asistencia avanzada de aparcamiento y alerta de ángulo muerto lateral. Se introdujo una versión berlina, pero solo en unos pocos mercados. En cuanto al motor, el 2.0 BiTurbo CDTI de 195 CV del Insignia estuvo disponible a partir del otoño de 2012, y a principios de 2013 se añadió un nuevo motor SIDI Ecotec de inyección directa turboalimentado de 1,6 L y 170 CV de la nueva familia de motores MGE.

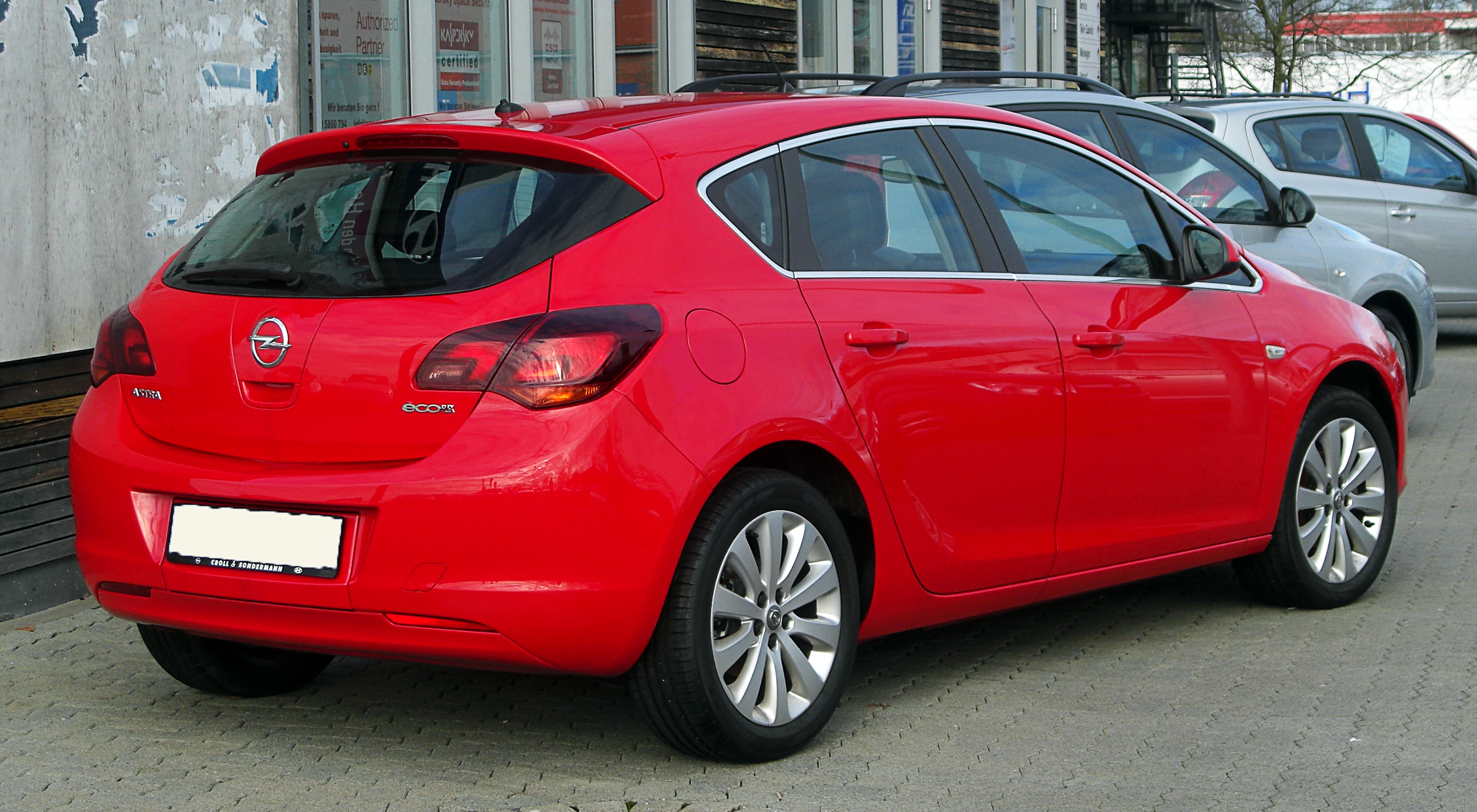
Opel Astra J 5p
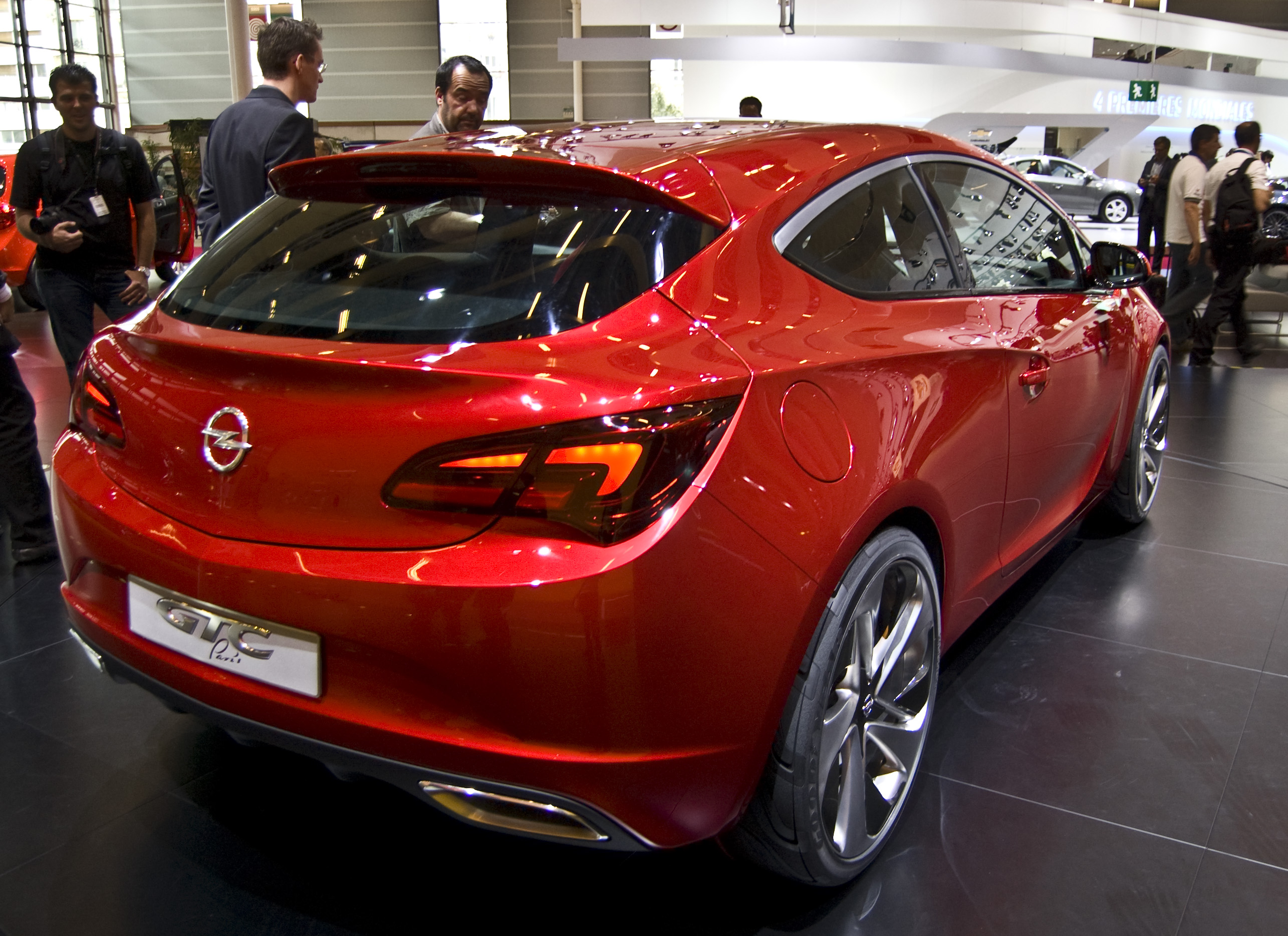
Opel Astra J Concept GTC
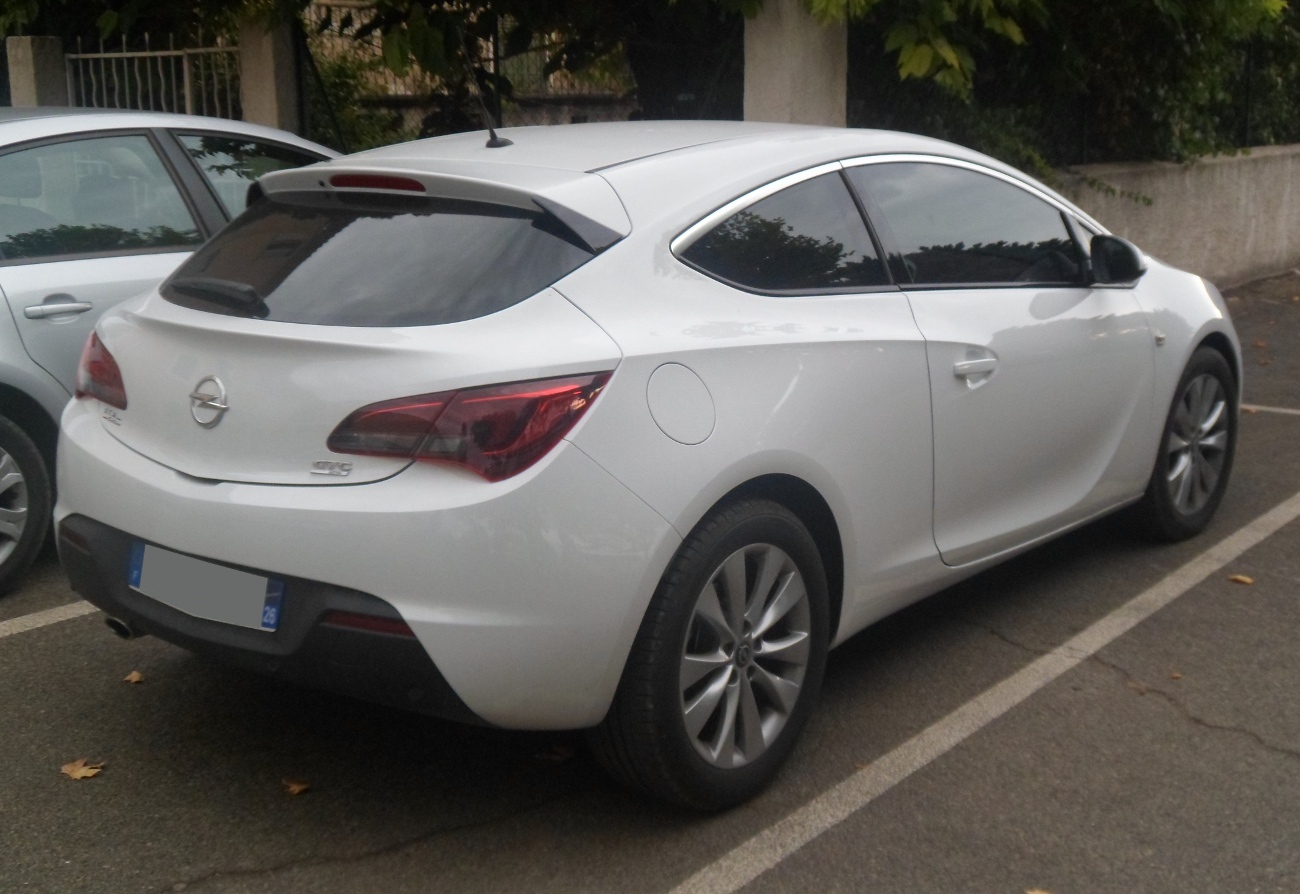
Opel Astra J GTC
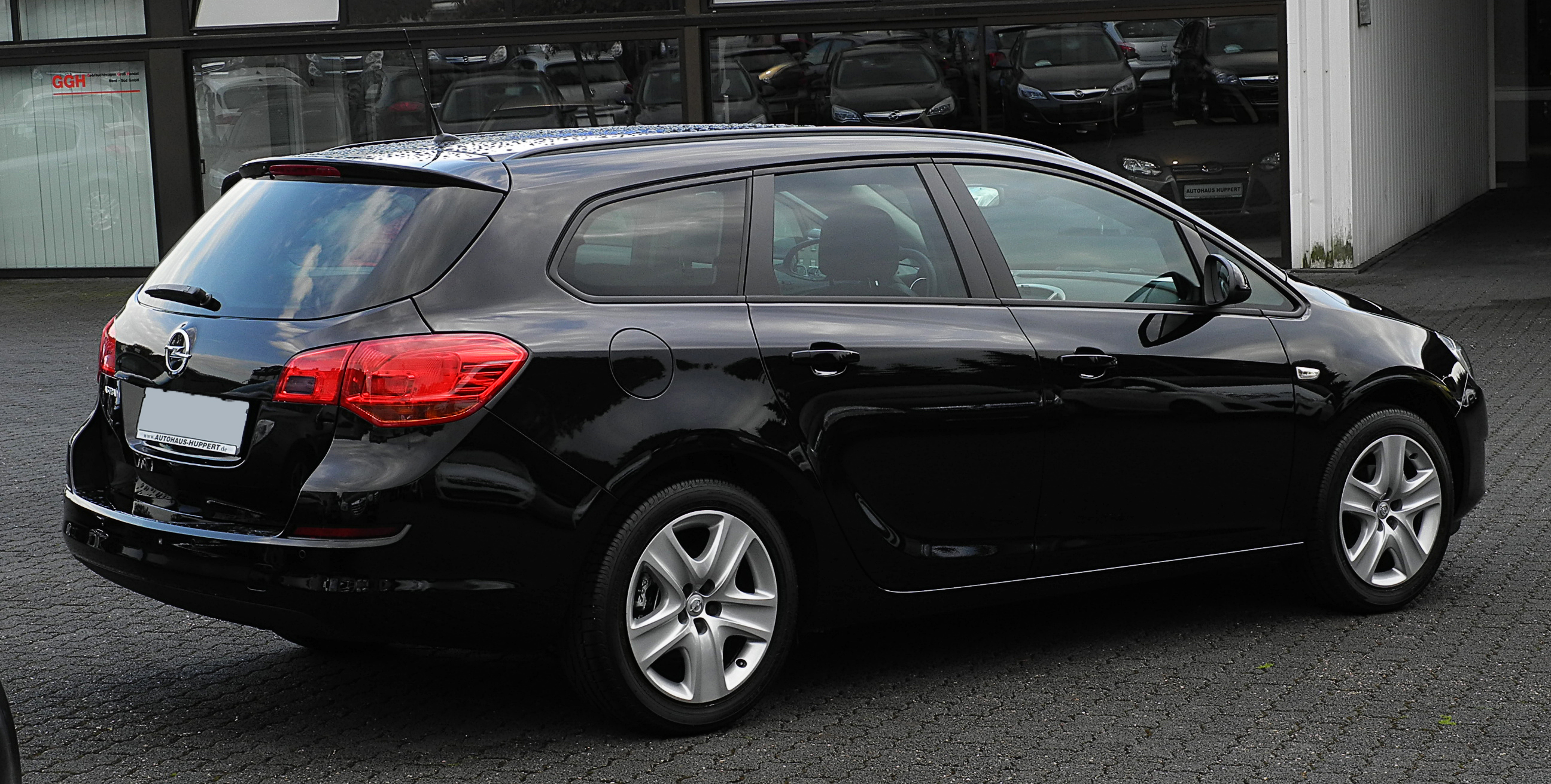
Opel Astra J Sport Tourer
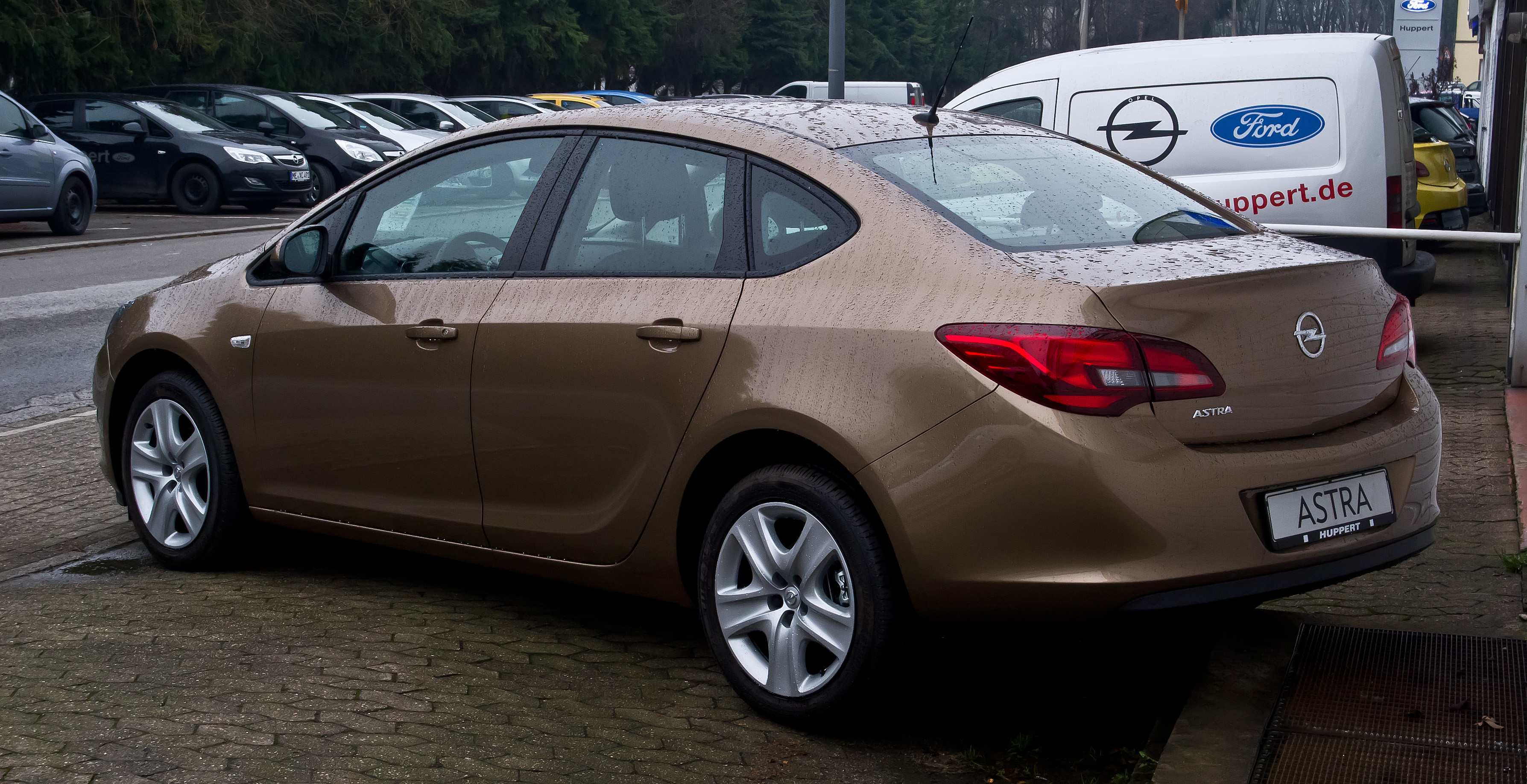
Astra J sedan

### GTC
En julio de 2011 se presentó una versión de 3 puertas, denominada Astra GTC. Exteriormente, conserva muy pocos elementos de diseño del antiguo modelo de 5 puertas. Presenta una apariencia más deportiva, con un chasis mucho más esculpido. Incorpora la suspensión delantera HiPerStrut del Opel Insignia OPC, que ayuda a aliviar el par motor. La suspensión trasera utiliza una articulación de Watt para minimizar el movimiento lateral del eje. La distancia entre ejes se ha ampliado para acomodar neumáticos más anchos y de perfil bajo. Al igual que el Astra H GTC, está disponible como opción un parabrisas panorámico. El Astra GTC obtuvo una calificación de 5 estrellas por su rendimiento en las pruebas de seguridad Euro NCAP. A finales de 2013, un nuevo motor 1.6 Turbo EcoTec de 200 CV sustituyó al antiguo motor de 180 CV de la misma cilindrada, lo que significa que el 1.6 Turbo sustituye al BiTurbo Diésel como el modelo sin OPC más rápido de la gama.
El GTC se fabrica en Gliwice, Polonia, con una gama de modelos y motores de gasolina y diésel. En el Reino Unido, el GTC incluye los modelos SRi y VXR. La producción continuó junto con el Astra K cuando se presentó en 2015, y simultáneamente se eliminó el nombre Astra para simplemente llamarse GTC. En 2018, el modelo se discontinuó.

#### Versiones y colores
Hay tres modelos: el GTC, el Sport, el SRi, el Limited Edition y el VXR. Los colores disponibles son el Rojo Poder (Sólido), el Blanco Cumbre y el Amarillo Llama (Brillante), el Gris Granito, el Azul Cielo Oscuro, el Carbon Flash, el Plata Soberano y el Plata Flip Chip (Metalizado), y el Verde Esmeralda y el Gris Asteroid (Perlado). El VXR también está disponible en Azul Flash.

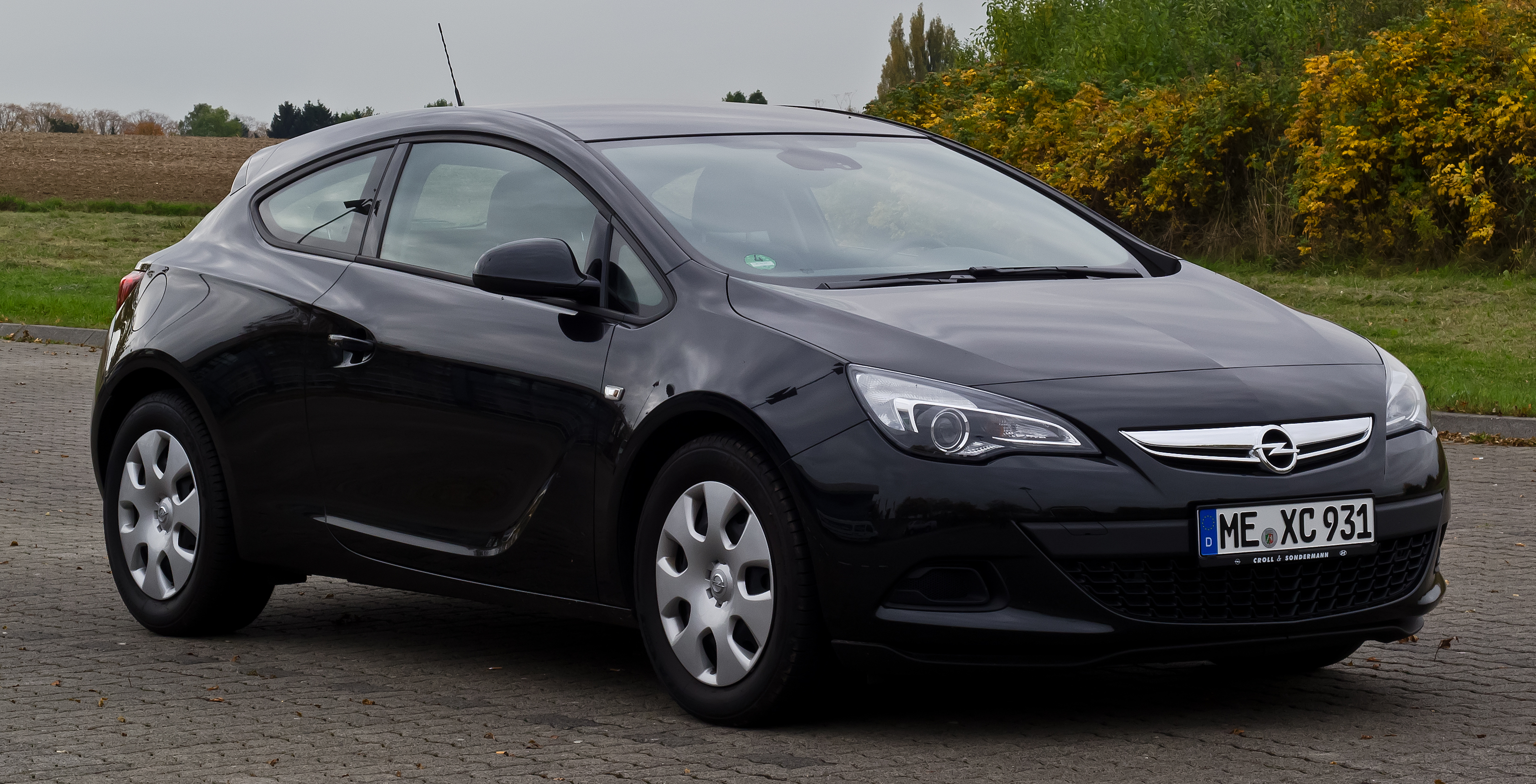
Opel Astra J GTC
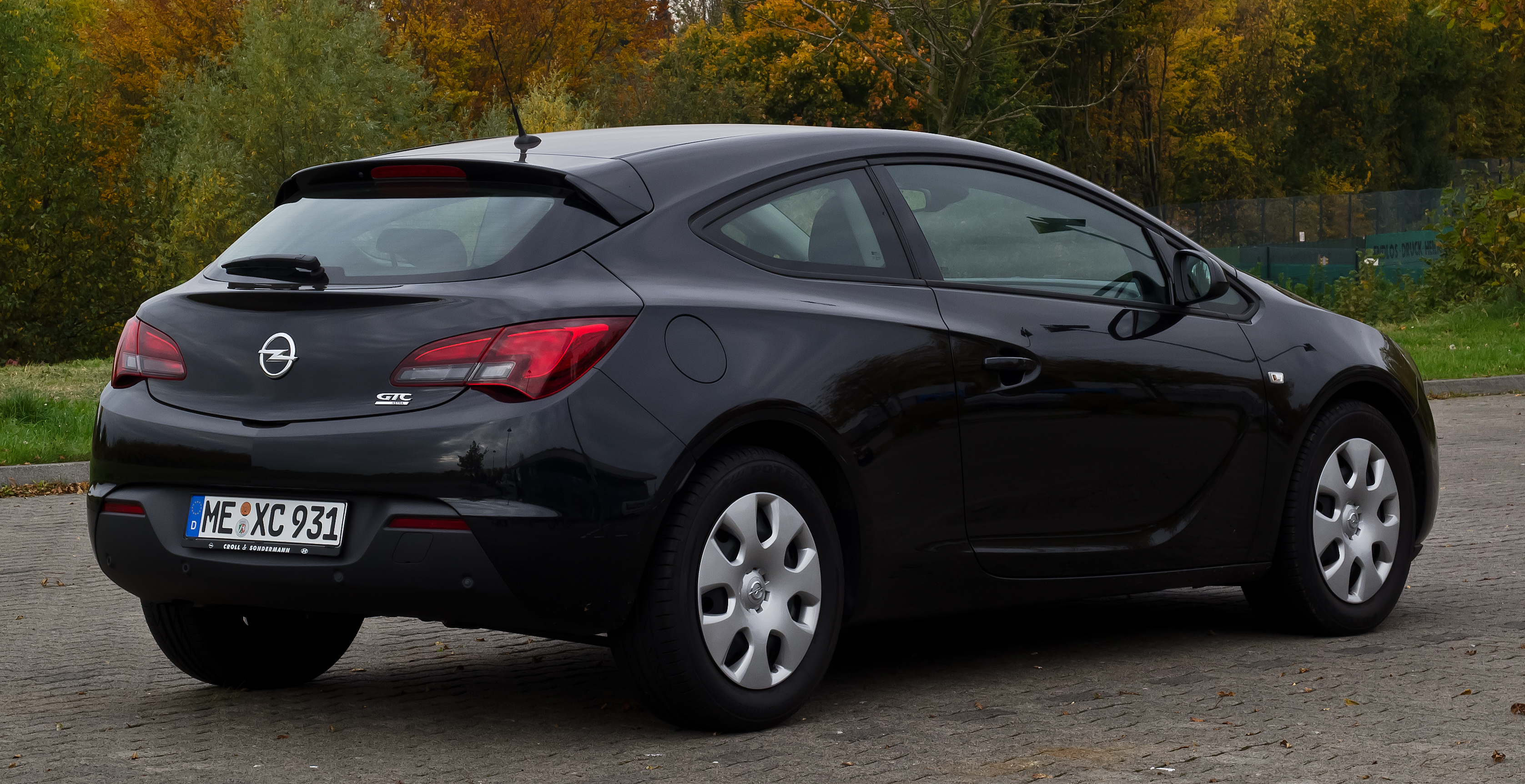
Opel Astra J GTC
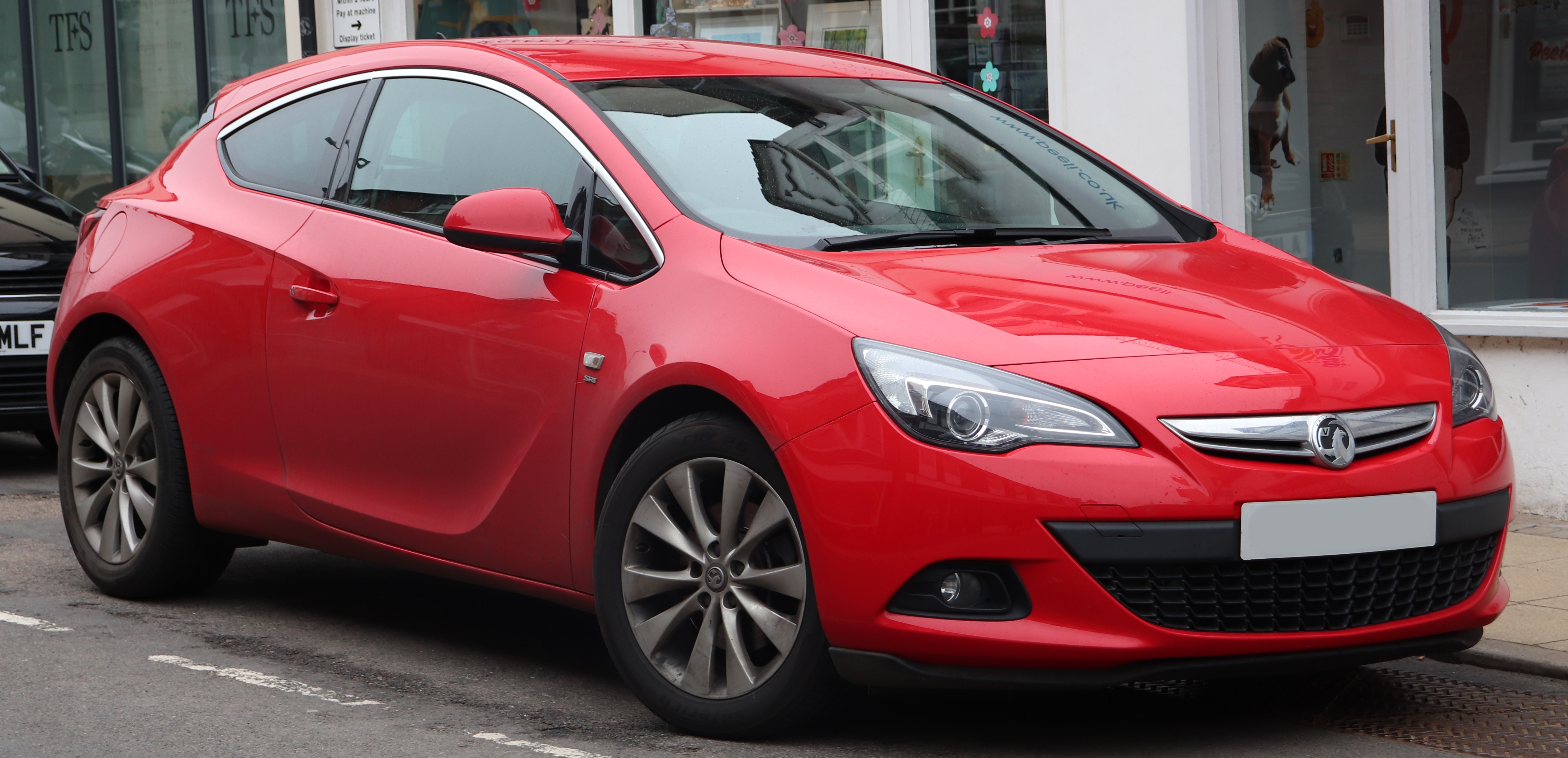
Vauxhall Astra Mk6 GTC
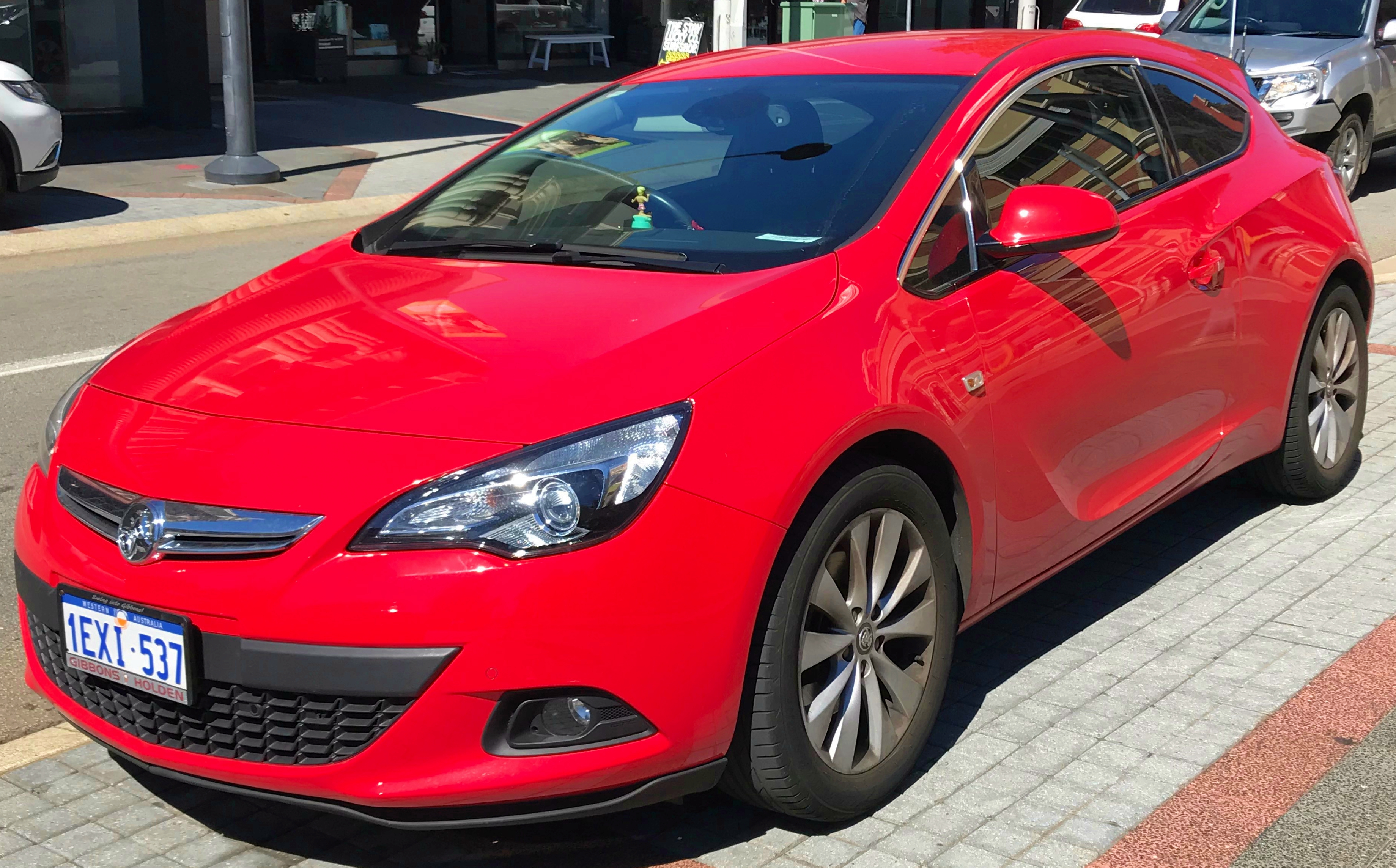
Holden Astra GTC

### OPC
El acabado OPC del Astra GTC está disponible desde 2012. Este coche incorpora un motor turboalimentado de 2,0 L con inyección directa y una potencia de 206 kW (280,1 CV; 276,3 HP) y un par motor de 400 N·m (295 lb·pie), suspensión delantera HiPerStrut, diferencial de deslizamiento limitado mecánico, suspensión activa FlexRide controlada electrónicamente y asientos deportivos estilo Recaro, insignia OPC en el pomo de la palanca de cambios, el volante y los diales de instrumentos, y parachoques delantero y trasero diferentes y distintivos, alerón trasero de serie y alerón OPC opcional en comparación con la versión GTC. Viene con llantas de aleación de 19 pulgadas de serie y llantas de aleación de 20 pulgadas opcionales que son más ligeras que las de 19 pulgadas. El tiempo de 0 a 100 km/h (62 mph) es de 6 segundos y la velocidad máxima está limitada a 250 km/h (155 mph).

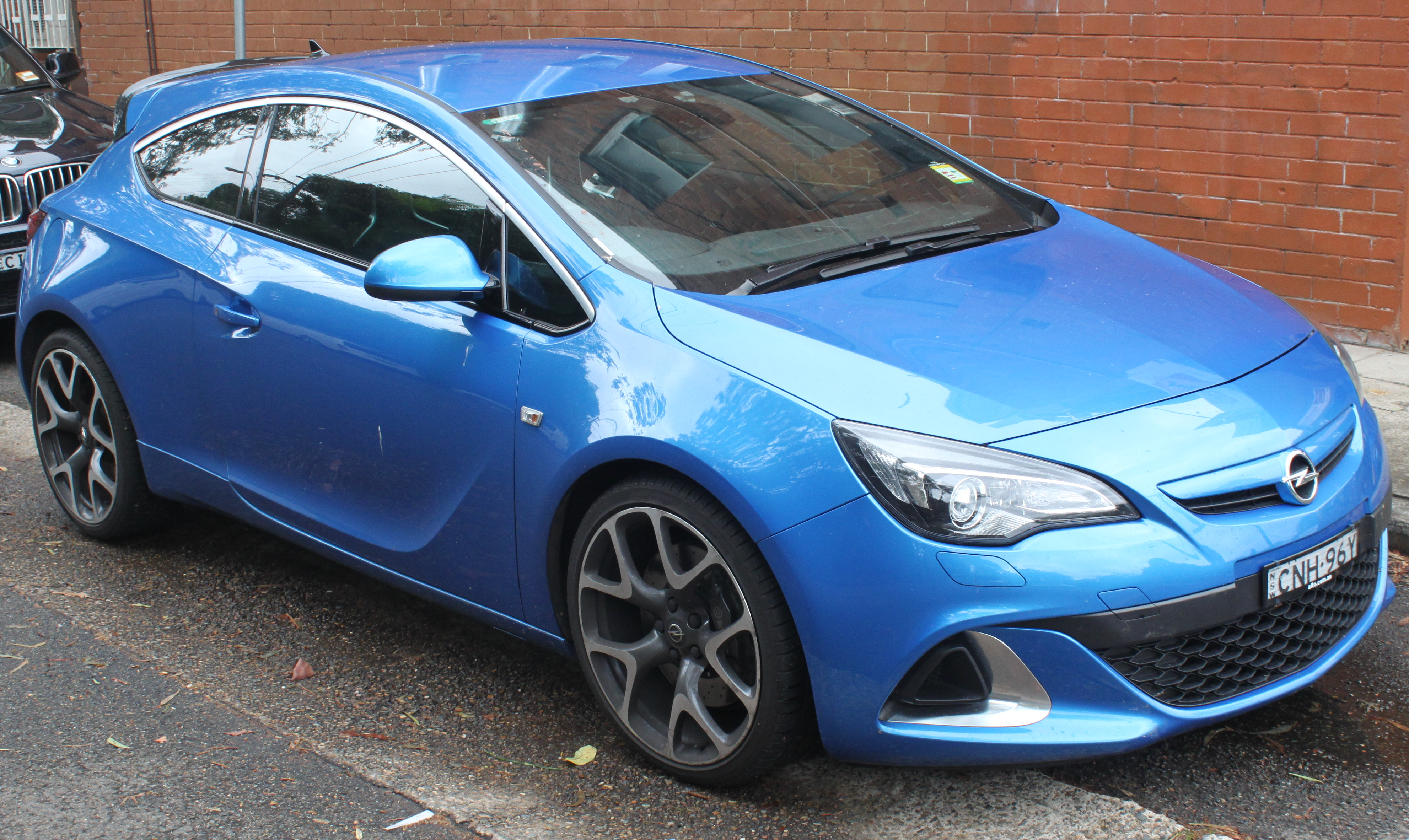
Opel Astra J OPC
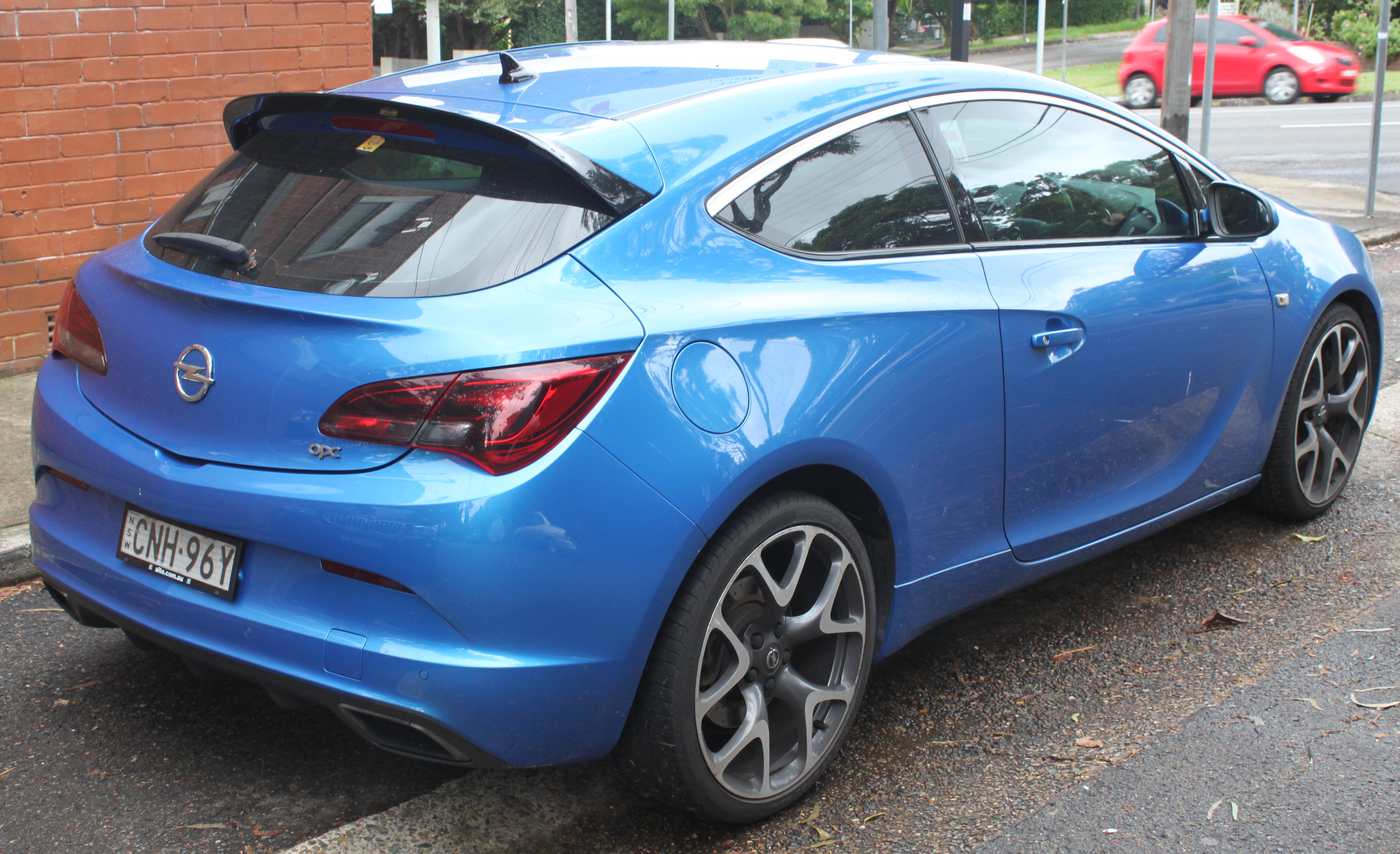
Vista trasera
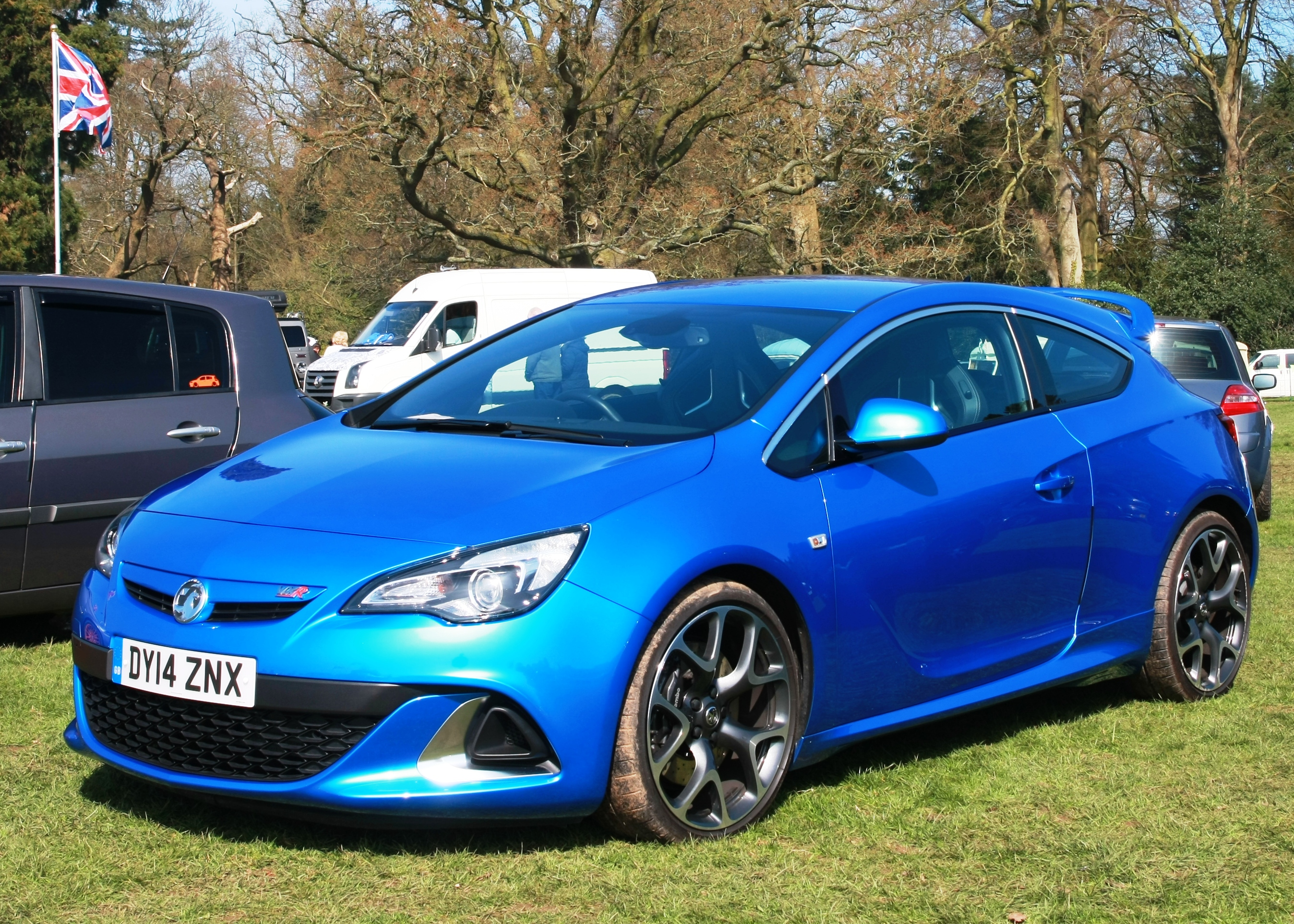
Vauxhall Astra VXR para el mercado británico
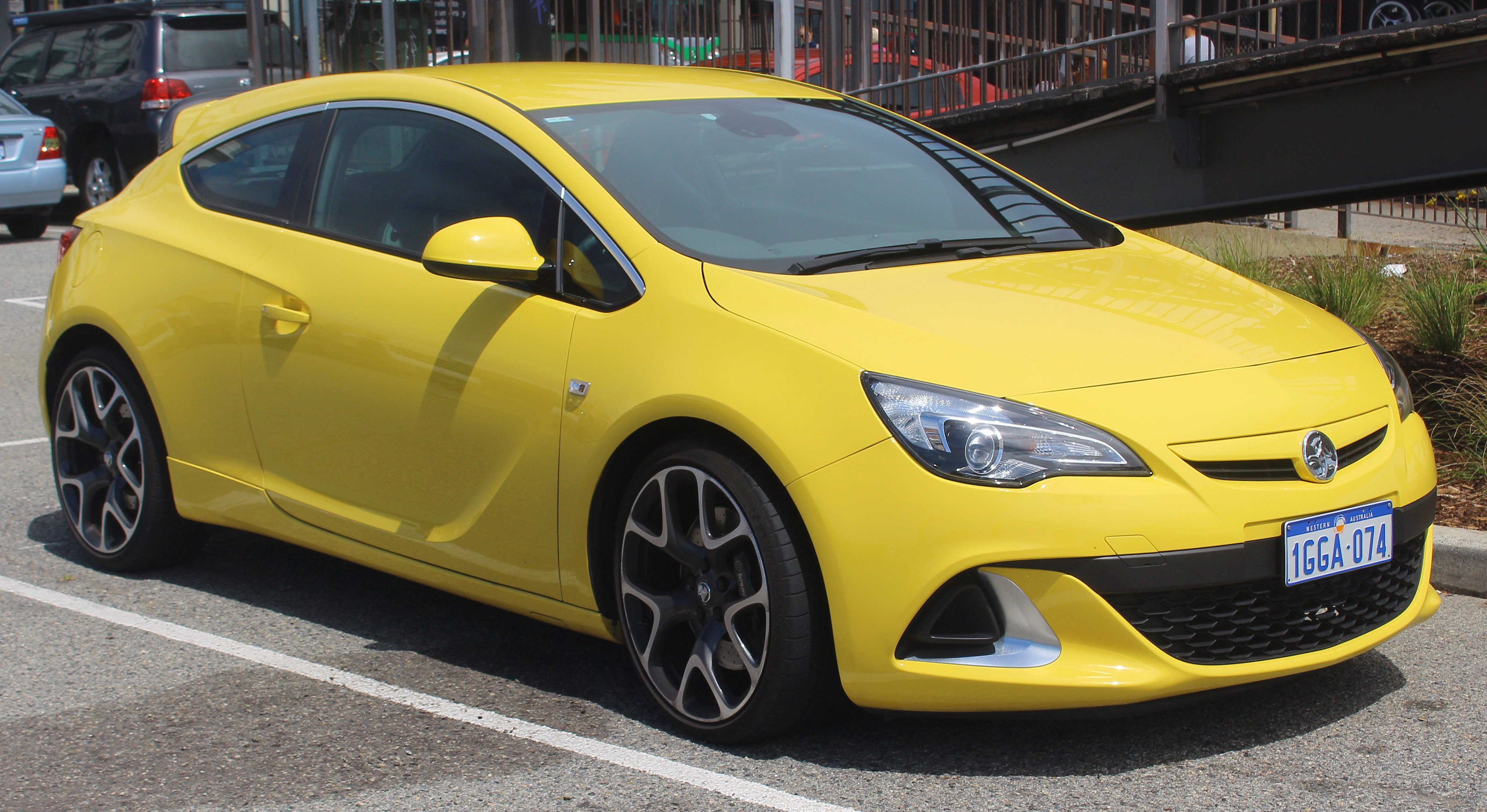
Holden Astra VXR (Australia)

### Astravan
Esta generación del Astra no estaba disponible como versión comercial del Astravan. Sin embargo, en los Países Bajos, el Astra Sports Tourer estaba disponible como Astravan mediante pedido especial.

### Motorizaciones
En su lanzamiento, la gama de motores se compone entre otros de un 1.4 litros atmosférico de 100CV, un 1.4 litros turboalimentado de 140CV, un 1.6 litros atmosférico de 116CV y un 1.6 litros turboalimentado de 180CV, todos ellos de gasolina, así como de un diésel de 1.3 litros y 95CV el cual dejará de fabricarse en 2011 y dos motores de 1.7 litros, 110CV y 125CV, respectivamente de origen Isuzu; además de un 2.0 litros de 160CV de origen Fiat. 
El Astra GTC dispone de toda la gama de motores excepto el 1.4 (hasta el año 2013 en el cual finaliza la producción del motor en el astra) 1.6 atmosféricos y el 1.7CDTI de 110CV (luego sustituido por el 1.6CDTI de 110cv)
El nuevo Astra Sedán aparece en el año 2012 junto con una reestilización en la parte delantera del vehículo que se aplica a todos los modelos del astra (calandra con logo ahora más centrado, nuevos intermitentes y antinieblas delanteros que ahora no están juntos dentro del mismo faro y la parte central del parachoques delantero ahora no estará pintada del color carrocería). Ahora llevarán tiradores de las puertas cromados en su gama excellence (sólo desde agosto de 2012 hasta noviembre de 2013 aproximadamente llevan los tiradores cromados). El Astra Sedán se venderá con 6 motores entre sus opciones, aunque en España solo se venderán 5: El 1.6 de 115cv y 155Nm, 1.4 turbo de 140cv y 200Nm, 1.4 turbo GLP, 1.7CDTI de 110cv y 260Nm, 1.7CDTI de 131cv y 300Nm
Además se vendió en el sedán un 1.6 Turbo de 180CV y 230Nm (solo en el año 2012 y no vendido en España) hasta la aparición del nuevo motor 1.6 SIDI Turbo de inyección directa y 170CV que mejoraba el par motor y consumos. Este nuevo motor no se incorporó en el sedán.
En el año 2012 los motores 1.7CDTI aumentan su par motor y potencia de 125CV y 280Nm a 131CV y 300Nm y los motores 2.0 CDTI aumentan su potencia de 160cv a 165cv (fueron las últimas mejoras antes de hacer cambios en los motores entre 2014 y 2015, ya que los 1.7CDTI fueron sustituidos por los 1.6CDTI de 110cv y 136cv y el 2.0CDTI de 165cv fue sustituido por el 1.6CDTI BiTurbo de 160cv). Todos serán de cuatro cilindros en línea y cumplirán la norma de contaminación Euro V. Se rumorea sobre un posible sistema de tracción integral opcional. Más adelante se espera que se amplíe la gama llegando a ser tan extensa como el modelo anterior, también se espera un Astra ecoFLEX más amigable con el medio ambiente, el cual añade en el cuentarevoluciones una línea verde para conseguir buenos consumos (esto es a lo que está enfocado el ecoFLEX). El logo ecoFLEX solo es visible en los astra 1.6 CDTI de 110cv matriculados entre el 2014 y primeros de 2015. Posteriormente sólo anunciaban CDTI en lugar de ecoFLEX.
En cuanto a transmisiones de momento el Astra solo puede asociarse a tracción delantera con una caja manual de 5 velocidades para el 1.4 atmosférico y el diésel 1.3 CDTI, automática con mando secuencial de 6 velocidades (para el 1.6i, el 1.6 Turbo y el 2.0 CDTI) y manual de 6 velocidades para el resto.
En febrero de 2014, Opel presentó su nuevo motor: el GM Medium Diesel, el llamado motor "diésel silencioso" 1.6 CDTI con 136 CV, y más tarde con 110 CV.
| Motores de gasolina            | Motores de gasolina   | Motores de gasolina                               | Motores de gasolina        | Motores de gasolina                               | Motores de gasolina                               | Motores de gasolina                               | Motores de gasolina                           | Motores de gasolina | Motores de gasolina | Motores de gasolina | Motores de gasolina | Motores de gasolina | Motores de gasolina | Motores de gasolina | Motores de gasolina | Motores de gasolina | Motores de gasolina | Motores de gasolina | Motores de gasolina |           |
|                                | 1.4                   | 1.6                                               | 1.4 Turbo                  | 1.4 Turbo                                         | 1.6 SIDI                                          | 1.6 Turbo                                         | 2.0 SIDI (OPC)                                |                     |                     |                     |                     |                     |                     |                     |                     |                     |                     |                     |                     |           |
| ------------------------------ | --------------------- | ------------------------------------------------- | -------------------------- | ------------------------------------------------- | ------------------------------------------------- | ------------------------------------------------- | --------------------------------------------- | ------------------- | ------------------- | ------------------- | ------------------- | ------------------- | ------------------- | ------------------- | ------------------- | ------------------- | ------------------- | ------------------- | ------------------- | --------- |
| Periodo                        | 2009-2013             | 2009-2018                                         | 2010-2018                  | 2009-2018                                         | 2012-2018                                         | 2009-2012                                         | 2012-2018                                     |                     |                     |                     |                     |                     |                     |                     |                     |                     |                     |                     |                     |           |
| Identificación del motor       | A14 XER               | A16 XER                                           | A14 NEL                    | A14 NET                                           | A16 XHT                                           | A16 LET                                           | B20 NFT                                       |                     |                     |                     |                     |                     |                     |                     |                     |                     |                     |                     |                     |           |
| Tipo de motor                  | L4 16v                | L4 16v                                            | L4 16v, turbo, intercooler | L4 16v, turbo, intercooler                        | L4 16v, inyección directa, turbo, intercooler     | L4 16v, turbo, intercooler                        | L4 16v, inyección directa, turbo, intercooler |                     |                     |                     |                     |                     |                     |                     |                     |                     |                     |                     |                     |           |
| Diámetro x carrera             | 73.4 mm × 82.6 mm     | 79.0 mm × 81.5 mm                                 | 72.5 mm × 82.6 mm          | 72.5 mm × 82.6 mm                                 | 79.0 mm × 81.5 mm                                 | 79.0 mm × 81.5 mm                                 | 86.0 mm × 86.0 mm                             |                     |                     |                     |                     |                     |                     |                     |                     |                     |                     |                     |                     |           |
| Cilindrada                     | 1398 cm³              | 1598 cm³                                          | 1364 cm³                   | 1364 cm³                                          | 1598 cm³                                          | 1598 cm³                                          | 1998 cm³                                      |                     |                     |                     |                     |                     |                     |                     |                     |                     |                     |                     |                     |           |
| Relación de compresión         | 10.5: 1               | 10.8: 1                                           | 9.5: 1                     | 9.5: 1                                            | 10.5: 1                                           | 8.8: 1                                            | 9.5: 1                                        |                     |                     |                     |                     |                     |                     |                     |                     |                     |                     |                     |                     |           |
| Potencia máxima: CV (kW) @ rpm | 100 CV (74 kW) @ 6000 | 115 CV (85 kW) @ 6000                             | 120 CV (88 kW) @ 4200-6000 | 140 CV (103 kW) @ 4900-6000                       | 170 CV (125 kW) @ 6000                            | 180 CV (132 kW) @ 5500                            | 280 CV (206 kW) @ 5500-6000                   |                     |                     |                     |                     |                     |                     |                     |                     |                     |                     |                     |                     |           |
| Par máximo: Nm @ rpm           | 130 Nm @ 4000         | 155 Nm @ 4000                                     | 200 Nm @ 1850-4200         | 200 Nm @ 1850-4900                                | 260 Nm @ 1650-3200                                | 230 Nm @ 2200-5400                                | 400 Nm @ 2500-4500                            |                     |                     |                     |                     |                     |                     |                     |                     |                     |                     |                     |                     |           |
| Tracción                       | Delantera             | Delantera                                         | Delantera                  | Delantera                                         | Delantera                                         | Delantera                                         | Delantera                                     | Delantera           | Delantera           | Delantera           | Delantera           | Delantera           | Delantera           | Delantera           | Delantera           | Delantera           | Delantera           | Delantera           | Delantera           | Delantera |
| Transmisión                    | Manual, 5 velocidades | Manual, 5 velocidades / Automática, 6 velocidades | Manual, 6 velocidades      | Manual, 6 velocidades / Automática, 6 velocidades | Manual, 6 velocidades / Automática, 6 velocidades | Manual, 6 velocidades / Automática, 6 velocidades | Manual, 6 velocidades                         |                     |                     |                     |                     |                     |                     |                     |                     |                     |                     |                     |                     |           |
| Aceleración 0–100 km/h         | 13.9 s                | 11.7 s                                            | 11.0 s                     | 9.9 s                                             | 8.7 s                                             | 8.5 s                                             | 6.0 s                                         |                     |                     |                     |                     |                     |                     |                     |                     |                     |                     |                     |                     |           |
| Velocidad máxima               | 174 km/h              | 188 km/h                                          | 192 km/h                   | 202 km/h                                          | 220 km/h                                          | 221 km/h                                          | 250 km/h                                      |                     |                     |                     |                     |                     |                     |                     |                     |                     |                     |                     |                     |           |
| Consumo combinado (L/100 km)   | 5.5                   | 6.3                                               | 5.9                        | 5.9                                               | 5.9                                               | 6.8                                               | 8.1                                           |                     |                     |                     |                     |                     |                     |                     |                     |                     |                     |                     |                     |           |

| Periodo                        | 2009-2013                                                  | 2014-2018                                                  | 2014-2018                                                  | 2009-2011                                                  | 2011-2014                                                  | 2009-2012                                                  | 2011-2014                                                  | 2009-2011                                                  | 2011-2015                                                  | 2012-2015                                                    |           |           |           |           |           |
| Identificación del motor       | A13 DTE                                                    | B16 DTL                                                    | B16 DTH                                                    | A17 DTJ                                                    | A17 DTC, A17 DTE                                           | A17 DTR                                                    | A17 DTF, A17 DTS                                           | A20 DTH                                                    | A20 DTH                                                    | A20 DTR                                                      |           |           |           |           |           |
| Tipo de motor                  | L4 16v, inyección directa, Common-Rail, turbo, intercooler | L4 16v, inyección directa, Common-Rail, turbo, intercooler | L4 16v, inyección directa, Common-Rail, turbo, intercooler | L4 16v, inyección directa, Common-Rail, turbo, intercooler | L4 16v, inyección directa, Common-Rail, turbo, intercooler | L4 16v, inyección directa, Common-Rail, turbo, intercooler | L4 16v, inyección directa, Common-Rail, turbo, intercooler | L4 16v, inyección directa, Common-Rail, turbo, intercooler | L4 16v, inyección directa, Common-Rail, turbo, intercooler | L4 16v, inyección directa, Common-Rail, biturbo, intercooler |           |           |           |           |           |
| Diámetro x carrera             | 80.0 mm × 82.5 mm                                          | 79.7 mm × 80.1 mm                                          | 79.7 mm × 80.1 mm                                          | 79.0 mm × 86.0 mm                                          | 79.0 mm × 86.0 mm                                          | 79.0 mm × 86.0 mm                                          | 79.0 mm × 86.0 mm                                          | 83.0 mm × 90.4 mm                                          | 83.0 mm × 90.4 mm                                          | 83.0 mm × 90.4 mm                                            |           |           |           |           |           |
| Cilindrada                     | 1248 cm³                                                   | 1598 cm³                                                   | 1598 cm³                                                   | 1686 cm³                                                   | 1686 cm³                                                   | 1686 cm³                                                   | 1686 cm³                                                   | 1956 cm³                                                   | 1956 cm³                                                   | 1956 cm³                                                     |           |           |           |           |           |
| Relación de compresión         | 16.8: 1                                                    | 16.0: 1                                                    | 16.0: 1                                                    | 18.4: 1                                                    | 18.4: 1                                                    | 18.2: 1                                                    | 18.2: 1                                                    | 16.5: 1                                                    | 16.5: 1                                                    | 16.5: 1                                                      |           |           |           |           |           |
| Potencia máxima: CV (kW) @ rpm | 95 CV (70 kW) @ 4000                                       | 110 CV (81 kW) @ 3500-4000                                 | 136 CV (100 kW) @ 3500-4000                                | 110 CV (81 kW) @ 3800                                      | 110 CV (81 kW) @ 4000                                      | 125 CV (92 kW) @ 4000                                      | 130 CV (96 kW) @ 4000                                      | 160 CV (118 kW) @ 4000                                     | 165 CV (121 kW) @ 4000                                     | 195 CV (143 kW) @ 4000                                       |           |           |           |           |           |
| Par máximo: Nm @ rpm           | 190 Nm @ 1750-3250                                         | 300 Nm @ 1750-2500                                         | 320 Nm @ 2000                                              | 260 Nm @ 1700-2550                                         | 280 Nm @ 1750-2500                                         | 280 Nm @ 2000-2700                                         | 300 Nm @ 2000-2500                                         | 350 Nm @ 1750-2500                                         | 350 Nm @ 1750-2500                                         | 400 Nm @ 1750-2500                                           |           |           |           |           |           |
| Tracción                       | Delantera                                                  | Delantera                                                  | Delantera                                                  | Delantera                                                  | Delantera                                                  | Delantera                                                  | Delantera                                                  | Delantera                                                  | Delantera                                                  | Delantera                                                    | Delantera | Delantera | Delantera | Delantera | Delantera |
| Transmisión                    | Manual, 6 velocidades                                      | Manual, 6 velocidades                                      | Manual, 6 velocidades                                      | Manual, 6 velocidades                                      | Manual, 6 velocidades                                      | Manual, 6 velocidades                                      | Manual, 6 velocidades                                      | Manual, 6 velocidades / Automática, 6 velocidades          | Manual, 6 velocidades / Automática, 6 velocidades          | Manual, 6 velocidades                                        |           |           |           |           |           |
| Aceleración 0–100 km/h         | 14.5 s                                                     | 12.0 s                                                     | 10.3 s                                                     | 12.6 s                                                     | 12.3 s                                                     | 11.5 s                                                     | 10.6 s                                                     | 8.8 s                                                      | 8.8 s                                                      | 7.7 s                                                        |           |           |           |           |           |
| Velocidad máxima               | 175 km/h                                                   | 186 km/h                                                   | 200 km/h                                                   | 181 km/h                                                   | 195 km/h                                                   | 195 km/h                                                   | 198 km/h                                                   | 215 km/h                                                   | 215 km/h                                                   | 226 km/h                                                     |           |           |           |           |           |
| Consumo combinado (L/100 km)   | 4.1                                                        | 3.7                                                        | 3.9                                                        | 4.5                                                        | 4.3                                                        | 4.5                                                        | 4.3                                                        | 4.9                                                        | 4.9                                                        | 5.1                                                          |           |           |           |           |           |

## Astra K (2015-2021) (B15)

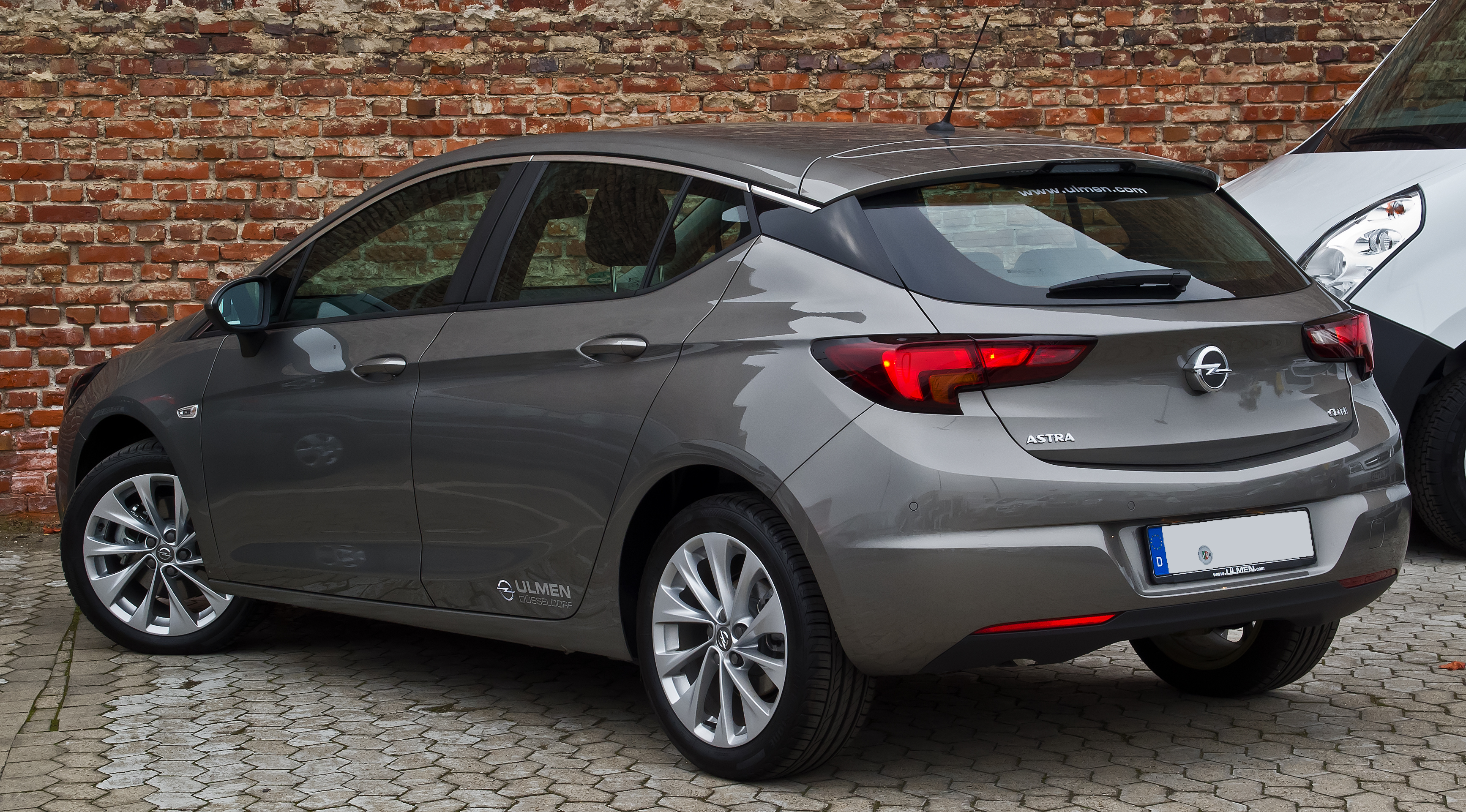
Opel Astra 1.6 CDTI ecoFLEX Edition

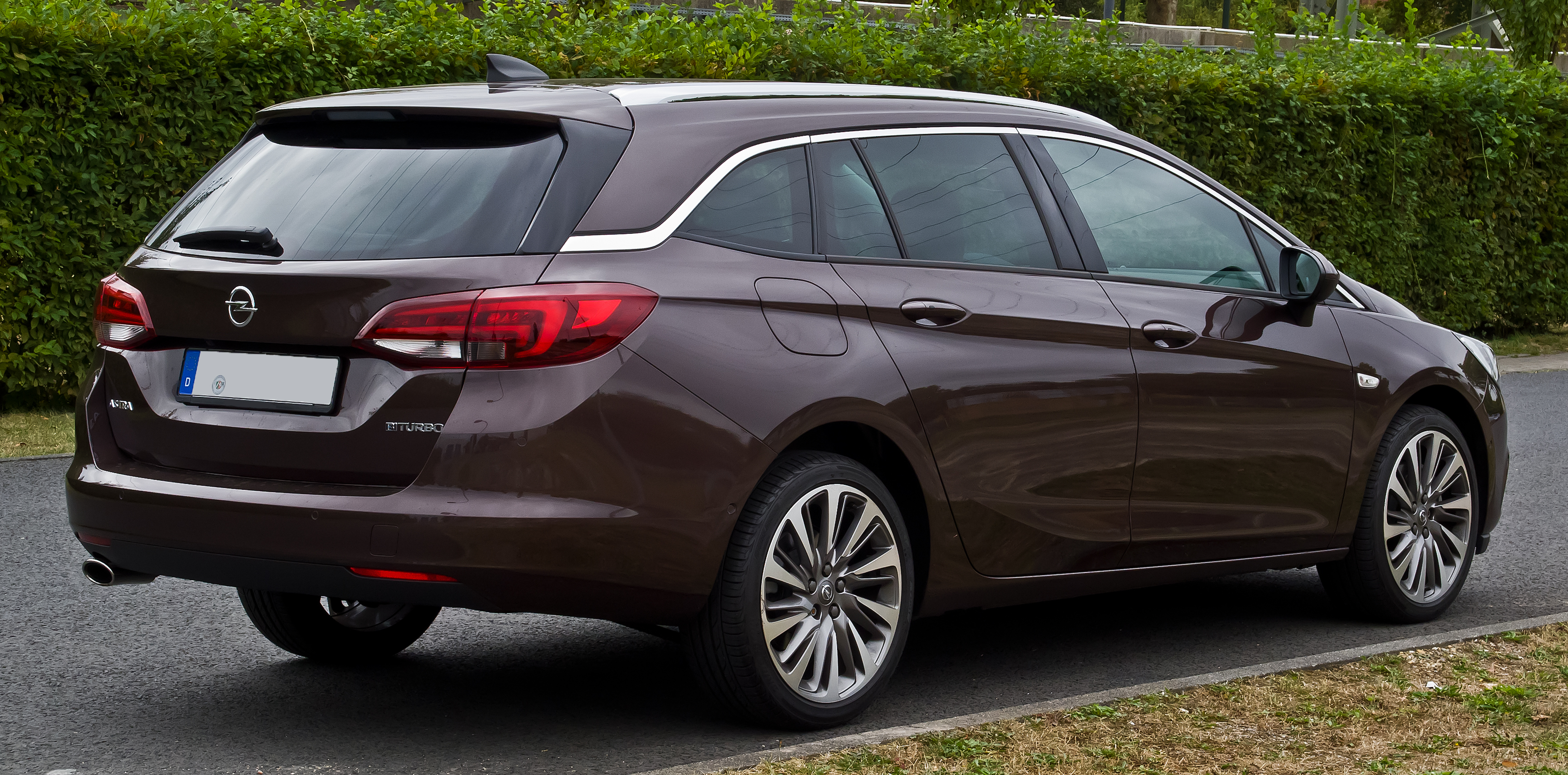
Opel Astra 1.6 BiTurbo CDTI ecoFLEX Innovation Sports Tourer

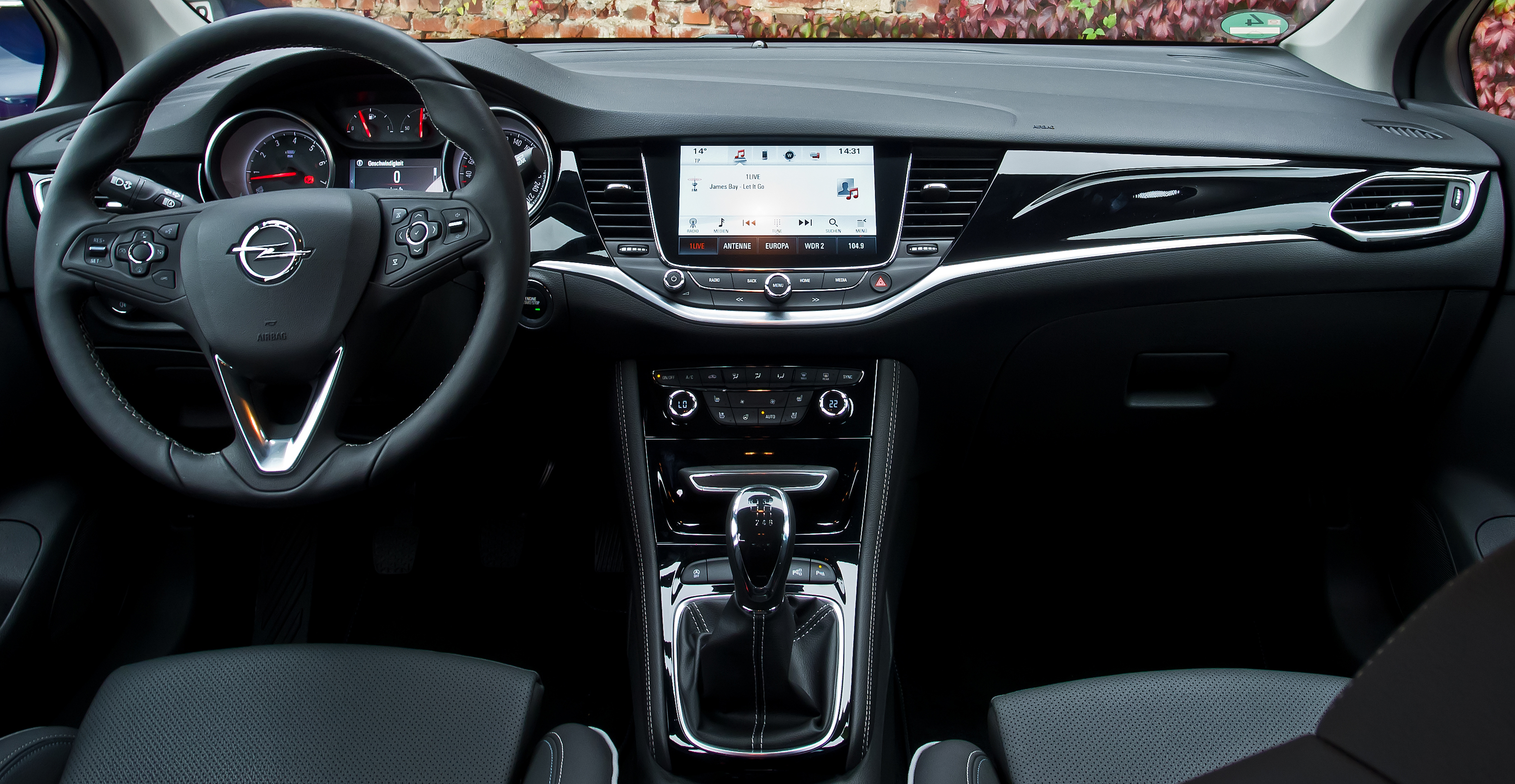
Interior

Opel lanzó el Astra K en el Salón del Automóvil de Frankfurt en septiembre de 2015 para el año modelo 2016. 
El Astra K es más pequeño (5 cm) y más ligero (hasta 200 kg) en comparación con el Astra J. Aunque es más pequeño por fuera, Opel afirma que es más grande por dentro que el anterior Astra J. Dependiendo del modelo y nivel de equipamiento es hasta 200 kilogramos - al menos 120 kilogramos - más ligero que su predecesor. La arquitectura del vehículo completamente nueva juega un papel importante en la reducción de peso. Todos los componentes se revisaron en busca de un diseño compacto y materiales livianos. El peso de la carrocería solo se redujo en un 20 por ciento de 357 a 280 kilogramos. Medidas adicionales relacionadas con el chasis dieron como resultado otros 50 kilogramos de reducción de peso; estos incluyen aceros de alta resistencia y ultra alta resistencia y bajo peso, bastidores auxiliares compactos, así como reducciones de peso en el eje delantero y trasero. La suspensión trasera es una viga de torsión (solo con varillaje Watts en los motores superiores) y puntales MacPherson en la parte delantera.
Los motores disponibles son motores de gasolina 1.0 de 3 cilindros, 1.4 de 4 cilindros y diésel de 1.6 litros. Estará disponible con nuevas técnicas de luz frontal full-led. Una pantalla en el tablero que se conecta a Android o iPhone viene de serie. Este sistema ya está disponible, tanto en el Corsa E como en el Adam.

### Motorizaciones
Los motores están disponibles con la transmisión manual de 5 o 6 velocidades, y la transmisión manual automatizada EasyTronic 3.0 de 5 velocidades recientemente desarrollada, que solo está disponible para el motor 1.0T SIDI. La única otra transmisión automática disponible, al comienzo de la producción, es la de 6 velocidades con modo de selección activa, que se podrá pedir a finales de 2015, para el 1.4 SIDI Turbo con 150 CV y el 1.6 CDTI con 136 CV. Los compradores pueden elegir el sistema Start / Stop para todos los motores como una característica adicional, excepto el 1.0T que tendrá el sistema de serie.
Todos los motores son nuevos y desarrollados recientemente por Opel: 1.0T SIDI, 1.4T SIDI (que ve su debut en el Astra K en 2015) y la versión de aspiración natural (que estará disponible más adelante en 2015), y los siguientes: llamado "Whisper diesel" 1.6 CDTI. Todos los motores de gasolina con turbocompresor utilizan el sistema de combustible de inyección directa.
Opel ofrece la gama ecoFLEX para motores 1.0T, 1.4T y 1.6 CDTI que tienen la misma potencia, pero menos emisiones de CO2 (g / km) y un menor consumo de combustible. Toda la gama ecoFLEX tiene Start / Stop de serie, neumáticos de baja resistencia a la rodadura y ajustes aerodinámicos para reducir la resistencia y reducir las emisiones de CO2. La versión 1.4T SIDI ecoFLEX tiene menos torque, nominal de 230 N · m (170 lb · pie) a 2.000-4.000 rpm.
En 2019, Opel anunció el cambio a los nuevos motores de gasolina GM E-Turbo de 1.2 litros, 1.4 litros de tres cilindros y diésel de 1.5 litros y tres cilindros. 

### Rediseño
Un lavado de cara del Opel Astra K lanzado alrededor del verano de 2019. Los cambios fueron mínimos, tanto en el interior como en el exterior; sin embargo, el Astra renovado luce una nueva parrilla delantera, nuevas luces traseras, así como un nuevo mecanismo de limpiaparabrisas, donde ambos limpiaparabrisas se controlan individualmente en lugar de una configuración vinculada como antes. 
El último Astra que se producirá en la fábrica de Gliwice salió de la línea de montaje el 30 de noviembre de 2021.Las últimas unidades fueron vendidas a principios de 2022. 

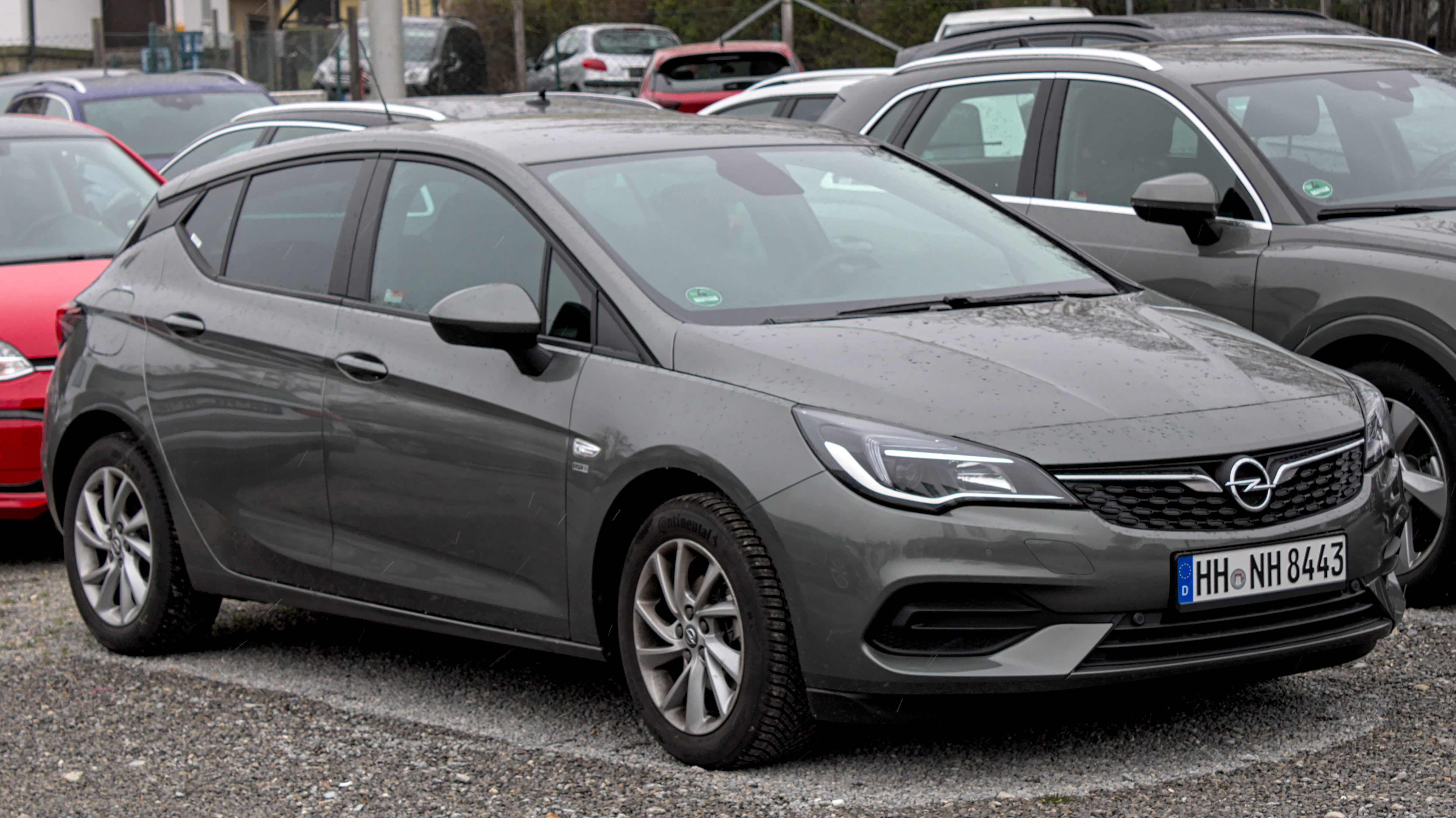
Rediseño (compacto)
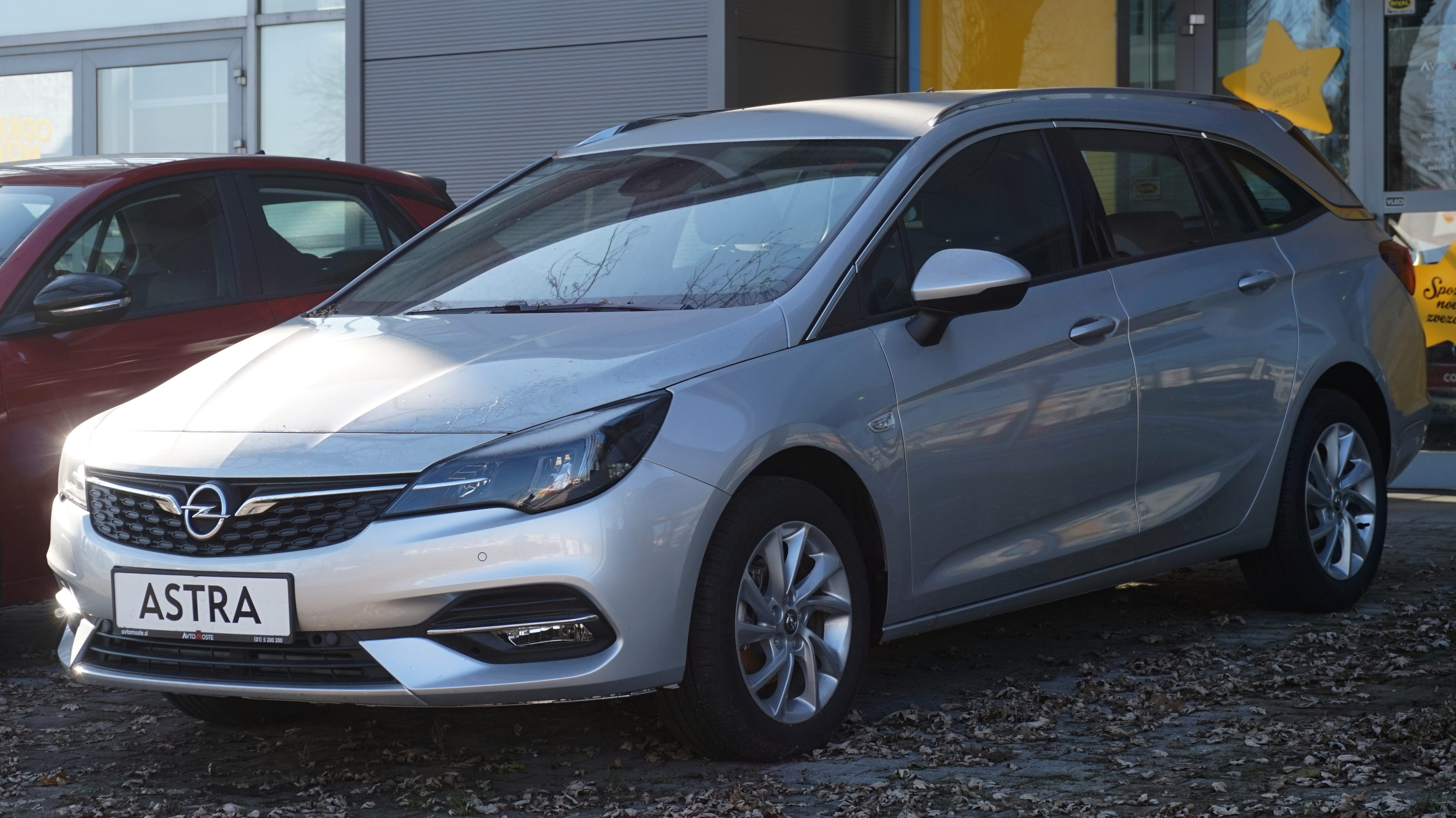
Rediseño (familiar)

| Motores de gasolina | Motores de gasolina | Motores de gasolina | Motores de gasolina                        | Motores de gasolina                                                                        | Motores de gasolina          | Motores de gasolina | Motores de gasolina |
| Modelo              | Motor               | Cilindrada          | Potencia                                   | Par motor                                                                                  | Caja de cambios              | Emisiones de CO2    | Periodo             |
| ------------------- | ------------------- | ------------------- | ------------------------------------------ | ------------------------------------------------------------------------------------------ | ---------------------------- | ------------------- | ------------------- |
| 1.0T SIDI S/S       | I3                  | 999 cc              | 105 CV (77 kW; 77 kW) at 5000 rpm          | 170 N·m (125 lb·pie) at 1800-4250 rpm                                                      |                              | 102-96 g/km         | 2015-2019           |
| 1.4                 | I4                  | 1399 cc             | 100 CV (74 kW; 74 kW) at 6000 rpm          | 130 N·m (96 lb·pie) at 4400 rpm                                                            |                              | 124 g/km            | 2015-2019           |
| 1.4 SIDI Turbo      | I4                  | 1399 cc             | 110 CV (81 kW; 81 kW) at 5600 rpm          | 200 N·m (148 lb·pie) at 2000-3600 rpm                                                      | GNC/Gasolina                 | 113 g/km            | 2015-2019           |
| 1.4 SIDI Turbo      | I4                  | 1399 cc             | 125 CV (92 kW; 92 kW) at 5600 rpm          | 245 N·m (181 lb·pie) at 2000-3500 rpm                                                      |                              | 114-129 g/km        | 2015-2019           |
| 1.4 SIDI Turbo      | I4                  | 1399 cc             | 150 CV (110 kW; 110 kW) at 6000 rpm        | 245 N·m (181 lb·pie) at 2000-3500 rpm                                                      |                              | 128-124 g/km        | 2015-2019           |
| 1.6 SIDI Turbo S/S  | I4                  | 1,598 cc            | 200 CV (147 kW; 147 kW) at 4,700-5,500 rpm | 280 N·m (207 lb·pie) at 1,650–3,500 rpm; overboost 300 N·m (221 lb·pie) at 1,700–4,700 rpm |                              | 139-142             | 2015-2019           |
| 1.2 Turbo           | I3                  | 1199 cc             | 110 CV (81 kW; 81 kW) at 4500 rpm          | 195 N·m (144 lb·pie) at 2000-3500 rpm                                                      | 6 velocidades manual         | 105-99 g/km         | 2019-2021           |
| 1.2 Turbo           | I3                  | 1199 cc             | 130 CV (96 kW) at 5500 rpm                 | 225 N·m (166 lb·pie) at 2000-3500 rpm                                                      | 6 velocidades manual         | 104-99 g/km         | 2019-2021           |
| 1.2 Turbo           | I3                  | 1199 cc             | 145 CV (107 kW; 107 kW) at 5500 rpm        | 225 N·m (166 lb·pie) at 2000-3500 rpm                                                      | 6 velocidades manual         | 105-99 g/km         | 2019-2021           |
| 1.4 Turbo S/S       | I3                  | 1342 cc             | 145 CV (107 kW; 107 kW) at 5500 rpm        | 236 N·m (174 lb·pie) at 1500-3500 rpm                                                      | 7 velocidades CVT automático | 116-114 g/km        | 2019-2021           |
| Motores diésel      |                     |                     |                                            |                                                                                            |                              |                     |                     |
| Modelo              | Motor               | Cilindrada          | Potencia                                   | Par motor                                                                                  | Caja de cambios              | Emisiones de CO2    | Periodo             |
| 1.6 CDTI            | I4                  | 1,598 cc            | 95 CV (70 kW; 70 kW) at 3,500 rpm          | 280 N·m (207 lb·pie) at 1500–1750 rpm                                                      |                              | 97-95 g/km          | 2015-2019           |
| 1.6 CDTI            | I4                  | 1,598 cc            | 110 CV (81 kW; 81 kW) at 3500 rpm          | 300 N·m (221 lb·pie) at 1750–2000 rpm                                                      |                              | 97-90 g/km          | 2015-2019           |
| 1.6 CDTI            | I4                  | 1,598 cc            | 136 CV (100 kW; 100 kW) at 3500-4000 rpm   | 320 N·m (236 lb·pie) at 2000–2250 rpm                                                      |                              | 103-99 g/km         | 2015-2019           |
| 1.6 CDTI Bi-Turbo   | I4                  | 1,598 cc            | 160 CV (118 kW; 118 kW) at 4000 rpm        | 350 N·m (258 lb·pie) at 1500-2250 rpm                                                      |                              | 110-107 g/km        | 2015-2019           |
| 1.5D CDTI S/S       | I3                  | 1496 cc             | 105 CV (77 kW; 77 kW) at 3250 rpm          | 260 N·m (192 lb·pie) at 1500-2500 rpm                                                      | 6 velocidades manual         | 94-90 g/km          | 2019-2021           |
| 1.5D CDTI S/S       | I3                  | 1496 cc             | 122 CV (90 kW; 90 kW) at 3500 rpm          | 300 N·m (221 lb·pie) at 1750-2500 rpm                                                      | 6 velocidades manual         | 96-92 g/km          | 2019-2021           |
| 1.5D CDTI S/S       | I3                  | 1496 cc             | 122 CV (90 kW; 90 kW) at 3500 rpm          | 285 N·m (210 lb·pie) at 1500-2750 rpm                                                      | 9 velocidades automático     | 114-109 g/km        | 2019-2021           |

## Astra L (2021-presente)
La sexta generación del Astra, conocida como Astra L, se dio a conocer el 13 de julio de 2021 y salió a la venta el 12 de noviembre de 2021. Como el primer Astra desarrollado por Groupe PSA, se basa en la tercera generación de la plataforma EMP2 que hizo que su distancia entre ejes creciera 55 mm (2,2 plg; 2,2 plg). Lanzado diez meses después de la fusión de las operaciones de FCA y PSA para formar Stellantis, el vehículo se ofreció como híbrido por primera vez y presentará un motor de 180 caballos de fuerza.. La versión de 225 caballos de fuerza, tomada del Peugeot 508 y Peugeot 3008, también estará disponible en la versión GT.
Tras la venta de Opel al grupo francés PSA, el nuevo Astra se desarrolló sobre la plataforma PSA EMP2. Esto hace que la serie sea prácticamente idéntica al Peugeot 308 III, fabricado en Mulhouse, y al DS 4, también fabricado en Rüsselsheim am Main.
La forma exterior del Astra L se basa en el diseño actual de Opel, que incluye, por ejemplo, la sección frontal denominada “Vizor”, que se presentó en 2018 con el concept car Opel GT X Experimental y se utilizó por primera vez en un vehículo de producción con el Opel Mokka B. El nombre del modelo, situado en el centro del portón trasero, también es familiar de otras series de Opel.
En la primavera de 2022, el Astra fue sometido a pruebas de seguridad vehicular de Euro NCAP. Obtuvo cuatro de cinco estrellas. Entre las críticas se encontraban la protección deficiente contra lesiones en el pecho y la ausencia de un airbag central, que podría prevenir una colisión entre el conductor y el copiloto. 

El chasis cuenta con amortiguadores MacPherson delante y un eje de torsión detrás. Al igual que el 308 III, en su lanzamiento al mercado estaban disponibles dos motores de gasolina, un motor diésel y dos híbridos enchufables. Desde febrero de 2024, también existe una variante híbrida suave de 48 voltios, en la que el motor de gasolina de 1.2 litros se combina con una transmisión electrificada de doble embrague de 6 velocidades. Desde julio de 2025, los híbridos enchufables incorporan una batería de mayor capacidad. La potencia máxima del motor eléctrico también aumenta. 

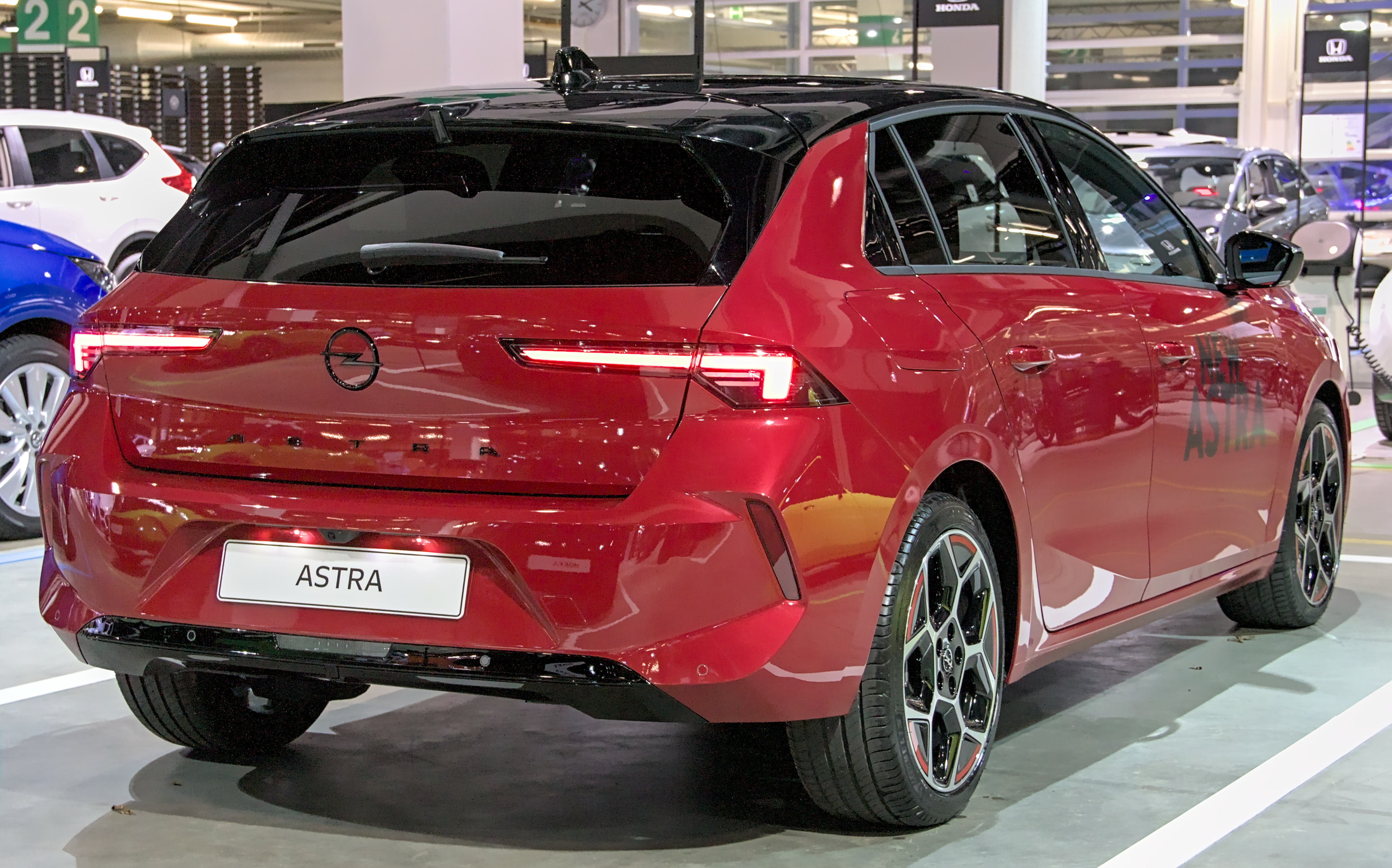
Vista trasera
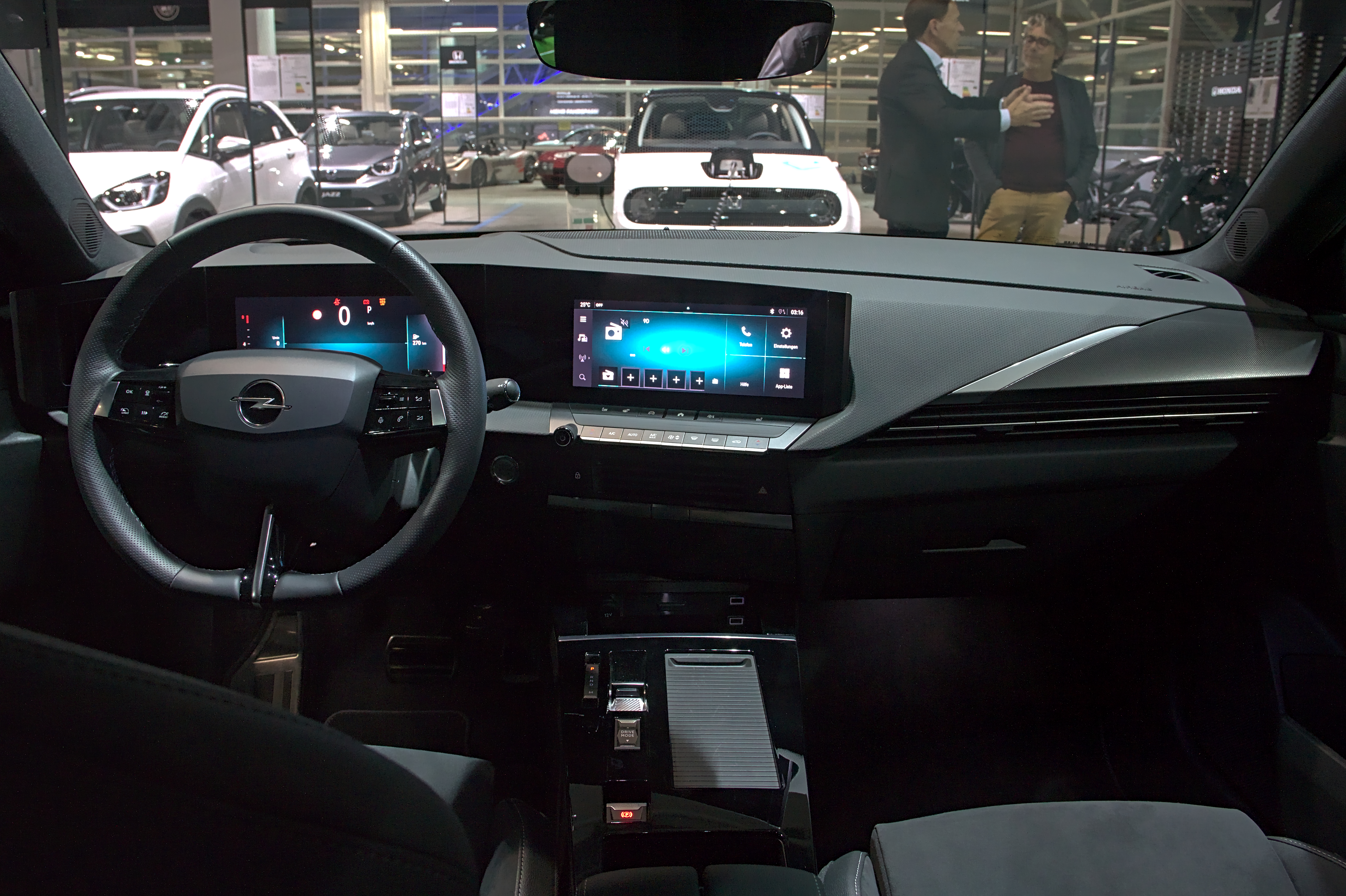
Interior
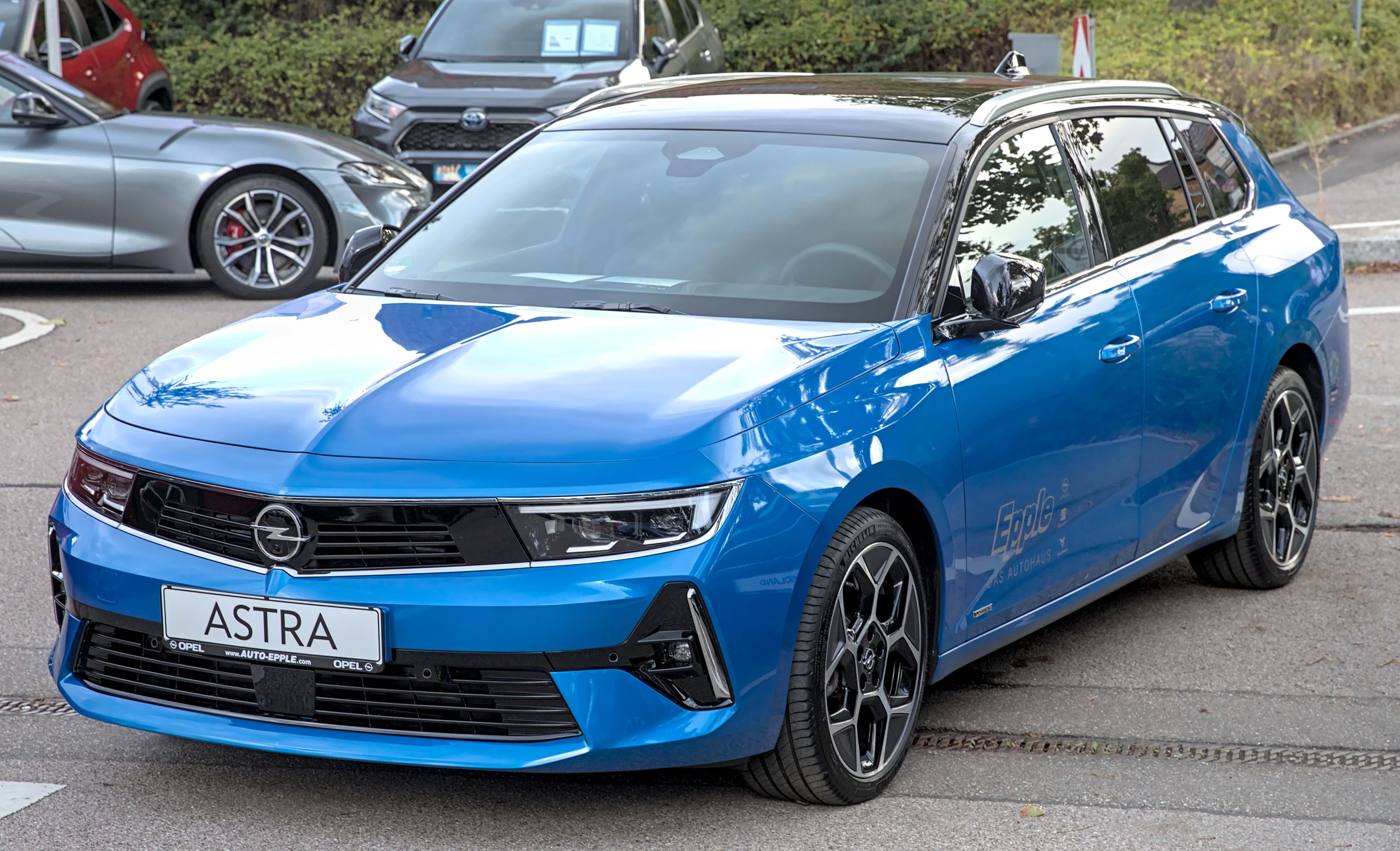
Opel Astra L Sports Tourer

### Eléctrico

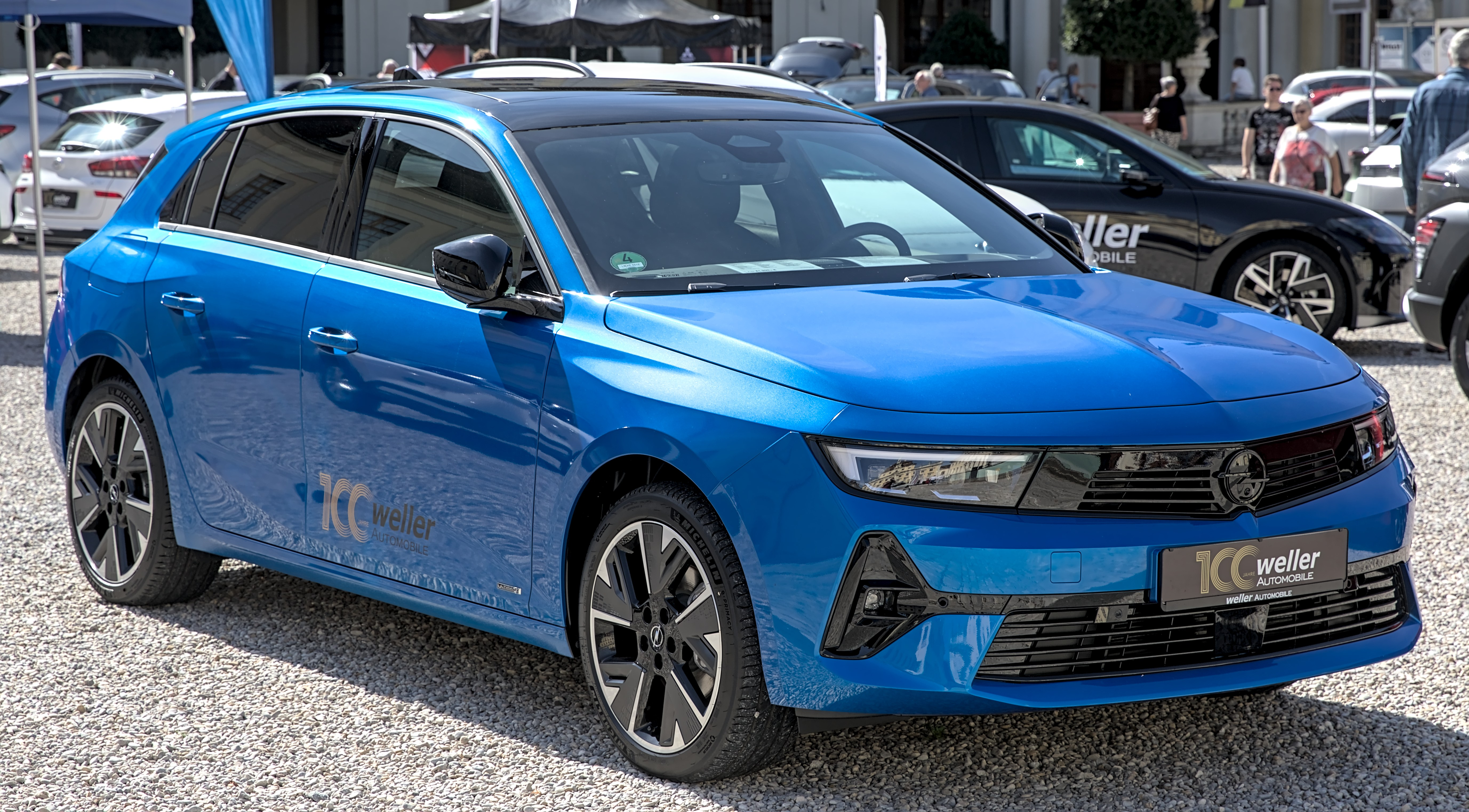
Opel Astra eléctrico

El Opel Astra Electric es un versión eléctrica que inició las ventas en Alemania en junio de 2023. Tiene una batería de 54 kWh con la que homologa una autonomía según ciclo WLTP de 418 km, velocidad máxima de 170 km/h, potencia de 156 CV y aceleración de 0 a 100 km/h en 9 segundos.

## Modelos vendidos en Latinoamérica (1994–2011)

### Chevrolet Astra
TEl Chevrolet Astra es esencialmente el mismo vehículo que el Opel Astra, pero con algunas diferencias mecánicas. En Brasil, el Chevrolet Astra fue lanzado en 1994 como modelo 1995 solamente en estilos de carrocería hatchback de cinco puertas y station wagon. Estaba disponible solamente en el nivel de equipamiento GLS con un motor de inyección de combustible multipunto de 2.0 litros y ocho válvulas con una potencia de 116 caballos de vapor (85 kW). El plan era reemplazar al Chevrolet Kadett, un Opel Kadett E construido localmente, pero un aumento en los impuestos para autos importados (del 35 al 70 por ciento) hizo que General Motors de Brasil dejara de importar el modelo para el año modelo 1996. El Chevrolet Astra regresó en 1998, en segunda generación y construido localmente. Inicialmente, solamente vino en estilos de carrocería hatchback de tres puertas y sedán de cuatro puertas, y niveles de equipamiento GL y GLS. Las opciones de motor eran un 1.8 litros con 110 caballos de vapor (81 kW) y un 2.0 litros con 112 caballos de vapor (82 kW), ambos con ocho válvulas. Los modelos posteriores recibieron la opción de un motor de 2.0 litros y 16 válvulas, inicialmente con una potencia de 128 caballos de vapor (94 kW) y, posteriormente, con 136 caballos de vapor (100 kW).
En 2003, la gama Astra recibió una renovación exterior, completando la gama con un hatchback de cinco puertas. El motor de 1.8 litros se discontinuó, y para el año modelo 2004 se lanzó un motor flexfuel de 2.0 litros (etanol y gasolina). La potencia del 2.0 FlexFuel era de 121-128 caballos de vapor (89-94 kW) dependiendo del combustible utilizado; más tarde esto cambió a 133-140 caballos de vapor (98-103 kW). Un GSI 2.0 16V se lanzó con el lavado de cara de 2003 y se produjo hasta 2005. La gama no cambió mucho hasta su discontinuación en 2011, siendo en efecto reemplazada por el Chevrolet Sonic y el Cobalt.
Chile

En Chile, el Astra se vendió bajo la marca Opel hasta 1997 (reemplazando al Kadett); a partir de 1999, la segunda generación se importó de Brasil bajo la marca Chevrolet. La tercera generación se importó nuevamente de Europa; en 2017, volvió a venderse bajo la marca Opel.

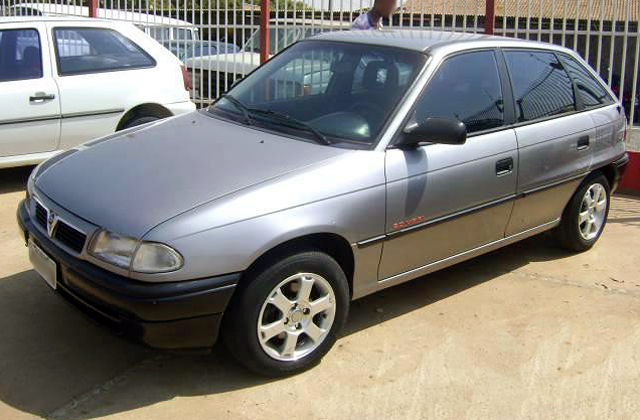
Primera generación
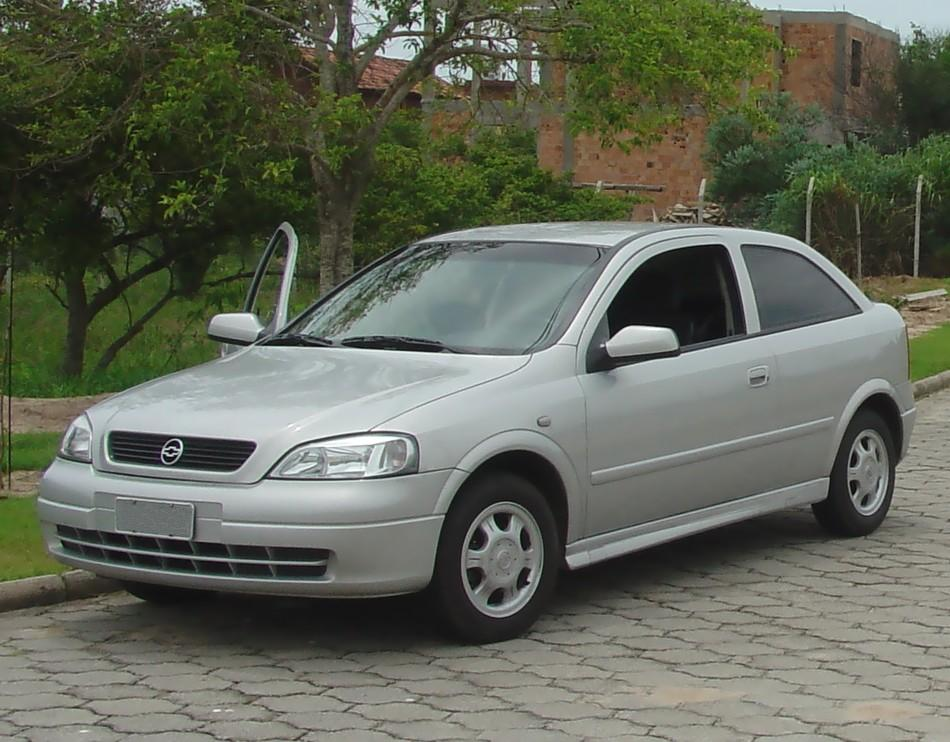
Segunda generación
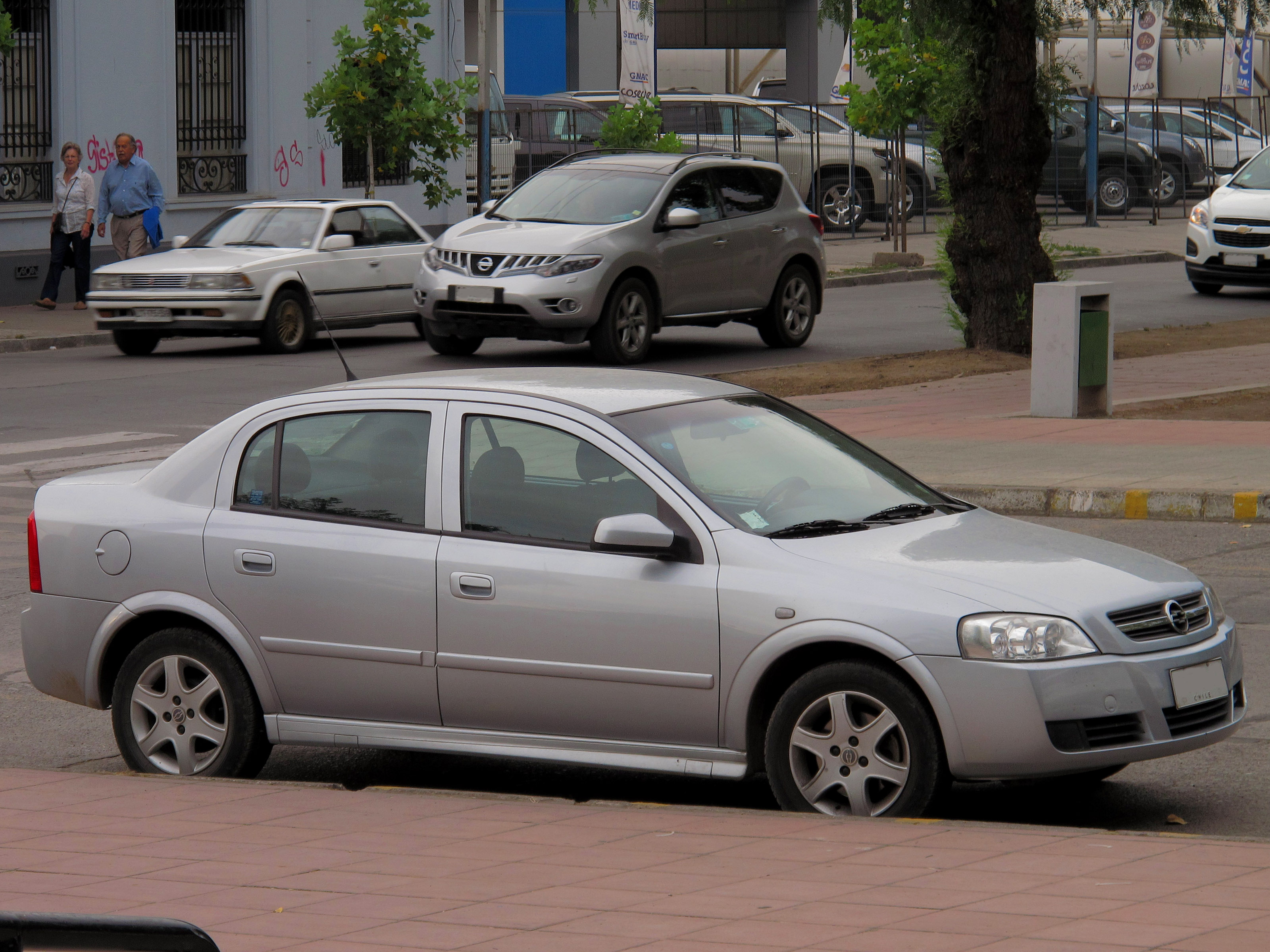
Segunda generación (rediseñado)
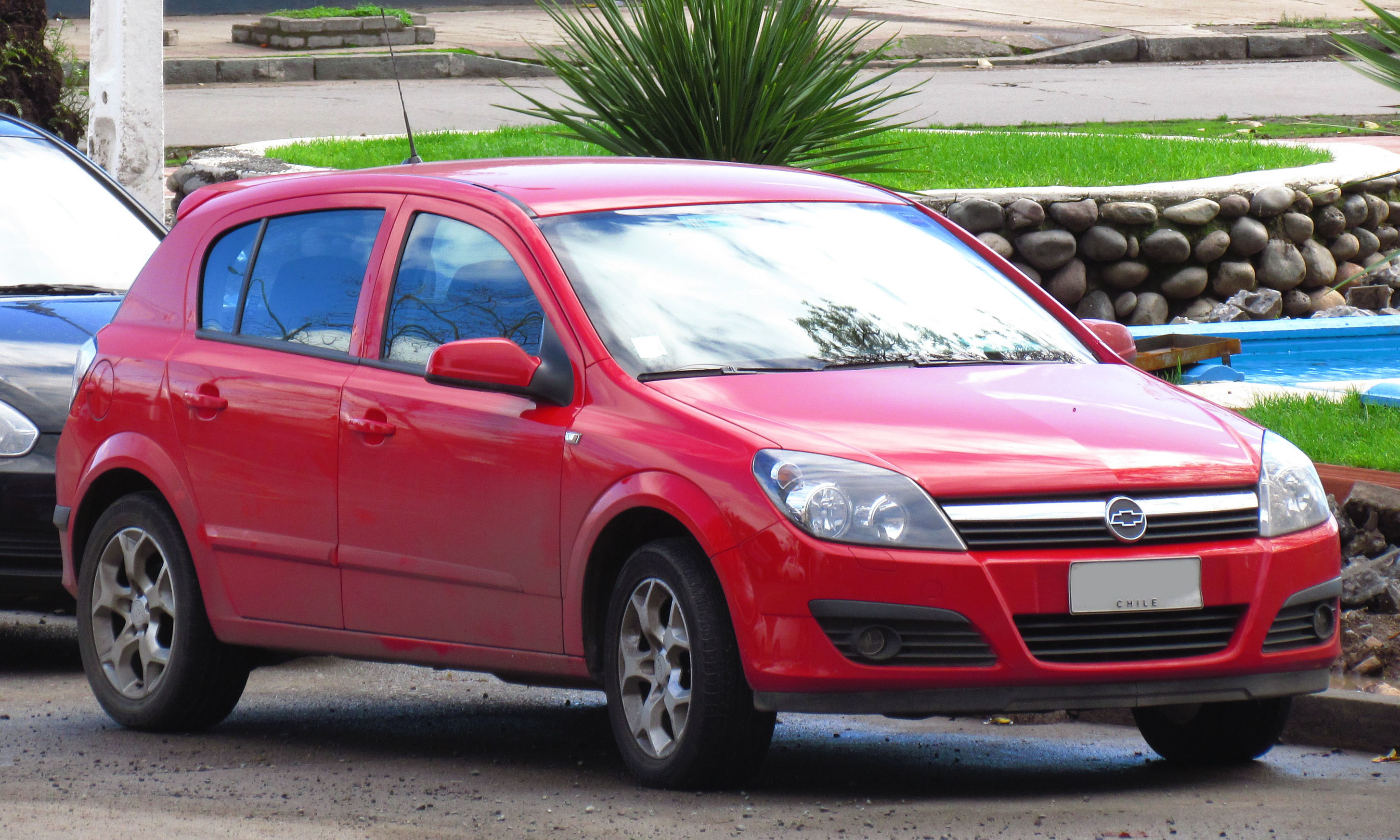
Tercera generación (Chile)

### Chevrolet Astra OPC y GSi

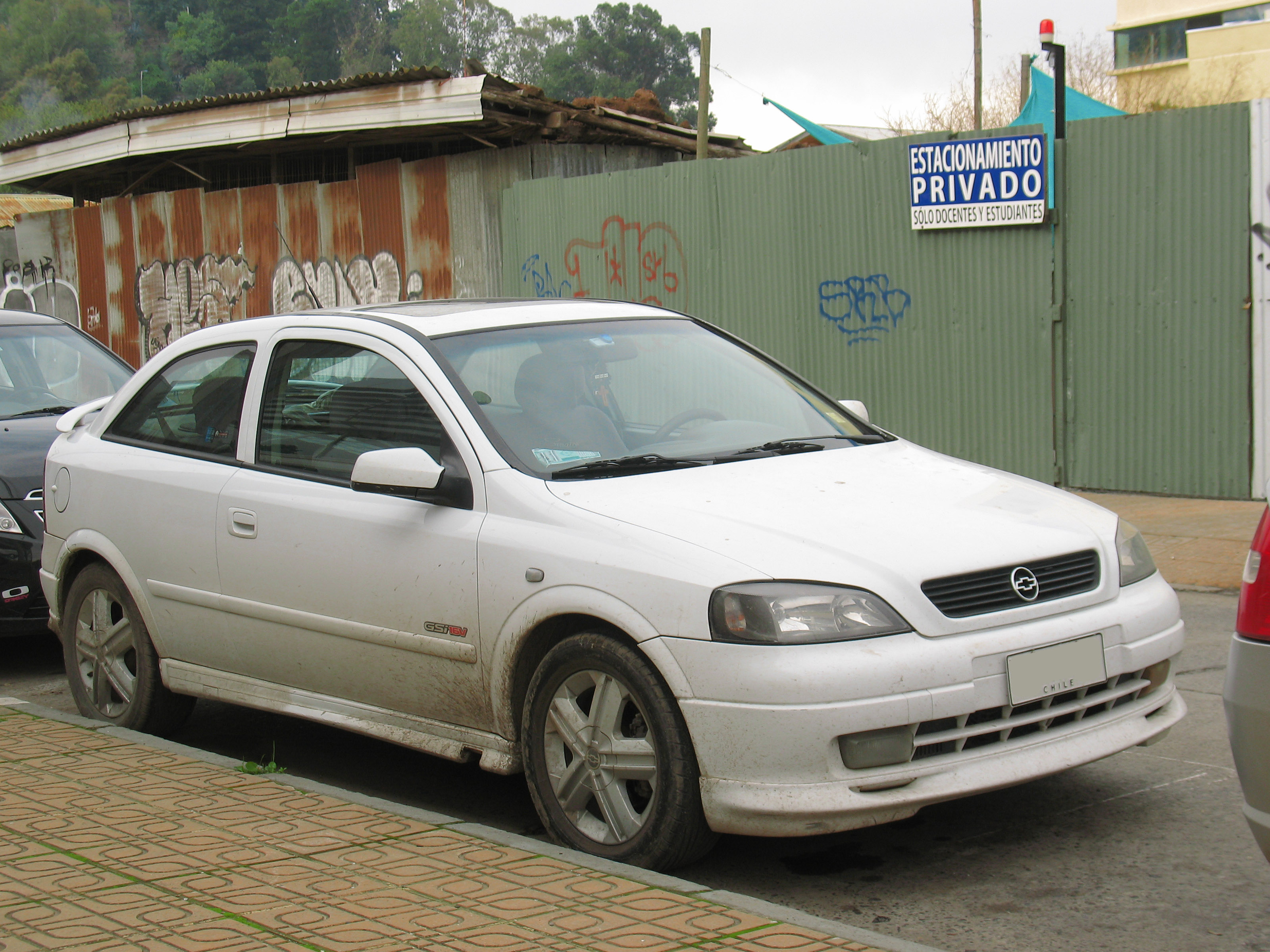
Chevrolet Astra GSi
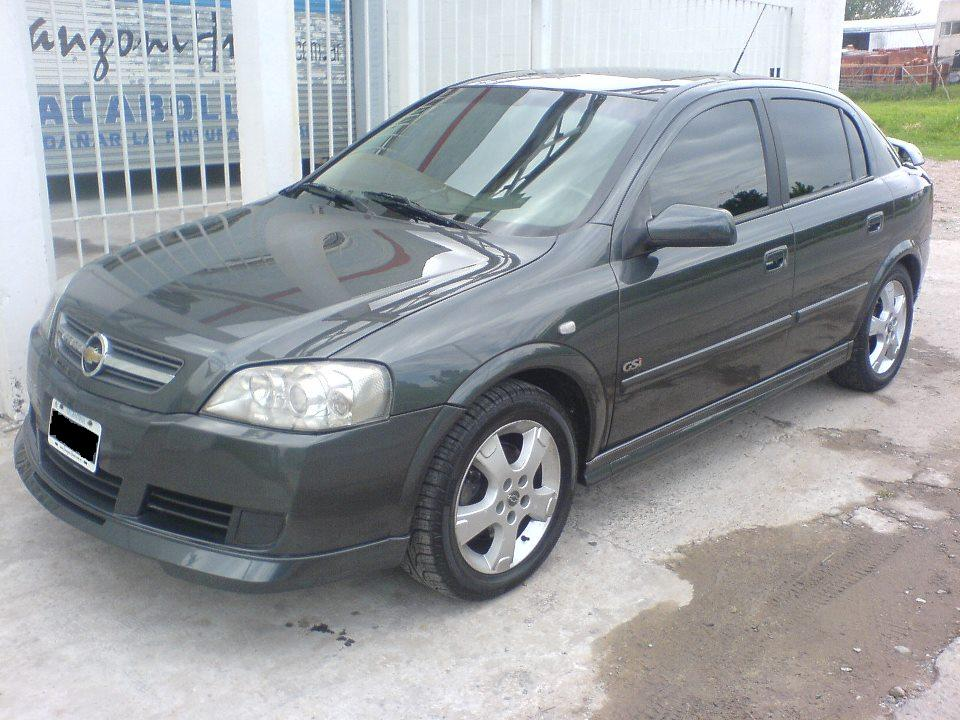
Chevrolet Astra GSi (Rediseñado)
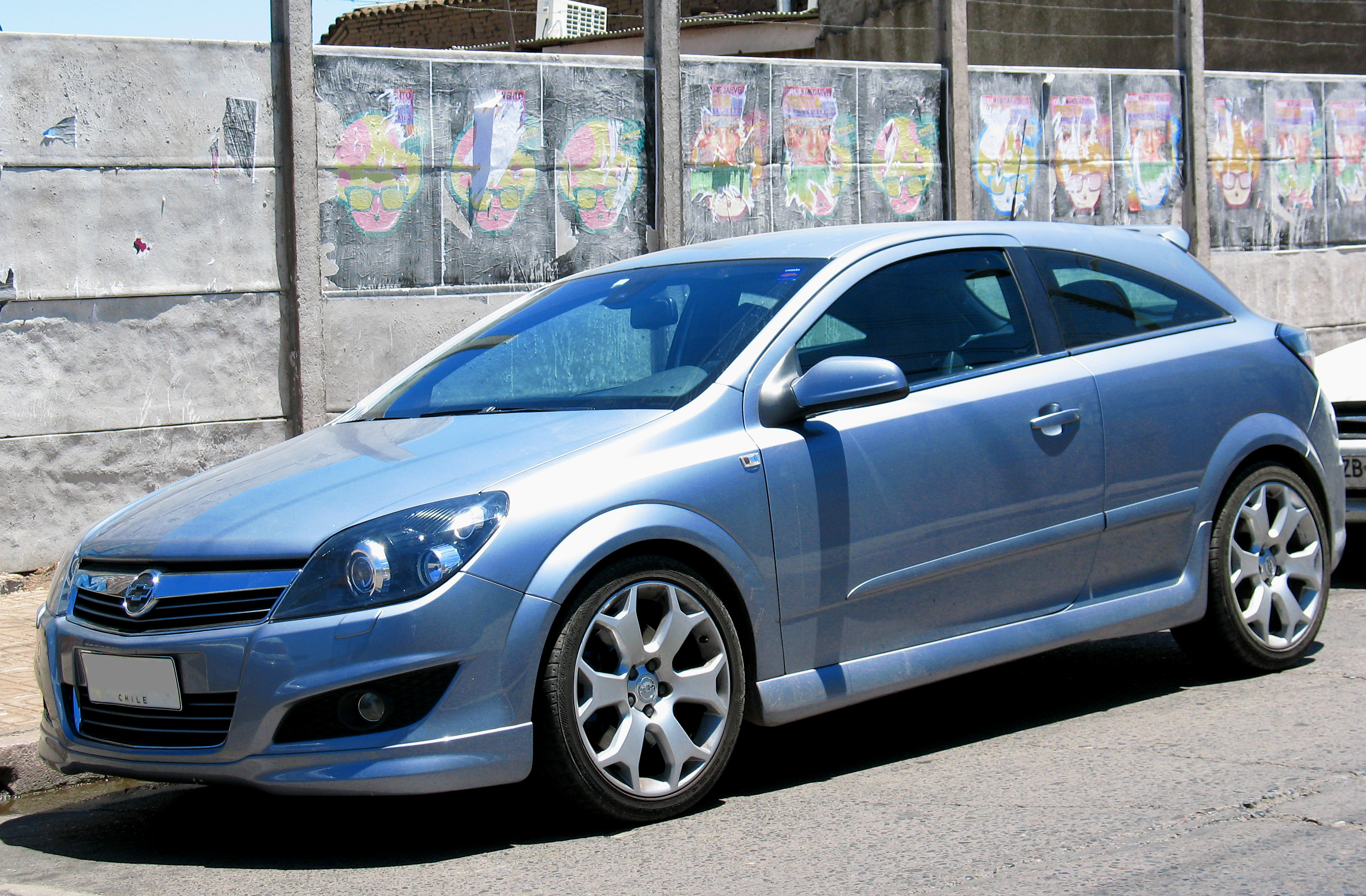
Chevrolet Astra OPC (Chile)

### Ventas
| 1995 | 26,884 |
| 2001 | 41,664 |
| 2002 | 36,735 |
| 2003 | 35,857 |
| 2004 | 39,991 |
| 2005 | 35,175 |
| 2006 | 33,889 |
| 2007 | 33,956 |
| 2008 | 32,759 |
| 2009 | 33,517 |
| 2010 | 33,628 |
| 2011 | 24,562 |
| 2012 | 360    |

### Chevrolet Vectra (Brasil)
The Opel Astra H was sold in Brazil and Argentina between 2006 and 2011, as Chevrolet Vectra and Vectra GT (hatchback), replacing Vectra B. It shared the powertrain and the platform with the Astra G, except when equipped with the 2.4 engine, and it was inserted above the Astra in both markets. It was replaced by the flagship versions of the Chevrolet Cruze.

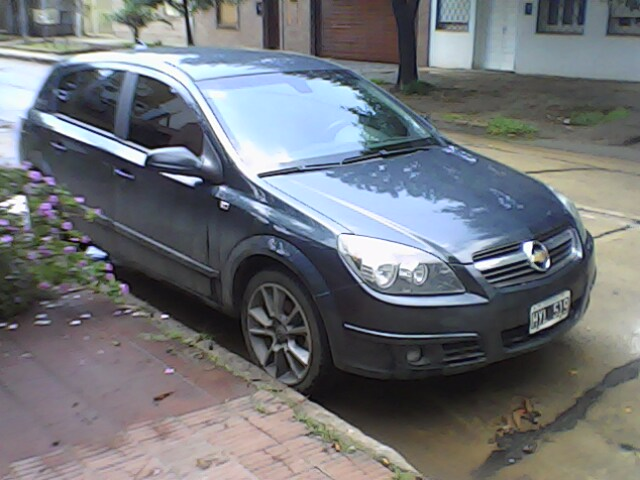
Hatchback (pre-facelift)
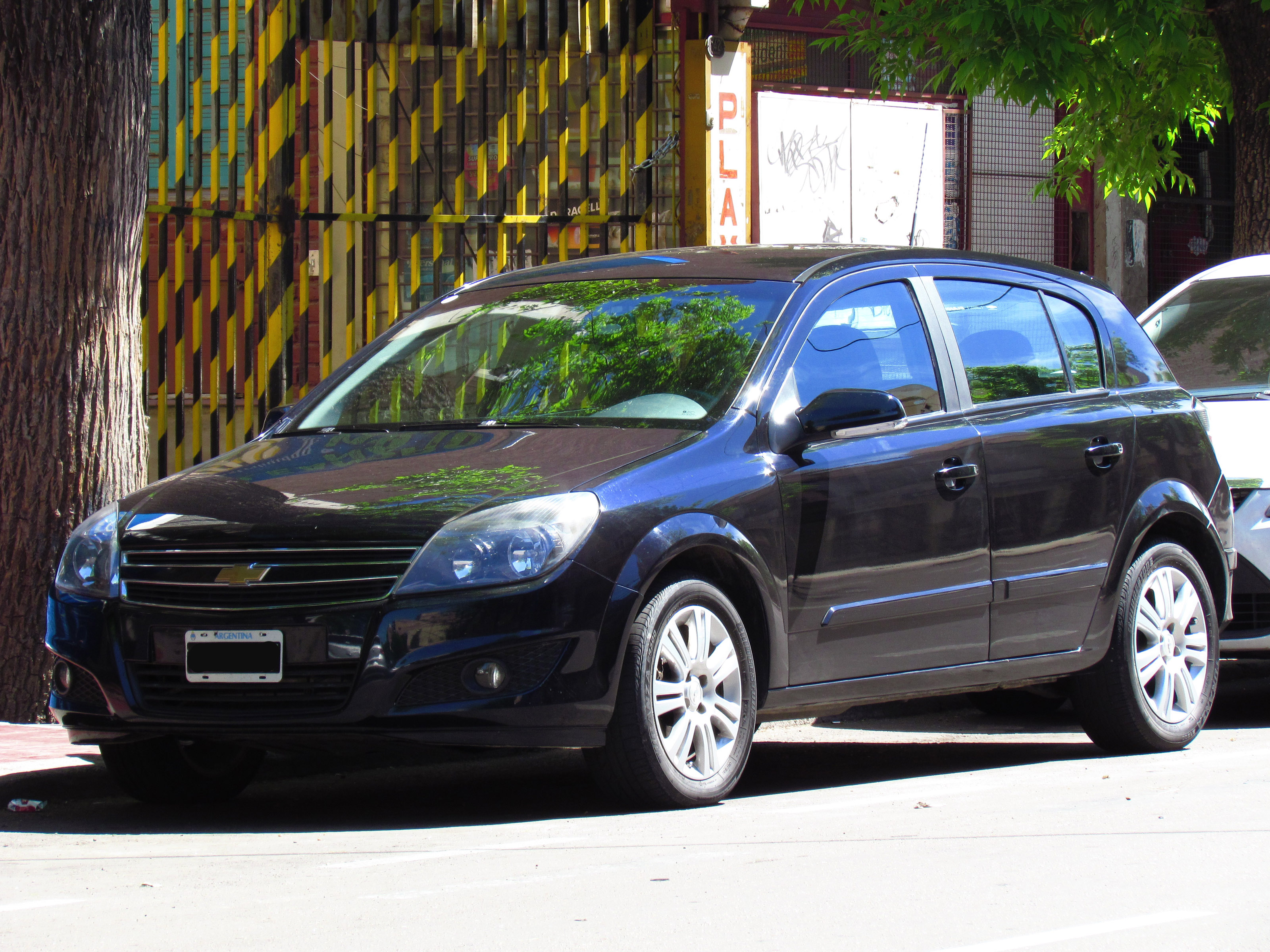
Hatchback (facelift)
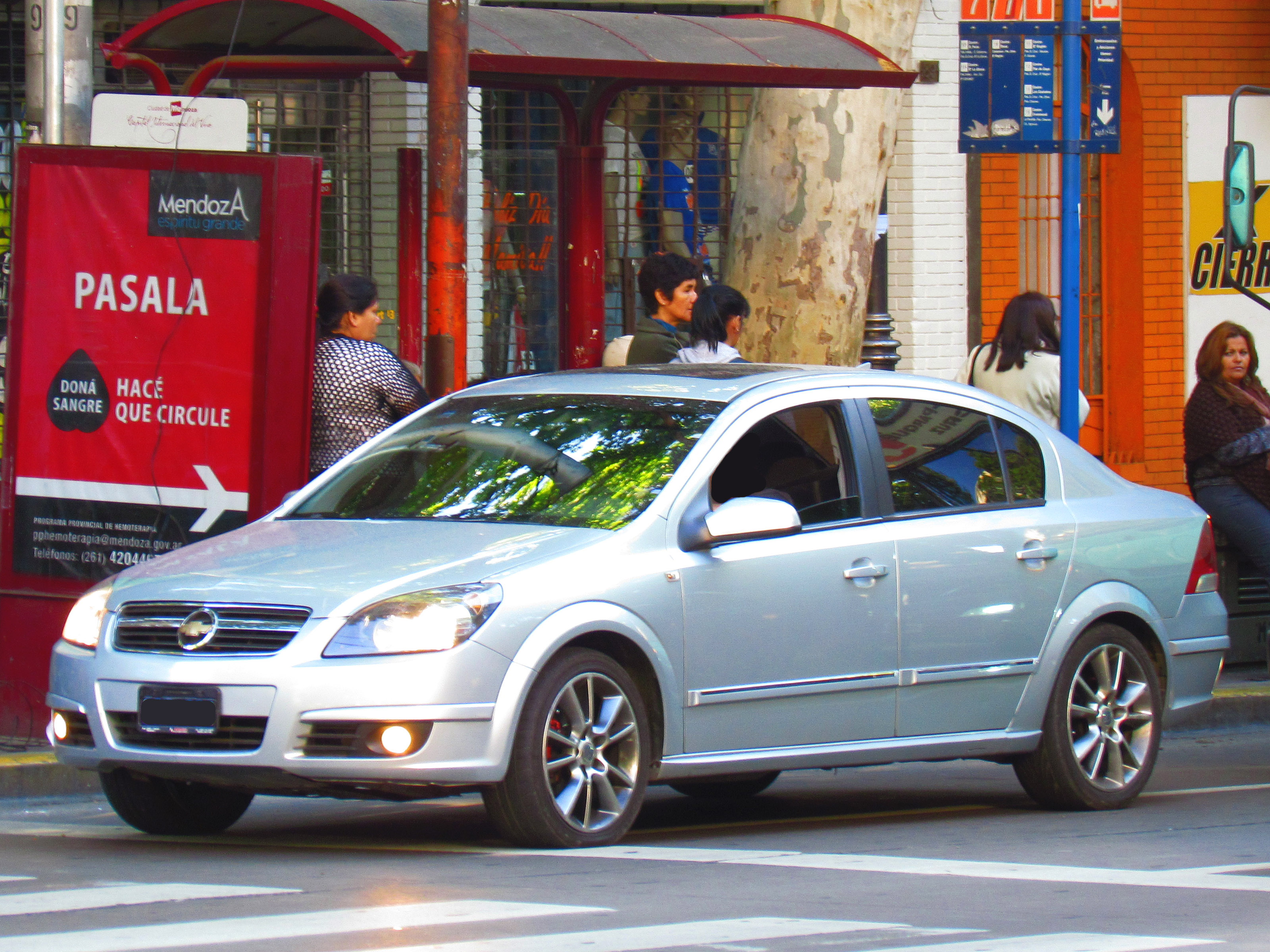
Sedan

### Sales
| 2005 | 8,484  |
| 2006 | 31,427 |
| 2007 | 33,744 |
| 2008 | 39,568 |
| 2009 | 35,419 |
| 2010 | 30,789 |
| 2011 | 17,815 |
| 2012 | 299    |